# Otto von Bismarck
Vous lisez un « article de qualité » labellisé en 2012.
Pour les articles homonymes, voir Bismarck.
Otto von Bismarck /ˈɔto fɔn ˈbɪsmaʁk/ , duc de Lauenburg et prince de Bismarck, né le 1er avril 1815 à Schönhausen et mort le 30 juillet 1898 à Friedrichsruh, est un homme d'État prussien puis allemand.
Il est à la fois ministre-président du royaume de Prusse de 1862 à 1890 et chancelier de la confédération de l'Allemagne du Nord de 1867 à 1871 avant d'accéder au poste de premier chancelier du nouvel Empire allemand en 1871, poste qu'il occupe jusqu'en 1890, tout en conservant sa place de ministre-président de Prusse. Il joue un rôle déterminant dans l'unification allemande.
Au début de sa carrière politique, Bismarck se fait un nom en défendant les intérêts des junkers, petite noblesse prussienne, dont il fait partie, depuis les bancs conservateurs. Il est nommé ministre-président de Prusse en 1862. Dans le conflit constitutionnel prussien, il lutte contre les libéraux pour maintenir la primauté de la monarchie. Également ministre des Affaires étrangères, il déclenche la guerre des Duchés puis la guerre austro-prussienne entre 1864 et 1866, et impose par la même occasion la suprématie de la Prusse en Allemagne. La guerre franco-prussienne de 1870 permet de résoudre la question allemande en retenant la solution petite-allemande, défendue par la Prusse, et entraîne l'unification allemande en 1871. Ensuite, sur le plan de la politique extérieure, il essaie d'établir un équilibre entre les grandes puissances européennes grâce à un système d'alliances.
En politique intérieure, à partir de 1866, Bismarck s'allie d'abord aux libéraux modérés, ce qui conduit au vote de nombreuses réformes comme l'institution du mariage civil, qui rencontre la résistance des catholiques, auxquels il s'oppose durement en instituant la politique du Kulturkampf. À la fin des années 1870, il se sépare des libéraux, pour renouer avec les conservateurs. Durant cette phase, sont votées les lois pour le protectionnisme et l'interventionnisme étatique. Un système de sécurité sociale est également créé. Les années 1880 sont surtout marquées par les lois antisocialistes. En 1890, les divergences de point de vue de Bismarck avec le nouvel empereur, Guillaume II, conduisent à son départ.
Après sa démission, Bismarck continue de jouer un rôle politique, en critiquant l'action de son successeur. Il écrit également ses mémoires, qui influencent fortement l'image que se forge de lui l'opinion publique allemande.
Jusqu'au milieu du XXe siècle, les historiens allemands jugent en grande majorité son action de manière positive, celle-ci étant, dans cette période nationaliste, associée à l'unification de l'Allemagne. Cependant, après la Seconde Guerre mondiale, les critiques s'accentuent : il est alors accusé d'être responsable, en tant que fondateur de l'Empire allemand, de l'échec de la démocratie en Allemagne. Des approches plus modernes de l'histoire tentent cependant de remettre l'action de Bismarck, avec ses forces et ses manques, dans le contexte de son époque avec la structure politique qui était alors en place.

## Jeunesse

### Origine et enfance

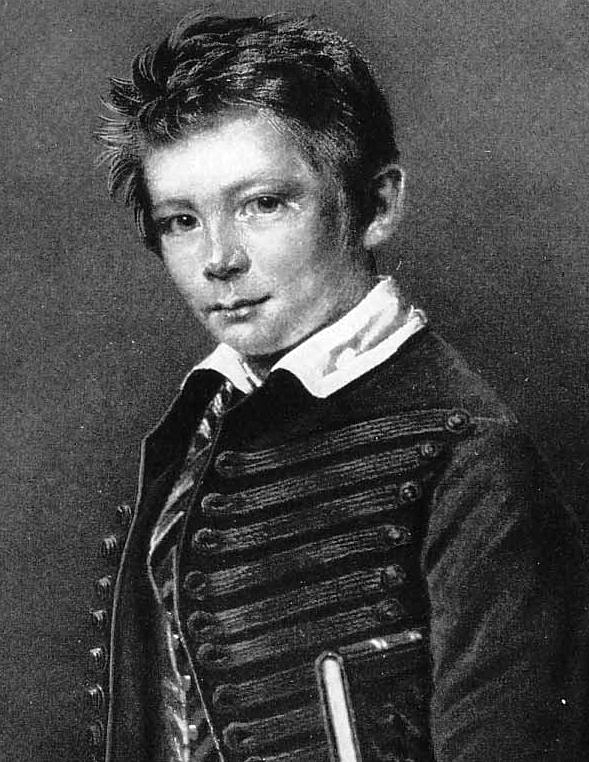
Bismarck à l'âge de 11 ans.

Otto Eduard Leopold von Bismarck est né le 1er avril 1815 à Schönhausen. Son père, Karl Wilhelm Ferdinand von Bismarck (de), est officier militaire et propriétaire terrien prussien et sa mère, Wilhelmine Mencken, est la fille d'un homme politique. Son grand-père paternel est un disciple de Jean-Jacques Rousseau. Otto a un frère, Bernhard (1810 – 1893), et une sœur, Malwina (1827 – 1908).
En 1816, la famille déménage vers Kniephof en Poméranie de l'Est, sans pour autant abandonner sa possession de Schönhausen. Otto y passe son enfance. La différence d'origine sociale entre ses parents a un fort impact sur la socialisation de Bismarck. De son père, il hérite la rigueur et la fierté, de sa mère, un esprit vif, logique, ainsi qu'une aisance orale. Elle lui donne également l'envie de s'échapper de son milieu social. Bismarck peut aussi remercier sa mère pour l'éducation atypique qu'elle lui a donnée. Son fils ne doit pas en effet être seulement un junker, il doit également entrer dans l'administration. Toutefois, à cause de cette éducation stricte qu'il reçoit, il ne se sent jamais vraiment chez lui au domicile parental et, alors qu'il montre de la retenue vis-à-vis de sa mère, il éprouve beaucoup d'affection pour son père,,.

### Études primaires

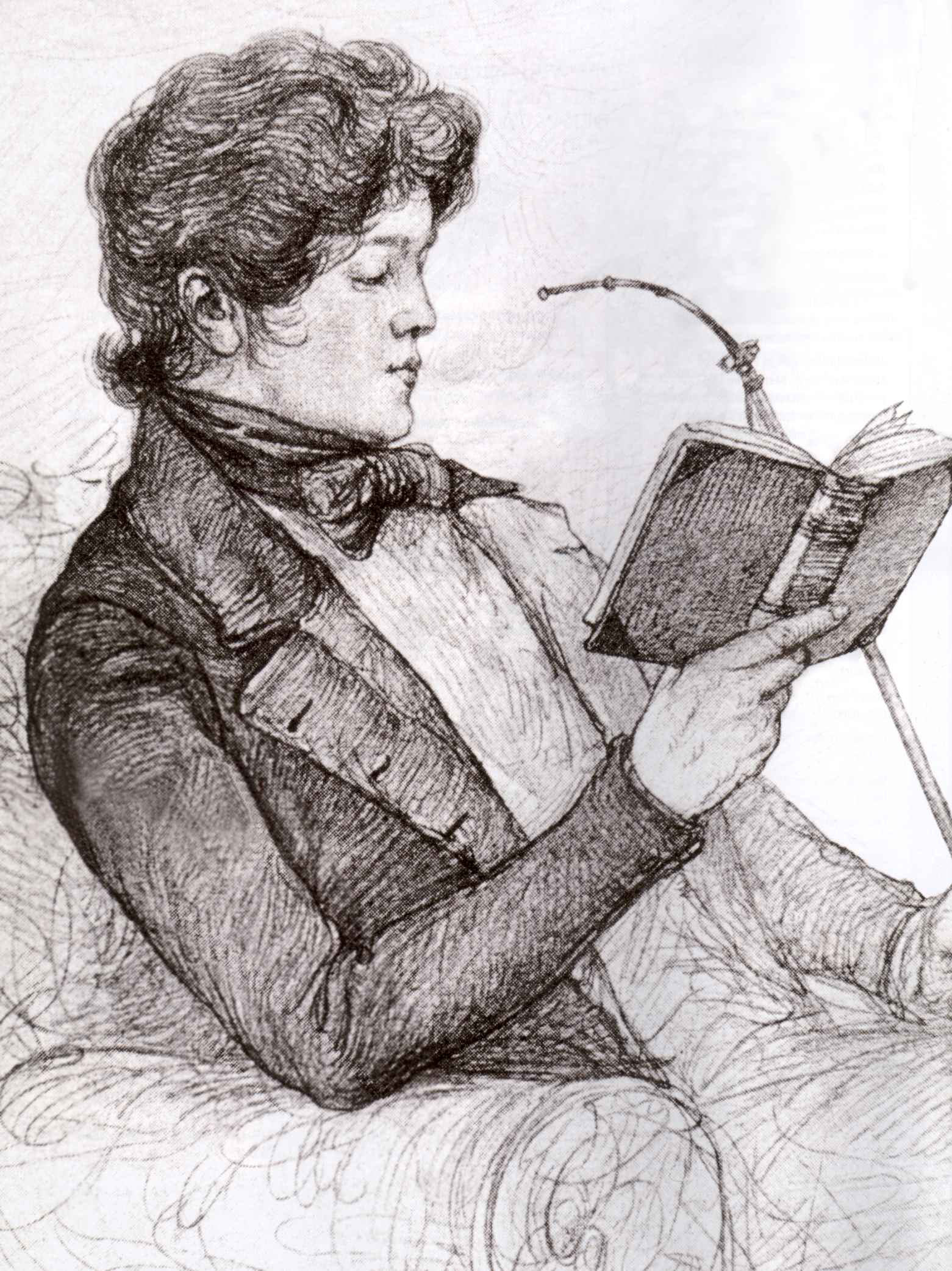
Otto von Bismarck à l'âge de 19 ans, alors qu'il est étudiant à Göttingen.

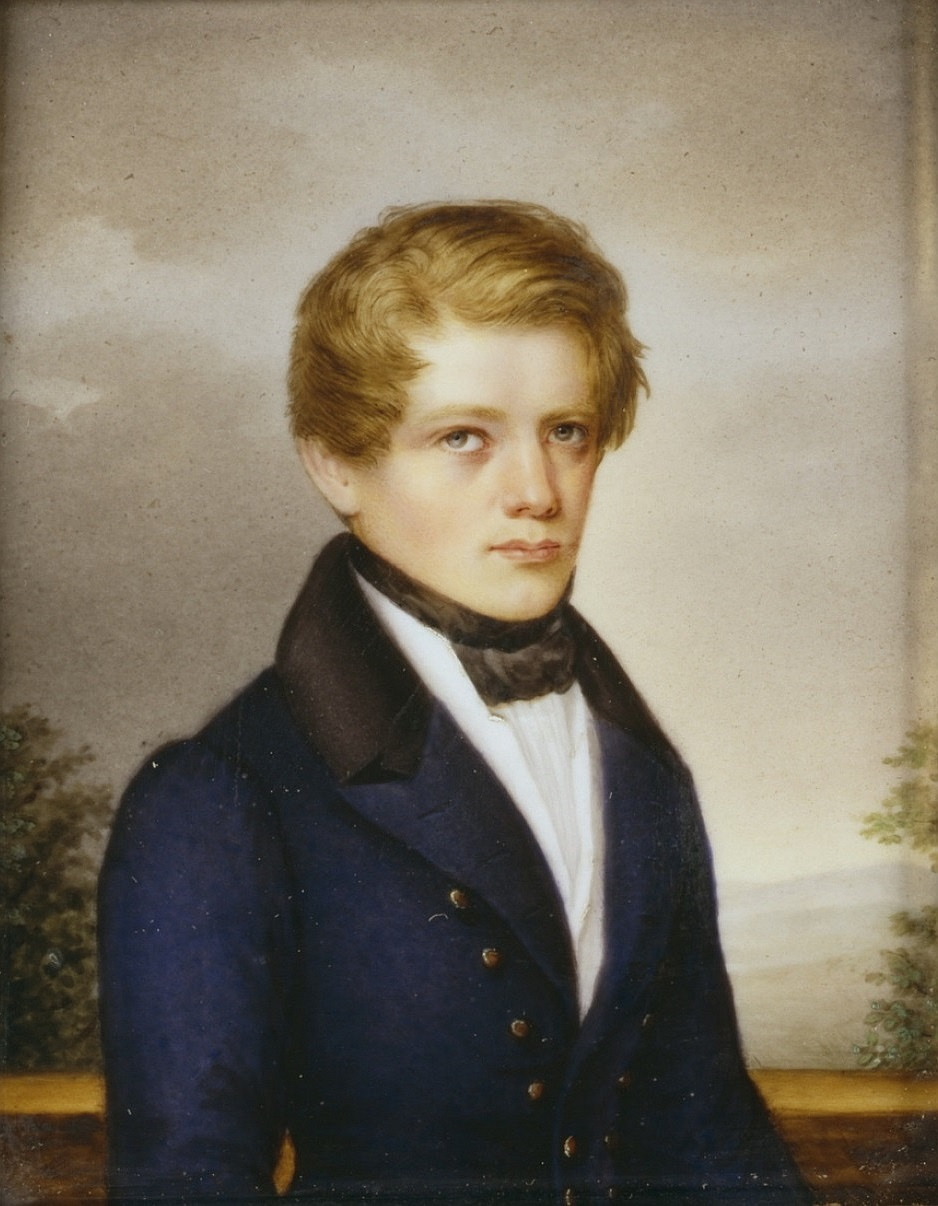
Otto von Bismarck, 1833.

En 1822, au lieu, comme c'est l'habitude dans la noblesse, d'envoyer son fils dans une école de cadets, la mère de Bismarck l'inscrit dans un internat berlinois, le Plamannsche Erziehungsanstalt, afin de le préparer dans les meilleures conditions à occuper un poste de haut fonctionnaire. Il n'a alors que six ans. Cet internat suit à l'origine les méthodes pédagogiques de Johann Heinrich Pestalozzi ; cependant, au moment où Bismarck le fréquente, le temps des réformes est révolu depuis longtemps et a laissé la place à l'entraînement physique et à l'esprit patriotique. La transition entre la vie au domicile parental, rythmée par les jeux d'enfant, et la vie en internat, empreinte de discipline, est des plus difficiles pour le jeune Bismarck. À l'époque, il refuse catégoriquement de se soumettre à l'autorité,.
En 1827, il entre au lycée Frédéric-Guillaume de Berlin. Puis, en 1830, il intègre le lycée berlinois du monastère franciscain dans lequel il demeure jusqu'à l'obtention de son Abitur en 1832. Mis à part le grec ancien (qu'il juge inutile), Bismarck se montre un élève extrêmement doué pour les langues, mais pas toujours assidu.

### Religion
Bismarck est de confession luthérienne. Il reçoit des cours de religion de Friedrich Schleiermacher, qui le confirme lors de ses 16 ans dans l'église de la Trinité de Berlin (Dreifaltigkeitskirche). Bismarck se penche à l'époque sur la religion d'un point de vue philosophique ; il est notamment influencé par Spinoza et Hegel. Il semble au départ être plutôt déiste et panthéiste que réellement croyant. Bien que son retour à la religion ne change pas fondamentalement sa personnalité et que, comme il déclare, « Si je croyais à tout ce qui se trouve dans la Bible, je serais devenu pasteur, », Bismarck revendique durant toute sa vie sa foi. Son christianisme familial a notamment joué un rôle décisif pour surmonter les moments difficiles, comme la mort de son amie Marie von Thadden-Trieglaff.

### Études secondaires
Après son Abitur, en mai 1832, et à l'âge de 16 ans, il s'inscrit en droit dans l'université de Göttingen. Il s'oppose fermement aux séquelles de la révolution de Juillet et à la vague de libéralisme qui l'accompagne. Ce n'est donc pas un hasard s'il rallie le corps étudiant de la Corps Hannovera Göttingen plutôt que celui des anciens opposants de la Burschenschaft Hannovera Göttingen (de) ; il y reste attaché sa vie durant. Il méprise, dans la Burschenschaft Hannovera Göttingen, « leur refus de donner satisfaction, leur manque d'éducation et d'étiquette, mais de manière plus connue, leurs conceptions politiques, reposant sur leur manque de culture et de connaissances, et leurs conditions de vie liées à leur devenir historique ». Il résume plus tard ses observations, en disant que cela a à voir avec un mélange d'utopie et d'un manque d'éducation. D'autre part, il dit ne pas être influencé par les idées monarchistes prussiennes. L'histoire et la littérature l'intéressent beaucoup, le droit moins. Le seul professeur qui l'ait à la fois impressionné et influencé est l'historien Arnold Hermann Ludwig Heeren qui aborde dans ses cours le fonctionnement des systèmes étatiques dans le monde. C'est à cette époque-là que le jeune Bismarck construit une relation étroite avec John Lothrop Motley, un Américain qui devient par la suite diplomate, qui reste toute sa vie un de ses rares amis,.

### Premier poste et voyage

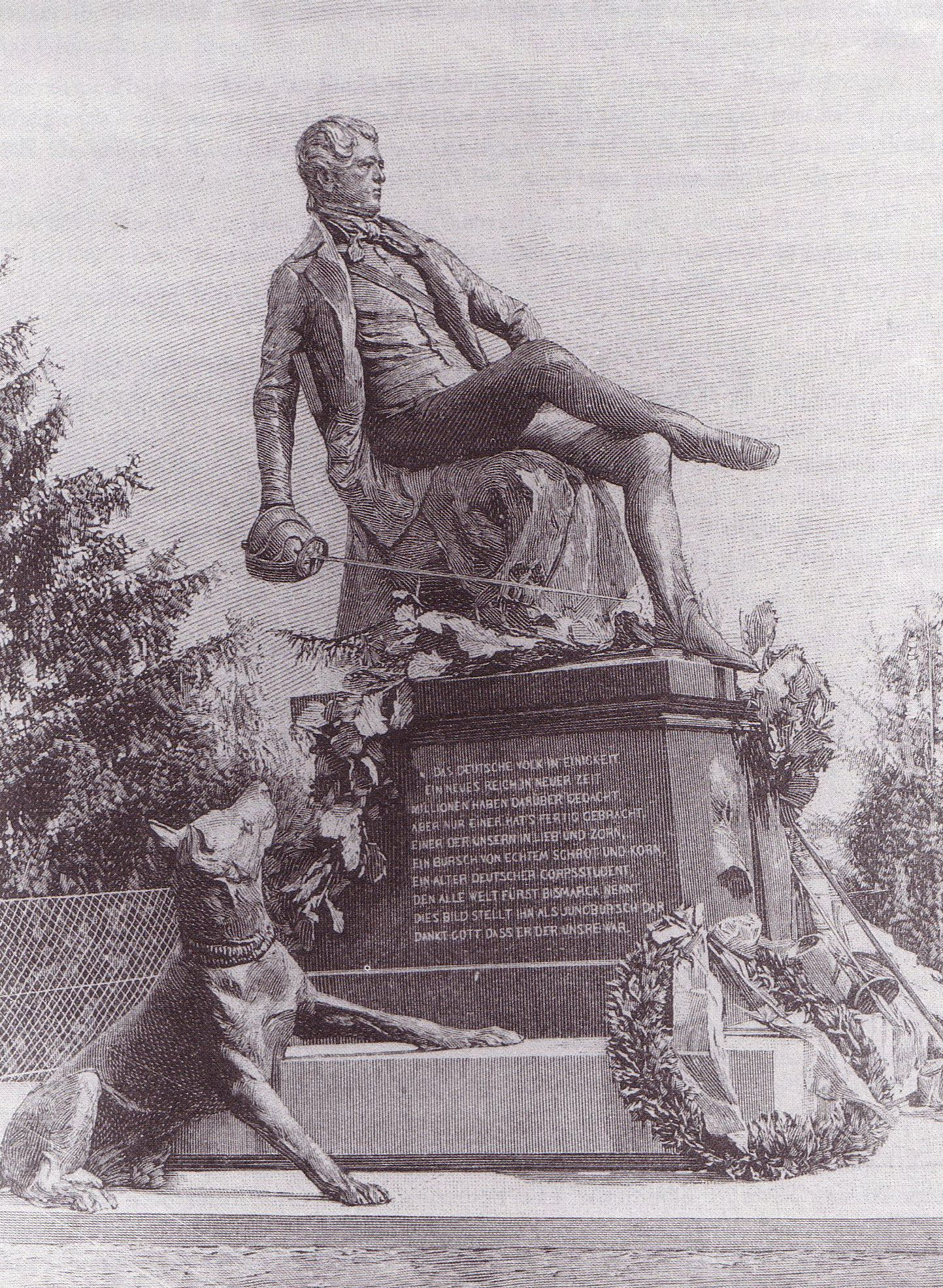
Mémorial au jeune Bismarck du Kösener Senioren-Convents-Verband à Rudelsburg (1896).

En novembre 1833, Bismarck change d'université et poursuit ses études de droit à l'université Friedrich-Wilhelms de Berlin. En 1835, il passe son premier examen d'État. À sa sortie, il devient Gerichtsreferendar (stagiaire) au tribunal municipal de Berlin. Il passe ensuite de son propre vœu de la justice vers l'administration. Alors que sa vie de bureaucrate à Aix-la-Chapelle le lasse déjà, il tombe amoureux, en 1836, de Laura Russell, la nièce du duc de Cleveland,. Après avoir eu entretemps une liaison avec une Française, il voyage à travers l'Allemagne en 1837 avec une jeune Anglaise, amie de Laura. Ce voyage, qui dure plusieurs semaines, dépasse largement la durée de ses congés (qui sont de 14 jours), ce qui le conduit à perdre son poste.
Bismarck s'endette alors, d'une part à cause de ses attentions pour la gent féminine et d'autre part à cause de son penchant pour le jeu qu'il assouvit dans les casinos. Il reste sans emploi plusieurs mois et essaie plus tard de terminer son referendar (période d'essai) à Potsdam, avant de tourner le dos définitivement à l'administration quelques mois plus tard. Rétrospectivement, il explique ce changement de cap par le fait qu'il n'a pas envie d'être un simple rouage de l'administration : « Moi, je veux faire de la musique de la manière dont elle me semble bonne, ou ne pas en faire du tout ».
En 1838, Bismarck accomplit son service militaire, d'abord comme volontaire d'un an puis passe dans le bataillon de chasseurs à pied de la Garde (de). À l'automne, il est muté dans le 2e bataillon de chasseurs à pied qui stationne à Greifswald, en Poméranie occidentale où il se prépare également à la gestion des exploitations familiales à l'Académie royale d'État et d'agriculture d'Eldena (de).

### Seigneur et bon vivant
À la mort de sa mère, en 1839, Bismarck prend en charge les possessions familiales à Kniephof. Il devient donc agriculteur. Avec son frère Bernhard, de cinq ans son aîné, il exploite les terres de Kniephof, Külz et Jarchlin, en Poméranie orientale, dans le canton de Naugard. En 1841, Bernhard est élu chef du conseil communal (Landrat) de Naugard, ce qui entraîne une division provisoire des terres : Jarchlin est géré par Bernhard, Külz et Kniephof par Otto. À la mort de leur père, en 1845, Otto reprend également le siège familial à Schönhausen dans le canton de Stendal,.
Bismarck maîtrise rapidement l'exploitation de la ferme. En une décennie, en tant qu'administrateur du domaine paternel, il réussit non seulement à le réhabiliter mais également à rembourser les dettes qu'il a accumulées. Même si d'un côté cela lui plaît d'être son propre maître, la vie d'agriculteur ne le comble pas. Il lit énormément, sur des sujets très différents, tels la philosophie, l'art, la religion ou encore la littérature,.
En 1842, il entreprend un voyage d'études en France, en Angleterre et en Suisse. En 1844, il arrête ses efforts pour retourner dans l'administration, lucide quant à son sentiment anti-bureaucrate. Il essaie d'oublier son insatisfaction existentielle en buvant, en chassant et en ayant une vie sociale intense. Il acquiert alors le surnom de « formidable Bismarck »,.

### Mariage

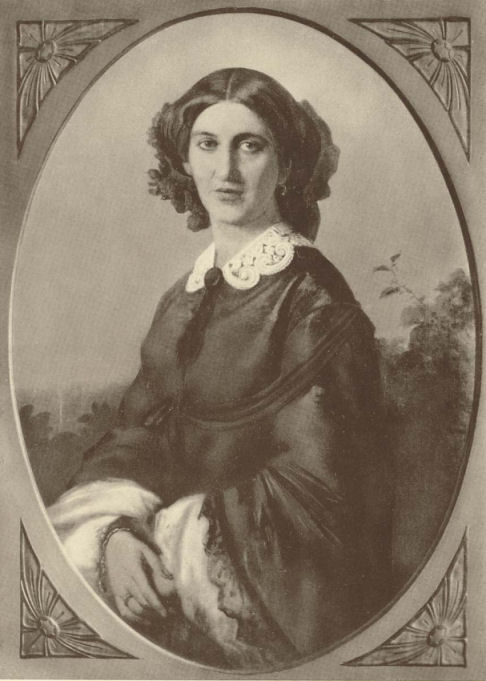
Johanna von Bismarck, née von Puttkamer, 1857.

Grâce à Moritz von Blanckenburg, un ami rencontré au Gymnasium zum Grauen Kloster, Bismarck rentre en contact avec le cercle piétiste d'Adolf von Thadden-Trieglaff. Bien que Moritz soit fiancé à Marie, la fille d'Adolf von Thadden, Marie et Otto tombent amoureux l'un de l'autre. Marie ne voulant pas revenir sur son serment de fiançailles, elle finit par épouser Moritz von Blanckenburg en octobre 1844. À ses noces, elle place son amie, Johanna von Puttkamer, aux côtés de Bismarck. Durant l'été 1846, les Blanckenburg, Bismarck et Johanna von Puttkamer font un voyage dans le Harz. Après la mort inattendue de Marie le 10 novembre 1846, Bismarck demande, dans une lettre devenue célèbre à Heinrich von Puttkamer la main de sa fille. Ce dernier tardant à répondre, Bismarck se rend, à Reinfeld, convaincre les parents de Johanna à leur domicile. Les noces sont célébrées en 1847 à Reinfeld. Depuis cette époque, la croyance de Bismarck en un dieu personnel joue un rôle central dans sa vie.
Du mariage d'Otto et de Johanna naissent trois enfants : Marie (1848 – 1926), qui épouse le comte Kuno zu Rantzau (de) ; Herbert (1849 – 1904), qui s'unit à la comtesse Marguerite von Hoyos et Wilhelm (1852 – 1901), qui épouse la comtesse Sibylle von Arnim-Kröchlendorff. Johanna met de l'ordre dans la vie d'Otto et lui donne un point d'attache émotionnel. Bismarck - cité par Lothar Gall dans son ouvrage Bismarck - Der weiße Revolutionär, dira de ce mariage, dans une lettre à son frère :
« … je crois que cela a été pour moi un bonheur immense et que je n'espérais plus de me marier, je n'exagère pas, avec une femme d'un rare esprit et d'une rare noblesse dans sa mentalité, avec cela aimable et d'une extrême facilité à vivre comme je n'ai jamais rencontré chez une autre femme. »
Les lettres que le couple s'échange sont des références du genre épistolaire du XIXe siècle.

## Débuts politiques

### Agitateur conservateur

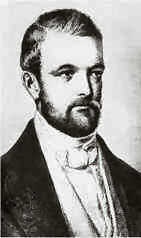
Otto von Bismarck en 1847.

Bismarck fait son entrée en politique en devenant représentant au conseil du canton de Naugard (Deputierter des Kreises Naugard), et alors qu'il s'occupe encore de ses terres à Kniephof. Il soutient à de nombreuses reprises son frère qui dirige le conseil du canton en tant que Landrat. Par l'intermédiaire de son cercle religieux, il entre en contact, entre 1843 et 1844, avec d'éminents hommes politiques des bancs conservateurs, comme les frères Ernst Ludwig von Gerlach et Ludwig Friedrich Leopold von Gerlach. Il afferme Kniephof et déménage à Schönhausen, proche de Magdebourg, ville où Ludwig von Gerlach occupe un siège, pour développer ces liens. En 1846, il obtient son premier poste de fonctionnaire en tant qu'intendant des digues de Jerichow. Sa principale préoccupation du moment est alors de préserver la suprématie de la petite noblesse en Prusse. Les conservateurs s'opposent à l'État absoluto-bureaucratique et rêvent d'un retour à l'Ancien Régime, avec un gouvernement conjoint des nobles et du roi. Avec les frères Gerlach, il défend, par exemple, le droit pour les nobles de rendre justice sur leurs terres.
En 1847, il entre au Parlement uni prussien (Vereinigter Landtag) comme représentant de la chevalerie de la province de Saxe. Dans ce comité dominé par l'opposition libérale, il commence dès ses premiers discours à se faire remarquer comme un des conservateurs les plus stricts, il conteste notamment le fait que les guerres de libération de la puissance française en 1813 et 1814 étaient accompagnées de la volonté de mettre en place des réformes libérales. Dans la « question juive », il se déclare clairement opposé à la mise à égalité politique de la population juive. Cette position, et d'autres semblables, entraînent de vives réactions parmi les libéraux. Bismarck trouve cependant sa vocation dans la politique : « les choses m'empoignent beaucoup plus que je ne l'aurais pensé », avoue-t-il.

Bismarck (à droite) et Frédéric-Guillaume IV de Prusse en 1848 (dessin de Hermann Lüders).

Sa passion pour le combat politique lui laisse à peine le temps de manger et de dormir. Grâce à sa présence dans cette assemblée, Bismarck s'est fait un nom dans les milieux conservateurs, sa réputation arrivant même jusqu'au roi. Bien que clairement conservateur, Bismarck est déjà à ce moment-là plus pragmatique que la moyenne et est prêt à apprendre de ses rivaux, ce qui apparaît notamment lors de la création d'un journal conservateur pour contrer les journaux libéraux allemands.
Bismarck est fermement opposé à la révolution de Mars. Quand il apprend les succès du mouvement dans Berlin, il décide d'armer les paysans de Schönhausen, et propose de les faire marcher sur Berlin. Le général Karl von Prittwitz, basé à Potsdam, s'oppose toutefois à cette idée. Par la suite, Bismarck essaye de convaincre la princesse Augusta, l'épouse du futur empereur Guillaume Ier d'Allemagne, de la nécessité d'une contre-révolution. La princesse juge toutefois la requête manipulatrice et déloyale. En raison de son comportement, Bismarck s'attire alors durablement l'animosité de la future reine. La reconnaissance par le roi Frédéric-Guillaume IV de Prusse de la révolution fait échouer temporairement les plans contre-révolutionnaires de Bismarck. Par la suite, il n'est pas élu dans la nouvelle assemblée nationale prussienne, mais il prend, en revanche, part au rassemblement extra-parlementaire des conservateurs. En été 1848, il est l'un des membres fondateurs et des rédacteurs du Neue Preußische Zeitung (Nouveau journal prussien), plus couramment nommé Kreuzzeitung (« Journal à la croix ») à cause de la croix de fer figurant au milieu de son titre. Bismarck y écrit de nombreux articles, si bien qu'en août 1848, il est l'un des principaux instigateurs du parlement des Junker. Celui-ci rassemble ainsi plusieurs centaines de nobles soucieux de protéger leurs intérêts de propriétaires terriens.
Toutes ces activités font que la camarilla qui entoure le roi commence à estimer Bismarck. Celui-ci espère être récompensé par un poste de ministre après la contre-révolution de novembre 1848. Mais il ne réalise pas encore que, même au sein des cercles conservateurs, il passe pour trop extrémiste. Le roi écrit d'ailleurs en note sur sa liste de propositions : « à utiliser seulement, là où la baïonnette agit sans limite ».

### Vers laRealpolitik

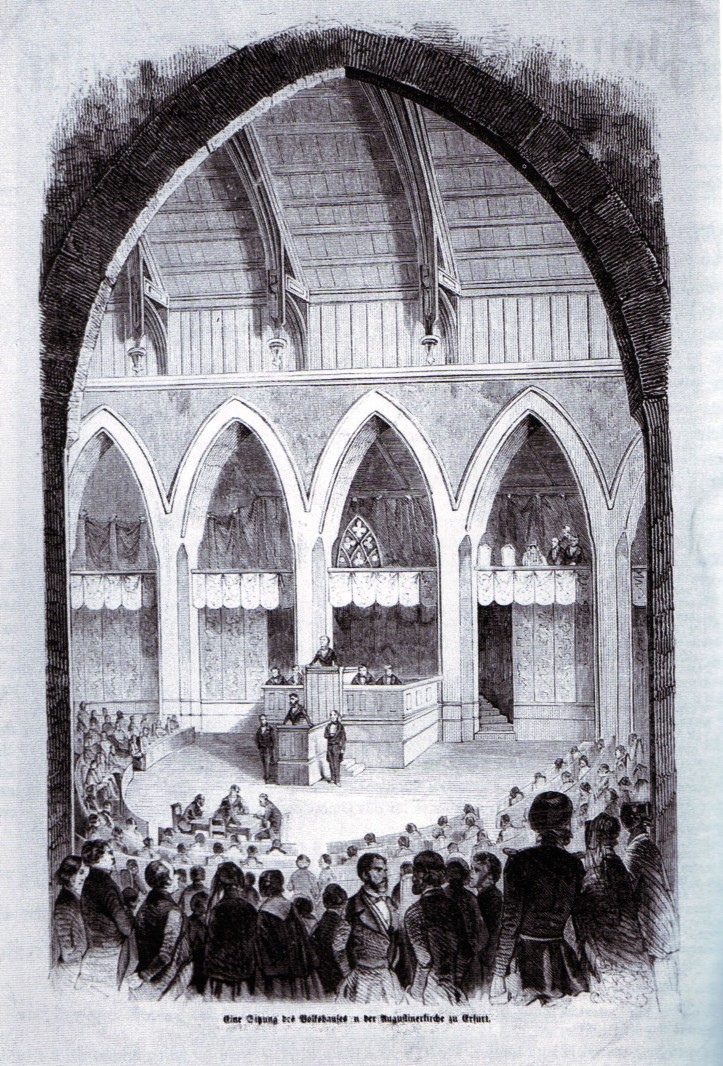
Siège de l'assemblée d'Erfurt dans l'église Saint-Augustin, en 1850.

En janvier et juillet 1849, Bismarck est élu à la Chambre des représentants de Prusse. Il décide alors de se vouer complètement à la politique et déménage donc sa famille à Berlin. Il devient ainsi l'un des premiers politiciens de métier en Prusse. Au parlement, sa voix porte les idées et les positions des ultra-conservateurs. Il défend par exemple les demandes pour que Frédéric-Guillaume IV n'accepte pas le titre de Kaiser qui lui est proposé par la délégation du Parlement de Francfort. En effet, cela éveille en lui la crainte d'une absorption de la Prusse par l'Allemagne, et à l'époque, il trouve la question nationale secondaire en comparaison avec la sauvegarde de la puissance prussienne.
L'union politique qui se forme entre Joseph von Radowitz et le roi afin de faire l'unification de l'Allemagne par le haut, est considérée comme à la fois irréaliste et dépourvue de bon sens par Bismarck. Au sein du parlement prussien, il ne fait d'ailleurs pas mystère de son opposition à ce plan. Son discours du 6 septembre 1849 change son image auprès des cercles politiques, et particulièrement celui de sa propre famille politique ; il montre en effet, en étant à la fois modéré et subtil, qu'il est dorénavant bien plus qu'un simple agitateur. Il devient alors pour la première fois un candidat crédible à un poste dans la diplomatie ou dans la haute administration. Malgré ses critiques du projet, il est élu au poste de secrétaire de l'Union d'Erfurt qui vise à la rédaction d'une constitution pour une union allemande sous l'égide de la Prusse. Même s'il se retrouve dans un milieu parlementaire hostile, Bismarck se révèle, à Erfurt, être l'un des plus grands orateurs de son époque et sa langue imagée et directe attire l'attention même parmi ses opposants.
Après l'échec des projets d'union, Bismarck a la tâche délicate de défendre devant le parlement prussien le traité d'Olmütz, qui est une humiliation pour la Prusse. Il réussit en même temps à présenter ses points de vue conservateurs et à se tenir loin de toute idéologie, en défendant l'idée d'un État doté d'une forte puissance politique : « Le seul principe fondateur sain pour un grand État, à la grande différence d'un petit État, est l'égoïsme d'État, et non le romantisme. Il n'est pas digne pour un grand État de se quereller pour quelque chose qui n'entre pas dans ses propres intérêts. » Par l'importance qu'il donne à l'État, à la puissance et à l'intérêt politique, Bismarck se démarque des conservateurs traditionnels, qui, pour des motifs purement défensifs, s'opposent à l'État moderne, centralisé, bureaucratique et absolutiste.

## Diplomate

### Diplomate au Bundestag

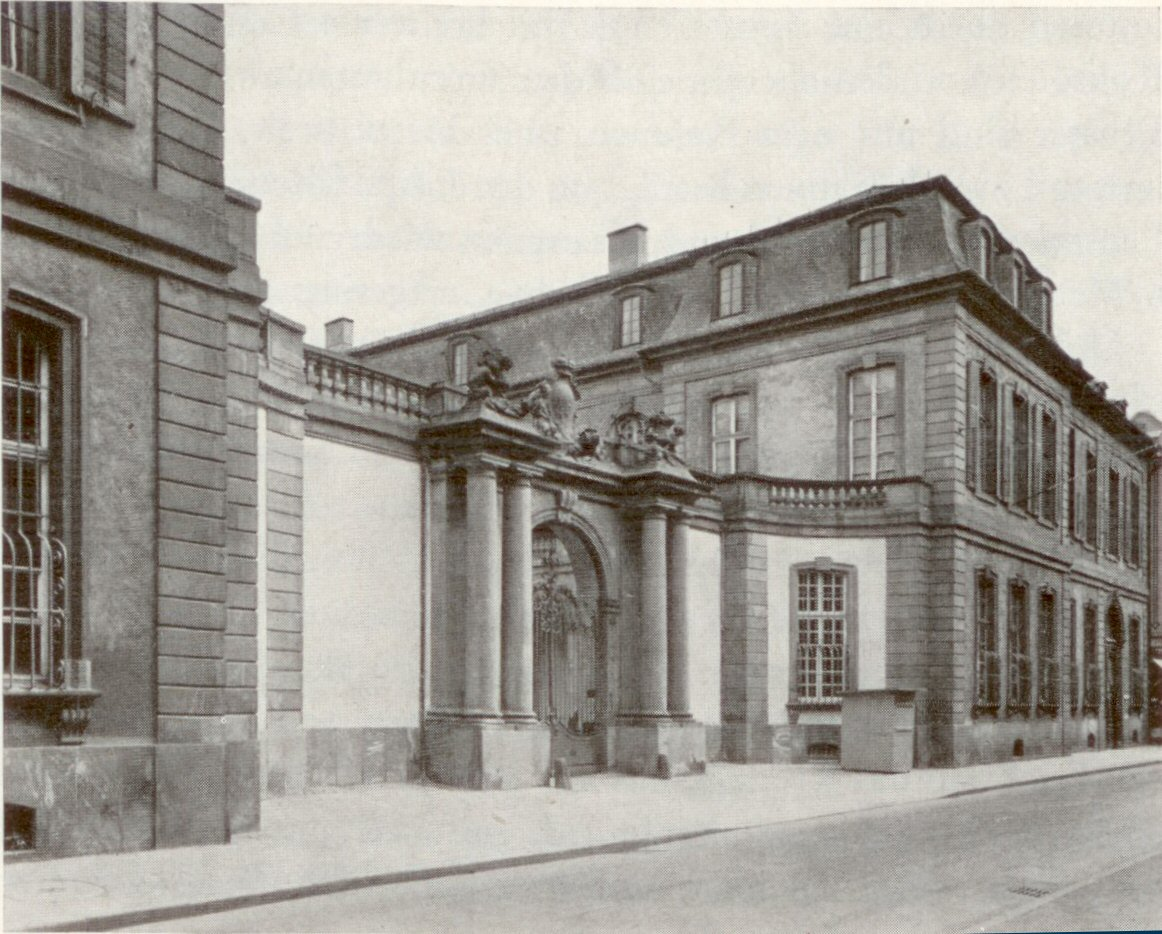
Palais Thurn et Taxis à Francfort, siège du Bundestag de 1815 à 1866, en 1900.

Bien qu'il n'ait aucune formation de diplomate, Bismarck est nommé le 18 août 1851 par Frédéric-Guillaume IV et avec l'appui de Leopold von Gerlach, diplomate (Gesandten) au parlement de Francfort. Ce poste est alors, de son propre avis, le plus important dans la diplomatie prussienne. Sa nomination est vue comme un symbole à la fois de la victoire de la réaction politique et sociale en Prusse et de la capitulation de cette dernière face à l'Autriche. À Francfort, il agit de manière très autonome, à tel point qu'il se retrouve parfois en opposition avec la politique du gouvernement berlinois.
En tant que député, il continue à se présenter comme un conservateur. Son comportement lors de la séance de débat du 25 mars 1852 le mène au duel avec le député libéral Georg von Vincke ; cependant, au cours du combat, aucune balle n'atteint sa cible. Alors que le royaume de Prusse et l'empire d'Autriche travaillent ensemble après la fin de la politique des unions, Bismarck ne veut pas se résigner au fait que le ministre autrichien Felix zu Schwarzenberg veuille donner à la Prusse un rôle secondaire. Lui et le gouvernement berlinois veulent faire reconnaître la Prusse comme le partenaire égal de l'Autriche. En pratique, il cherche perpétuellement la polémique avec le diplomate autrichien Friedrich von Thun-Hohenstein, attaque sèchement Vienne et paralyse même le travail du parlement afin de pointer les limites du pouvoir autrichien à Francfort. Il contribue également à empêcher l'Autriche d'intégrer l'alliance douanière allemande (Deutschen Zollverein).
La décision du gouvernement prussien en 1854 (dans le contexte de la guerre de Crimée) de renouveler l'alliance défensive avec l'Autriche, attire les critiques de Bismarck. Quand, en 1855, l'Autriche songe à entrer en guerre contre la Russie, Bismarck réussit, grâce à quelques subtils louvoiements, à ne pas mettre à exécution les demandes autrichiennes de mobilisation des armées prussiennes. Ce succès augmente son prestige diplomatique. Après la défaite de la Russie en Crimée, il plaide dans plusieurs lettres ouvertes pour un appui à la France et à la Russie afin d'affaiblir encore l'Autriche. En particulier, il explique ses vues pour la politique extérieure dans sa « lettre magnifique » (Prachtschrift) de 1856. Ces déclarations déchaînent un conflit virulent avec les « hauts-conservateurs » (Hochkonservativen), réunis autour des frères Gerlach, qui ne voient en Napoléon III qu'un représentant des principes révolutionnaires et un « ennemi naturel » de la Prusse. Bismarck répond que la légitimité du chef d'État n'a aucune importance à ses yeux et que les intérêts diplomatiques du pays passent avant les principes fondamentaux du conservatisme. Cela lui vaut de passer de plus en plus pour un égoïste opportuniste au sein du clan conservateur,. Proche des banquiers Julius Schwabach et Gerson von Bleichröder, Bismarck se base aussi sur leurs réseaux pour s'informer. Gerson von Bleichröder, avec qui il échange des centaines de lettres, est aussi son conseiller fiscal et le gérant de son portefeuille.

### Diplomate à Saint-Pétersbourg et Paris

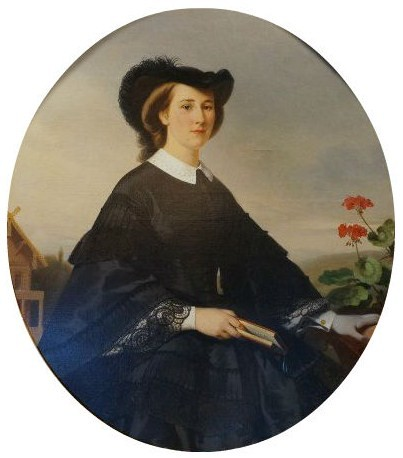
Katharina Orlowa.

Le conflit avec les Gerlachs trouve aussi ses causes dans la politique intérieure. Après l'accession au pouvoir de Guillaume Ier, les hauts-conservateurs perdent de leur influence pendant que les libéraux-conservateurs plus modérés du Wochenblattpartei en gagnent. Avec le début de cette nouvelle ère, Bismarck prend aussi ses distances avec les extrémistes conservateurs pour asseoir sa position. Il évoque ainsi, dans une longue lettre ouverte, une « mission nationale » prussienne et une alliance avec le mouvement national-libéral. Cela marque vraiment un virage politique pour lui. Même s'il ne veut pas combattre pour l'unification pour elle-même, il a compris qu'en canalisant les forces des nationalistes allemands il pourrait considérablement renforcer le pouvoir de la Prusse.
Bismarck a donc de grandes attentes quant à ce nouveau climat politique qui envahit alors la Prusse. Il est toutefois dans un premier temps déçu. En janvier 1859, il est muté à Saint-Pétersbourg. Il voit sa nouvelle affectation sur les bords de la Neva comme une mise à l'écart. La transition est difficile pour sa famille, et les années à Francfort restent pour les époux Bismarck comme les années les plus heureuses de leur mariage. Cependant, Bismarck espère profiter de cette mutation pour élargir ses connaissances diplomatiques et se réjouit de la bienveillance à son égard du couple impérial et de la cour russe. Ses ambitions se portent alors vers les plus hautes places administratives dans l'État prussien. Il porte une attention toute particulière au conflit constitutionnel prussien, qui entoure l'écriture de la constitution prussienne. Ses espoirs de devenir ministre-président (Ministerpräsident), qu'il forme dès avril 1862, ne se réalisent pas. Au lieu de cela, il est muté à Paris, poste qu'il considère dès le départ comme temporaire, en attente de mieux. Au même moment, est dévoilée à son épouse la relation qu'il a entretenue avec l'électrice Katharina Orlowa, elle-même épouse du diplomate russe assigné à la Belgique, Nikolaï Alexeïevitch Orloff. C'est toutefois la dernière infidélité connue de Bismarck, il se voue désormais exclusivement à la politique.

## Ministre-président

### Nomination

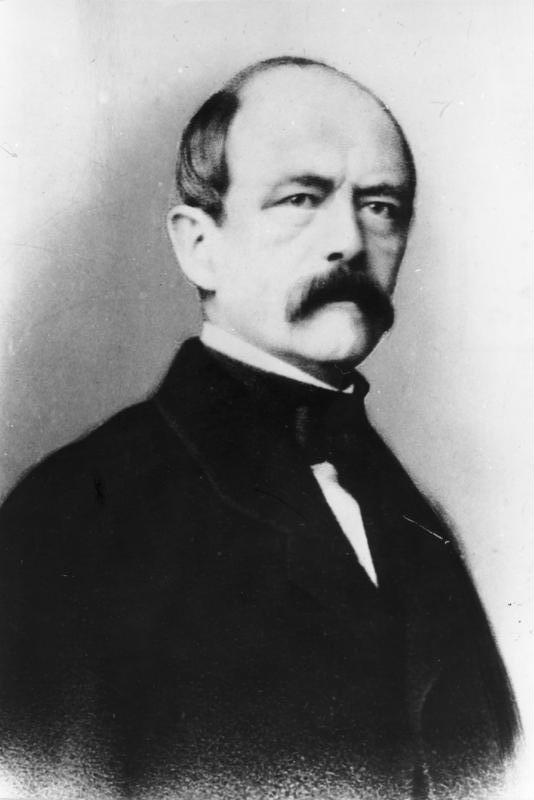
Otto von Bismarck en 1860.

À Berlin, l'opposition des libéraux au projet de réforme de l'armée se renforce, même si personne ne remet vraiment en cause la nécessité d'une telle réforme. En effet, à l'inverse de celles des autres grandes puissances, l'armée de la Prusse n'a pas grandi depuis 1815. En comparaison avec les forces autrichiennes, l'armée prussienne semble faible. Le service militaire n'existe de facto plus que sur le papier et les tentatives répétées d'intégrer la Landwehr, force armée constituée de tous les hommes en âge de combattre, dans l'armée régulière ont pour l'instant échoué. Et même si une union avec les libéraux sur le sujet est devenue possible, Guillaume Ier considère qu'un tel geste serait un signe de faiblesse venant de la couronne.
Cela attise les critiques des libéraux, ce qui conduit le parlement à rejeter le financement de la réforme. En mars 1862, l'assemblée est dissoute et un nouveau gouvernement est nommé. À la place des libéraux modérés, on trouve dans ce gouvernement des conservateurs comme le ministre de la Guerre Albrecht von Roon. Le Parti progressiste (Deutsche Fortschrittspartei) nouvellement fondé sort grand vainqueur de ce remaniement, pendant que le nombre de députés conservateurs diminue. Dans cette situation désespérée, Guillaume Ier envisage sérieusement de se retirer au profit de son fils, le futur Frédéric III, à tel point qu'après une altercation avec les ministres du gouvernement, le roi écrit un brouillon de lettre de démission,.

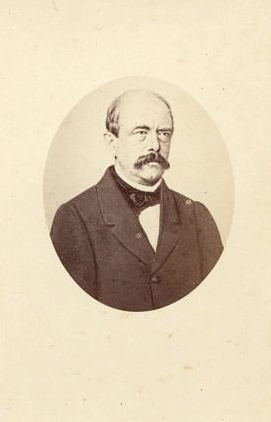
Portrait par Pavia

Le général Roon voit dans la nomination de Bismarck au poste de ministre-président la seule possibilité pour empêcher la prise de pouvoir du Kronprinz Frédéric, jugé libéral. Par un télégramme intitulé « Periculum in mora », suivi du mot : « Dépêchez-vous ! », il rappelle Bismarck à Berlin. Après 25 heures de train, le 20 septembre 1862, ce dernier rentre dans la capitale. Deux jours plus tard, il est reçu par le roi au château de Babelsberg. À propos du contenu de l'entretien, nous ne disposons que du compte rendu de Bismarck, qui doit être pour l'essentiel véridique contrairement à d'autres parties de ses mémoires. Bismarck conquiert le monarque encore réticent et devient son disciple le plus fidèle. Il promet de faire aboutir la réforme de l'armée mais tient à expliquer les causes des polémiques qui l'entourent. Selon lui, il faut se décider clairement entre un contrôle de l'armée par le parlement ou par le roi. Afin d'éviter que l'assemblée ne prévale, il est prêt à passer par « une période de dictature ». Le roi lui demande, en effet, s'il est prêt à soutenir la réforme quoi qu'il arrive, au besoin, en outrepassant un vote à la majorité du parlement. Bismarck ayant accepté, le roi se montre impressionné par sa décision et déclare : « Alors il est de mon devoir, de continuer la lutte avec vous et de ne pas abdiquer ». Le roi nomme Bismarck ministre-président et ministre des Affaires étrangères,.

### Relation avec le roi et conservatisme
Cette rencontre à Babelsberg pose les bases de la relation entre le roi et Bismarck pour les prochaines décennies. Bismarck acquiert un pouvoir quasi absolu, par l'intermédiaire de son ministère, et une confiance totale de Guillaume Ier. Il se comporte vis-à-vis de ce dernier comme un vassal qui jure à son suzerain loyauté et courage au combat. Bismarck obtient un pouvoir absolu, qu'il utilise par la suite. Ainsi, ses ministres ne peuvent rendre des comptes qu'au roi, mais ils ont besoin au préalable de l'accord personnel de Bismarck.
Certes, Bismarck reste conservateur, mais il devient de plus en plus pragmatique. Les idéaux, théories et autres principes politiques ne sont pas, selon lui, prépondérants face à l'intérêt de l'État. Il se donne pour but d'accroître la puissance prussienne et il se sert de cet objectif comme critère de décision. De son point de vue, il n'est possible pour la Prusse de conserver ses aspirations à devenir une grande puissance que si elle parvient à gagner une position hégémonique en Europe, au détriment de l'Autriche, et sans s'attirer les foudres des autres puissances européennes. À proprement parler, il ne donne jamais dans le nationalisme, mais plutôt dans le réalisme diplomatique. Il part d'ailleurs du principe que ses succès sur la scène internationale lui seront favorables sur le plan national. Il veut certes préserver la monarchie et l'État autoritaire, tout comme la place prédominante de la noblesse et des militaires mais, en cas de doutes, il fait toujours passer la puissance de l'État au premier plan. C'est ainsi que Bismarck passe des alliances temporaires avec les mouvements libéraux et nationalistes.

### Conflit constitutionnel prussien

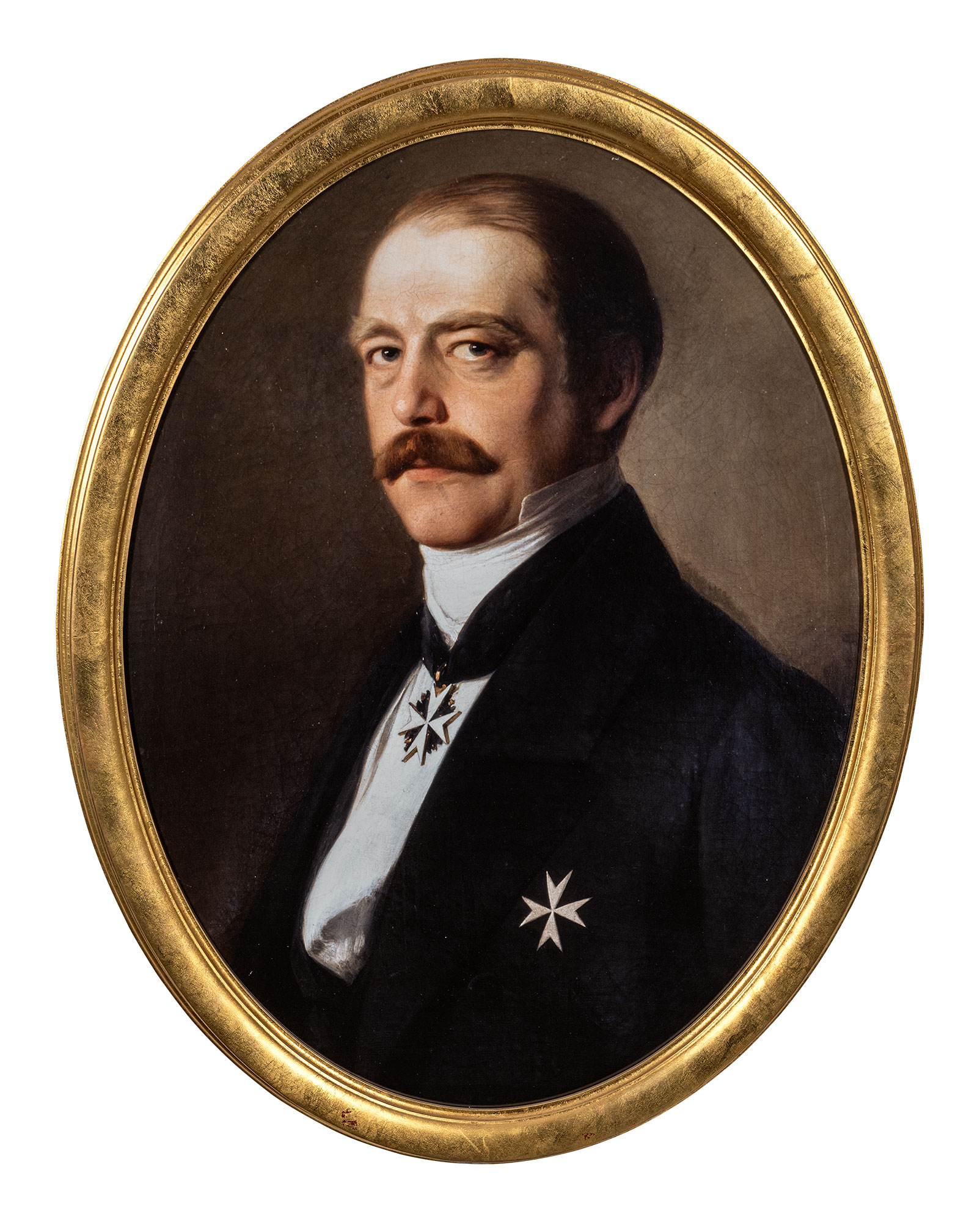
Bismarck ministre-président.

Au début, la plupart des politiques, jusque parmi les conservateurs, sont hostiles à Bismarck qui passe pour réactionnaire. Il a, de ce fait, des difficultés pour trouver des ministres compétents ; il écrit ainsi : « Nous serions déjà satisfaits, si nous arrivions à trouver et conserver huit hommes. » (« Wir sind froh, wenn wir acht Männer finden und halten. »). Le premier cabinet de Bismarck se compose, en effet, d'une majorité d'hommes politiques de seconde importance, parmi lesquels : Carl von Bodelschwingh, Heinrich Friedrich von Itzenplitz et Gustav von Jagow. Dans ses mémoires, Bismarck juge que certains de ses ministres « n'avaient pas les moyens de diriger un ministère. » Ils ne montrent que peu de compréhension pour la ligne directrice politique à l'exception notable de Roons, et certains se révèlent plus intéressés par leurs plaisirs personnels et leurs divertissements que par leur travail.
Dans ce contexte, Bismarck s'affirme comme le principal détenteur du pouvoir. En tant que chef d'un cabinet en conflit, il domine clairement les polémiques contre les libéraux. Au début, Bismarck essaie de neutraliser l'opposition à la fois par des menaces mais aussi par des compensations. Cela échoue, à cause de certaines de ses déclarations qui renforcent son image de politicien conservateur et ainsi le desservent. Par exemple, il déclare : « L'Allemagne ne regarde pas le libéralisme prussien, mais son pouvoir. », « Les grandes questions de notre temps ne se décideront pas par des discours et des votes à la majorité, mais par le fer et le sang. »,.
Alors que l'alliance avec les mouvements libéraux et les nationaux commence à prendre forme, il prononce un discours qui contribue à lui donner une réputation, dans l'opinion publique, de politicien aux méthodes brutales. À la suite de cette réaction, il arrête ses tergiversations et se met à combattre les libéraux avec ardeur. Le parlement est ajourné et Bismarck gouverne, en automne 1862, sans avoir un budget régulier. Le parlement est rappelé au début de 1863. Bismarck se légitime en utilisant la très controversée, et maintenant célèbre Lückentheorie. En fait, il note qu'il y a un vide juridique dans la Constitution à propos du ministre-président ; il considère que le roi en tant que souverain est en droit de combler ce vide comme bon lui semble et donc de court-circuiter le parlement. Par la suite, le fonctionnement normal de l'État se fait à l'aide de compromis entre le roi et les deux chambres du parlement. Si l'un des trois organes refuse le consensus, advient un conflit : « Les conflits deviennent des questions capitales, parce que la vie publique ne peut pas s'arrêter. Se pose alors la question capitale de savoir qui a le pouvoir entre les mains. ».
Bismarck fonde son raisonnement sur le fait que le cas d'une divergence d'opinion entre le roi et le parlement n'est pas tranché par la Constitution. Par conséquent, il y a un vide juridique, qui doit être comblé selon les prérogatives du roi. Cette interprétation du droit est considérée par la plupart de ses contemporains comme un détournement de la Constitution. Maximilian von Schwerin-Putzar juge que cela signifie que « le Pouvoir passe avant le droit » (« Macht geht vor Recht. »). Or, jusqu'à présent, prévaut dans la haute société et dans l'entourage du roi la règle fondamentale : « Le droit passe avant le Pouvoir. « Justitia fundamentum regnorum ! » C'est la devise du roi de Prusse et cela reste ainsi par la suite. »
Afin de lutter contre les libéraux, Bismarck adopte au fil du temps différentes stratégies. Parmi celles-ci, il tente une alliance avec le mouvement social-démocrate en 1863. Il rencontre ainsi à plusieurs reprises Ferdinand Lassalle sans que cela soit suivi d'effet. Malgré une opposition forte, notamment venant de courtisans, et contre toute attente, Bismarck survit à la crise politique. Il emploie des méthodes radicales, allant jusqu'au licenciement de hauts fonctionnaires libéraux dont certains sont députés. En même temps, la liberté de la presse disparaît, et ce au mépris de la Constitution. En 1865, Bismarck défie en duel le professeur et député Rudolf Virchow. Ce dernier refuse, car il considère ce mode de règlement des différends comme archaïque. La situation politique évolue alors peu ; le conflit autour de la Constitution dure jusqu'en 1866 et ressemble à une guerre des postes. Bismarck essaie de miner l'opposition. Il dirige grâce à l'appareil étatique et, pendant un long moment, le parlement n'est même pas convoqué. En mai 1866, il est de nouveau dissout. Bismarck pense même un temps abolir le parlement et la Constitution. Mais, avec le temps, il devient de plus en plus hostile à de telles revendications, formulées par les conservateurs, car ces derniers ne peuvent lui promettre un ordre politique stable à long terme,.
Pendant ce temps, Bismarck cherche à mettre sous pression l'opposition prussienne, en allant chercher des succès sur la scène internationale. Cependant, cela se solde par un demi-échec. La convention d'Alvensleben du 8 février 1863, qui prévoit le soutien de la Russie dans sa lutte contre le soulèvement de Pologne, reçoit une large désapprobation en Prusse, même au sein des cercles conservateurs. De plus, les pressions exercées par le Royaume-Uni et la France de Napoléon III rendent caduque la convention. Voyant Bismarck affaibli, l'Autriche en profite pour essayer de faire passer une réforme de la Confédération germanique à son profit. Bismarck ne réussit qu'avec beaucoup de peine à dissuader le roi de prendre part au Congrès des princes, réuni à Francfort. En riposte à l'Autriche, le ministre-président prussien présente une réforme de la confédération selon la conception prussienne qui vise, comme auparavant, à équilibrer le pouvoir entre la Prusse et l'Autriche dans l'Union. Cependant ses revendications diffèrent sur un point, il réclame « La création d'une nouvelle représentation nationale qui recevrait la participation directe de toute la nation. » Cela n'en est pas moins une proposition de ralliement de la Prusse au mouvement national, qui est lui-même très proche du mouvement libéral. Bismarck ne se sert pas de cette nouvelle possibilité immédiatement, car, à cause du conflit autour de la Constitution, il est pour lui hors de question de s'allier aux libéraux. Les élections d'octobre 1863 permettent à l'opposition prussienne de réaffirmer sa position,.

### Guerre des Duchés
La question de la réforme de la Confédération germanique est vite mise au second plan par une crise internationale de plus grande ampleur. En effet, la mort de Frédéric VII de Danemark déclenche une querelle quant au devenir des duchés de Schleswig et d'Holstein. Le prince Frédéric Auguste de Schleswig-Holstein-Sonderbourg-Augustenbourg les revendique, soutenu par les mouvements nationalistes allemands, qui veulent les voir fusionner en une seule entité qui serait annexée par la Confédération germanique en tant qu'État indépendant. Le nouveau roi de Danemark, Christian IX, lui-même mis sous pression par les mouvements nationaux dans son propre pays, déclare au contraire vouloir intégrer le Schleswig à l'État danois. À la grande déception des mouvements libéraux et nationalistes, Bismarck refuse de soutenir les revendications de Frédéric d'Augustenbourg. Mais, en même temps, il se montre en désaccord avec la position danoise et aspire à moyen terme à intégrer les deux duchés dans l'aire d'influence de la Prusse. Il sait que ce n'est pas réalisable dans l'immédiat. C'est pour cela que Bismarck, à l'image de l'Autriche, nourrit un intérêt à la création d'un État augustenbourgeois. De leur côté, les Autrichiens voient dans une solution nationale à la question des deux duchés un danger pour la stabilité de leur propre État plurinational. Cela créerait en effet un précédent qui pourrait se retourner contre eux. Dans ce contexte, les deux grandes puissances allemandes ont donc intérêt à coopérer.

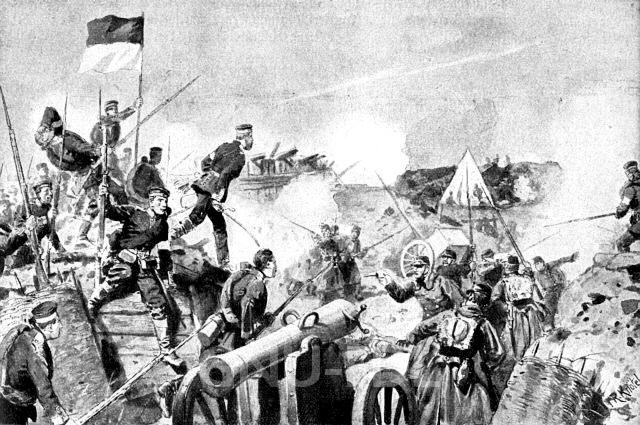
Bataille de Düppel.

La politique de Bismarck dans cette crise, comme dans d'autres, ne suit pas un schéma fixe. Il part du principe qu'il faut s'adapter aux circonstances et essayer de les mettre à profit. Bismarck se présente comme le défenseur du droit des peuples existants, et exige du Danemark qu'il s'en tienne au traité de Londres signé en 1852. Cette politique apaise les autres grandes puissances européennes, et l'Autriche se range du côté de la Prusse. À partir de ce moment, les autres États germaniques n'ont plus vraiment le choix et suivent les deux grandes puissances. Bismarck explique d'ailleurs au diplomate autrichien Alajos Károlyi que les deux puissances peuvent imposer leur volonté, en passant outre aux décisions du Bundestag. Ce faisant, la pérennité de la Confédération germanique est pour la première fois remise en question,. Le conflit dégénère en guerre entre la Confédération germanique et le Danemark en février 1864. Au contraire des précédentes guerres menées par la Prusse, le commandement suprême n'est pas pris par le roi ou par un militaire haut gradé, mais par le ministre-président, qui subordonne les opérations militaires à ses calculs politiques. Comme le Generalfeldmarschall Frédéric von Wrangel a théoriquement la priorité, de par son prestige acquis lors de la première guerre des duchés et de son ancienneté, il est relevé de ses fonctions par Bismarck.
Après la bataille de Dybbøl du 18 avril 1864, les négociations commencent entre belligérants à Londres, mais elles échouent en grande partie à cause des hésitations de Bismarck. La guerre continue et les troupes austro-prussiennes conquièrent le Jutland, provoquant la défaite du Danemark. Le traité de Vienne du 30 octobre 1864 marque la fin de la guerre. Le Danemark renonce aux duchés de Schleswig et de Holstein. Les tentatives de création d'un État augustenbourgeois se soldent par un échec à cause de la volonté de Bismarck de faire des duchés une sorte de protectorat prussien. Finalement, la région est dirigée conjointement par l'Autriche et la Prusse, situation qui, pour Bismarck, ne peut être que provisoire. Cette volonté de diriger seul les duchés mène à la guerre austro-prussienne,.
Au niveau de la politique intérieure, le succès au Danemark ne provoque pas d'affaiblissement du Parti progressiste. Les libéraux adoptent, eux, une posture défensive face à Bismarck, quand, par exemple, ils refusent de voter la nécessaire construction d'une flotte, principalement en réaction au conflit sur la constitution. Dans le camp libéral, certains anciens adversaires de Bismarck, comme Heinrich von Treitschke, font évoluer leurs positions. Les libéraux commencent alors à se scinder en deux camps distincts : ceux qui ne croient l'unification allemande possible que par un gouvernement progressiste, et ceux qui pensent au contraire qu'un gouvernement conservateur peut tout autant y parvenir.

### Guerre austro-prussienne

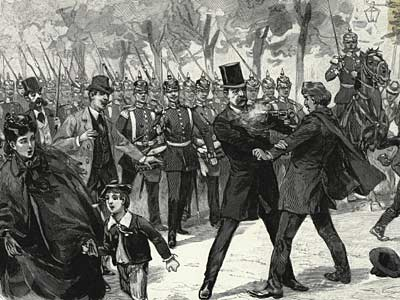
Cohen-Blind commet un attentat contre Bismarck.

Après la guerre des Duchés, Bismarck essaie encore quelque temps de trouver un accord, sur des bases conservatrices, avec l'Autriche. Alors qu'il devient clair que le diplomate Ludwig von Biegeleben considère qu'il ne faut plus tolérer que la Prusse augmente encore sa puissance, Bismarck met sur pied une alliance avec les mouvements libéraux et nationaux afin de fonder un État allemand dominé par la Prusse seule ; cette solution est nommée « petite-allemande » en opposition à la « solution grande-allemande », centrée sur l'Autriche. Il ne compte d'ailleurs pas, au départ, régler le différend austro-prussien de manière militaire. Au contraire, il laisse la porte ouverte à toutes les possibilités afin d'obtenir le contrôle des duchés de Schleswig et Holstein. La convention de Gastein d'août 1865, apporte une solution en divisant les deux duchés : le Holstein allant à l'Autriche et le Schleswig et le Lauenbourg à la Prusse. Par la même occasion, Bismarck est fait comte von Bismarck et ministre responsable du Lauenbourg. Mais cela ne fait selon lui que différer la résolution des différends sérieux entretenus avec l'Autriche.
Finalement, Bismarck se décide pour la guerre, car il espère ainsi en finir avec le conflit constitutionnel prussien, l'opposition faisant de plus en plus scission avec le gouvernement au pouvoir. La décision est prise lors du conseil des ministres du 28 février 1866. Bismarck réussit à convaincre le roi, pourtant très réticent à l'idée d'une « guerre fratricide », et à le dissuader de changer d'avis lors des mois suivants. Bismarck met alors tout en œuvre afin d'isoler et de provoquer l'Autriche. Mais il se tient prêt à reculer si les autres grandes puissances viennent à se montrer réticentes. Il s'assure en particulier la neutralité de Napoléon III. Le soutien de l'Italie, formalisé par un traité d'alliance temporaire, rassure Bismarck. Après avoir renouvelé le Parlement allemand par un vote direct, il se lance, depuis les bancs des conservateurs prussiens, dans une critique virulente à l’égard de l'Autriche afin de la provoquer. Même Ludwig von Gerlach prend ses distances avec lui. Les libéraux se mettent à considérer Bismarck comme quelqu'un de peu digne de confiance et rejettent sa proposition d'alliance. Dans l'opinion publique, l'idée d'une guerre fratricide est fortement impopulaire, à tel point que le 7 mai 1866, Ferdinand Cohen-Blind commet un attentat au pistolet contre le ministre-président, pour tenter de désamorcer la guerre.

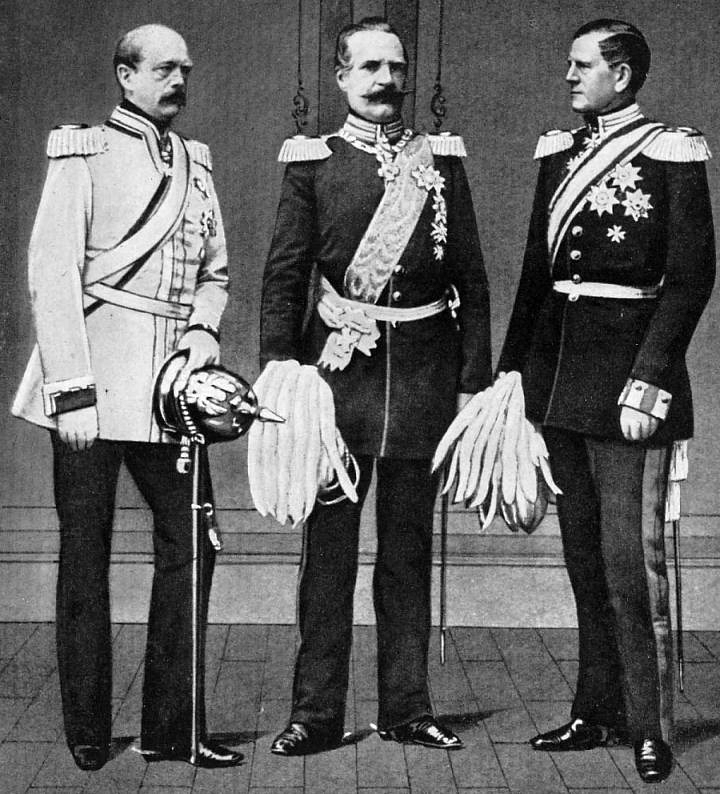
Otto von Bismarck, le ministre de la Guerre Albrecht von Roon et le général Helmuth von Moltke.

L'Autriche décide, le 1er juin 1866, de faire trancher la question de l'avenir du Schleswig-Holstein par le Bundestag. Bismarck considère cela comme une entorse à la convention de Gastein et ordonne aux armées prussiennes de marcher sur le Holstein. En conséquence, le Bundestag, sur demande de l'Autriche, décide la mobilisation de l'armée de la Confédération germanique, ce qui annule automatiquement le traité d'alliance entre la Prusse et le reste de la Confédération germanique. Le 16 juin 1866, l'armée prussienne entame les manœuvres contre le royaume de Hanovre, de Saxe et l'électorat de Hesse. La victoire prussienne n'est en aucun cas acquise d'avance, la plupart des observateurs contemporains, dont Napoléon III, anticipent en effet une victoire autrichienne. Bismarck joue le tout pour le tout : « Si nous sommes défaits, je ne ferai pas marche arrière, je combattrai jusqu'au bout. »
Bismarck s'efforce de garder la guerre sous son contrôle. Cela va à l'encontre des plans du général Moltke, qui veut une guerre totale. À cause de la brièveté de la campagne, la question du retrait du commandement militaire de Bismarck n'a pas eu le temps d'apparaître à l'ordre du jour. Les discordes dans l'armée confédérée, l'emploi stratégique du chemin de fer et de nouvelles tactiques sur le champ de bataille expliquent la supériorité de l'armée prussienne, qui se manifeste, le 3 juillet 1866, lors de sa victoire décisive dans la bataille de Sadowa. Alors que Guillaume Ier et les militaires poussent à envahir Vienne et à imposer de dures conditions de paix, Bismarck, à l'inverse, propose des conditions mesurées, afin de ménager son adversaire du jour en espérant en faire un allié futur. C'est pourquoi la paix de Prague du 23 août 1866 n'inflige aucune perte territoriale à la monarchie habsbourgeoise mais lui impose d'approuver la création de la confédération de l'Allemagne du Nord, réalisation de la « solution petite-allemande » ; c'est-à-dire que la partie nord de la Confédération germanique s'unifie sous domination prussienne. L'Autriche approuve également l'annexion du duché de Holstein, de celui de Schleswig, du royaume de Hanovre, de l'électorat de Hesse, du Nassau et de Francfort par la Prusse. Les États du Sud de l'Allemagne restent indépendants,,. En récompense pour son succès dans la guerre, Bismarck reçoit 400 000 thalers et le domaine de Varzin. Dans cette commune, il favorise la construction de la fabrique de papier de Hammermühle, qui est de tout premier plan.

### Dénouement du conflit constitutionnel
La guerre consolide considérablement la position des conservateurs à l'intérieur du parlement prussien. Bismarck veut que les libéraux reconnaissent légalement les budgets depuis 1862. Cette loi est appelée Indemnitätsvorlage. Elle est nécessaire pour Bismarck, car même s'il a réussi à conserver son pouvoir, sur le plan du droit constitutionnel sa situation est tout simplement intenable selon l'historien Heinrich August Winkler.
Néanmoins, cette situation représente également une possibilité d'alternance politique pour les libéraux, et la question de savoir quelle réponse il faut donner à la proposition de Bismarck mène à une profonde scission dans leurs rangs. Pendant que certains voient les avancées notables à attendre sur la question nationale de la part de Bismarck, d'autres argumentent que le droit à la liberté doit avoir la priorité sur la question de l'unité nationale. Cela conduit à la formation du Parti libéral national, fruit d'une division du Parti progressiste. Des changements semblables ont lieu au sein des conservateurs : le Parti conservateur libre est ainsi fondé pour rassembler les partisans de la realpolitik de Bismarck, en opposition aux anciens conservateurs réunis autour de Leopold von Gerlach, qui s'est auparavant détourné du ministre-président. Ce dernier peut donc compter sur les deux nouveaux partis pour appuyer sa politique, dans les années suivantes,.

### LaRevolution von oben

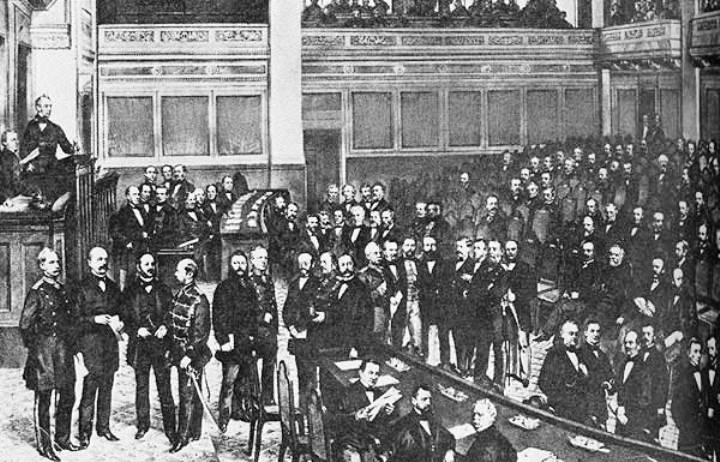
Assemblée de la confédération d'Allemagne du Nord, le 24 février 1867 ; Bismarck se tient directement en dessous du bureau du président du parlement.

La victoire dans la guerre austro-prussienne marque un tournant au sein de l'opinion publique pour Bismarck. Le bouleversement provoqué par la guerre et le pas vers l'unité qu'il représente sont perçus comme une révolution faite sans émeute, une révolution décidée par le pouvoir en place, ce qui en allemand est traduit par l'expression Revolution von oben. Bismarck écrit lui-même : « tant qu'à avoir une révolution, mieux vaut la provoquer que la subir. » Il aurait également déclaré à Napoléon III : « en Prusse, seuls les rois font les révolutions »,.
Bismarck s'est peu soucié du respect du principe conservateur fondamental qu'est la légitimité monarchique, quand il s'agissait des annexions et de la formation de la confédération de l'Allemagne du Nord en particulier. Son nouveau parlement est élu de manière démocratique. Bismarck dicte en grande partie la constitution — c'est le dictat dit « de Putbus » — même s'il fait certains compromis avec les parlementaires. C'est pourquoi cette constitution est appelée « Constitution bismarckienne ». Un point central du texte est de sceller la domination prussienne sur la confédération. Par ailleurs, Bismarck se taille un poste sur mesure en créant la fonction de chancelier, qui lui permet, en plus des postes de ministre-président et de ministre des Affaires étrangères, de bénéficier de pouvoirs très larges. Après l'élection du premier parlement, les libéraux réussissent à arracher quelques concessions au nouveau chancelier. Aussi, même si le conseil militaire se voit retirer une grande partie de son influence parlementaire, il n'est pas créé de poste de ministre associé. Ni le chancelier, ni aucun membre du gouvernement ne peuvent être nommés ministre de la Guerre par le Reichstag, le cas échéant. Dans l'ensemble, Bismarck se montre réceptif aux exigences des libéraux, même s'il a veillé à empêcher de manière constitutionnelle que le système ne puisse devenir parlementaire.
Les réformes ne concernent pas que la constitution : la justice, les institutions sociale et économique ainsi que l'organisation de l'administration sont profondément remaniées. Il est tout à fait remarquable d'ailleurs que Bismarck, d'abord authentique conservateur, a mis en place un système étatique très moderne pour l'époque. Sur de nombreux points, il suit les idées libérales. Il n'est certes pas le seul à conduire ces réformes et on pourrait citer Rudolph von Delbrück, qui a alors un rôle capital. L'influence de Bismarck n'est en aucun cas à sous-estimer et l'historien Lothar Gall voit dans les succès de l'État bureaucratique centralisé d'Europe centrale, avec notamment l'éclosion de la société industrielle, une conséquence des réformes institutionnelles et judiciaires qui sont à mettre en grande partie au crédit de Bismarck.

### Guerre franco-allemande et formation de l'Empire

#### Vers la guerre
En opposition avec la fonction purement pratique qu'a jusqu'alors la question nationale, après 1866, la nation devient un important facteur d'intégration aux yeux de Bismarck. Il reconnaît ainsi que la capacité de survie de la monarchie, et de l'État fédéral associé, ne peut être assurée sur la durée que si la Prusse reste à la pointe du mouvement nationaliste. En même temps, apparaît le besoin, pour des raisons de puissance politique, d'unifier les États du Sud de l'Allemagne à la confédération de l'Allemagne du Nord et, par là-même, de réaliser l'unification totale de l'Allemagne sous domination prussienne.

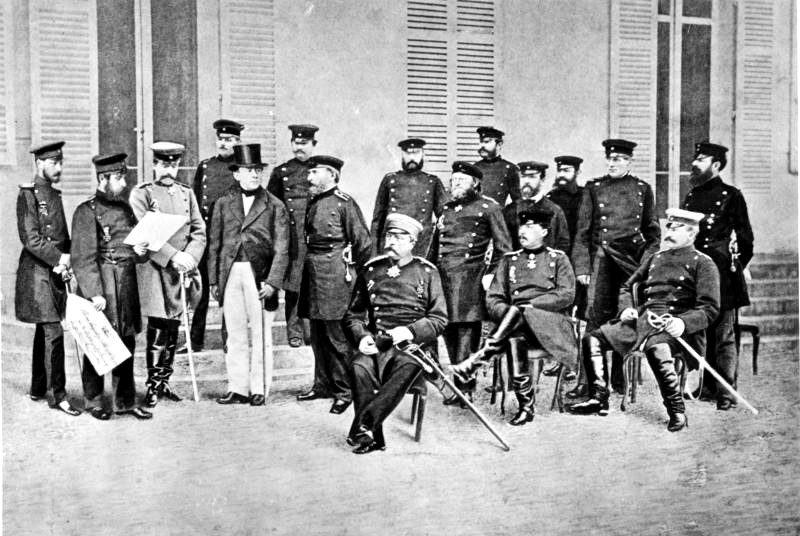
Bismarck à Versailles en 1871 (à la droite de Bismarck et assis se trouvent les comtes Hatzfeld et von Keudell, debout de gauche à droite : les comtes de Wartensleben, Wellmann, Bismarck-Bohlen, Blanquart, Delbrück (avec un chapeau haut-de-forme), Zezulke, Bucher, Wiehr, Abeken, Willisch, Dr Busch, Taglioni, Wagner et v. Holstein).

Malgré la signature de traités d'alliance défensive avec les États du Sud, le pouvoir d'attraction de la confédération de l'Allemagne du Nord ne se montre pas assez fort pour les pousser à l'assimilation. Lors de l'élection pour le Zollparlament, les opposants à l'assimilation gagnent notamment à la fois en Bavière et dans le Wurtemberg. Bismarck est de l'avis que l'apparition d'une menace extérieure peut faire changer les opinions en sa faveur. Il n'essaie pourtant pas de créer une véritable situation menaçante, même s'il pense que l'unification se fera par les armes : « Une intervention volontaire, pour des raisons subjectives, a toujours eu dans l'Histoire pour effet de couper les fruits verts sur l'arbre. Et il me saute aux yeux dans ce sens, que l'unification allemande n'est pas un fruit mûr. »
Sur le plan de la politique extérieure, Bismarck sait qu'il lui faut compter avec la forte résistance de la France à l'unification allemande. L'opinion publique française nomme « revanche pour Sadowa ! » les revendications territoriales qui conduisent à la crise luxembourgeoise, désamorcée en mai 1867 avec la neutralisation du Luxembourg. Bismarck se sert de l'aubaine pour renforcer le sentiment anti-français à l'aide d'articles de journaux et de discours au parlement. Napoléon III estime que l'issue du conflit sera une défaite ; il fait tout afin de contrecarrer les ambitions prussiennes. On ne sait pas clairement si Bismarck est prêt à accepter la conquête du Luxembourg par la France et s'il cherche à en entraver le processus, ou s'il a calculé tout cela par avance. Dans tous les cas, les relations entre les deux puissances sortent grandement dégradées de cette crise. En 1869 et 1870, la crise successorale en Espagne donne à Bismarck l'occasion de déclencher une crise. L'homme politique incite ainsi le prince Léopold de Hohenzollern-Sigmaringen, qui fait partie de la branche catholique des Hohenzollern, la famille régnante en Prusse, à présenter sa candidature à la couronne d'Espagne. Ce dernier se montre d'abord réticent, et le roi également, mais le chancelier impose finalement ses vues. Ce faisant, il se livre à une véritable provocation vis-à-vis de Napoléon III. Bismarck sait en effet que s'il veut espérer une union sacrée des Allemands autour de la Prusse dans la guerre qui se profile contre la France, il faut que cette dernière ait le rôle de l'agresseur. Même s'il imagine des stratégies alternatives, il ne fait aucun doute sur le fait qu'à l'époque Bismarck cherche volontairement le déclenchement de la guerre, comme il l’a lui-même reconnu dans son livre de souvenirs : « Je ne doutais pas de la nécessité d’une guerre franco-allemande avant de pouvoir mener à bien la construction d’une Allemagne unie »,.
En France, la candidature prussienne a les effets escomptés, et on y craint d'être encerclé par des États sous contrôle Hohenzollern. La situation s'apaise avec le retrait de la candidature du prince Léopold. Guillaume Ier refuse toutefois d'obtempérer à la demande française en renonçant à toute candidature semblable dans le futur. Il en informe Bismarck dans la « dépêche d'Ems ». Ce dernier transforme alors la lettre et la transmet à la presse, en donnant au roi un ton très irrité. Napoléon III reçoit ainsi publiquement un énorme camouflet diplomatique. En conséquence, l'opinion publique française ne voit d'autre solution que de déclarer la guerre à la Prusse. En Allemagne, l'opinion publique est acquise à la cause de la Prusse et le ralliement des États du Sud est chose certaine, alors qu'à l'inverse la France est complètement isolée sur le plan international.

#### Déroulement de la guerre et conséquences
La guerre en elle-même est brève. La capture de Napoléon III lors de la bataille de Sedan scelle la défaite de la France et aboutit à la formation du Second Reich. Cependant, les négociations de paix avec les Français se révèlent longues. Les Allemands, avec Bismarck en tête, posent comme condition l'annexion de l'Alsace-Lorraine, l'opinion publique germanique poussant en faveur de l'expansion territoriale. Opposé à cette solution, le nouveau gouvernement français décide de poursuivre le conflit, mais plus sous la forme d'une guerre de cabinet : la guerre est désormais populaire et a désormais pour but de défendre la nation française contre l'envahisseur allemand. L'annexion de l'Alsace-Lorraine, confirmée par le traité de Francfort, rend les relations franco-allemandes exécrables et ce jusqu'à la Première Guerre mondiale. Cela oblige Bismarck à mettre l'affaiblissement de la France en tête des objectifs de la politique extérieure allemande pour les prochaines années.

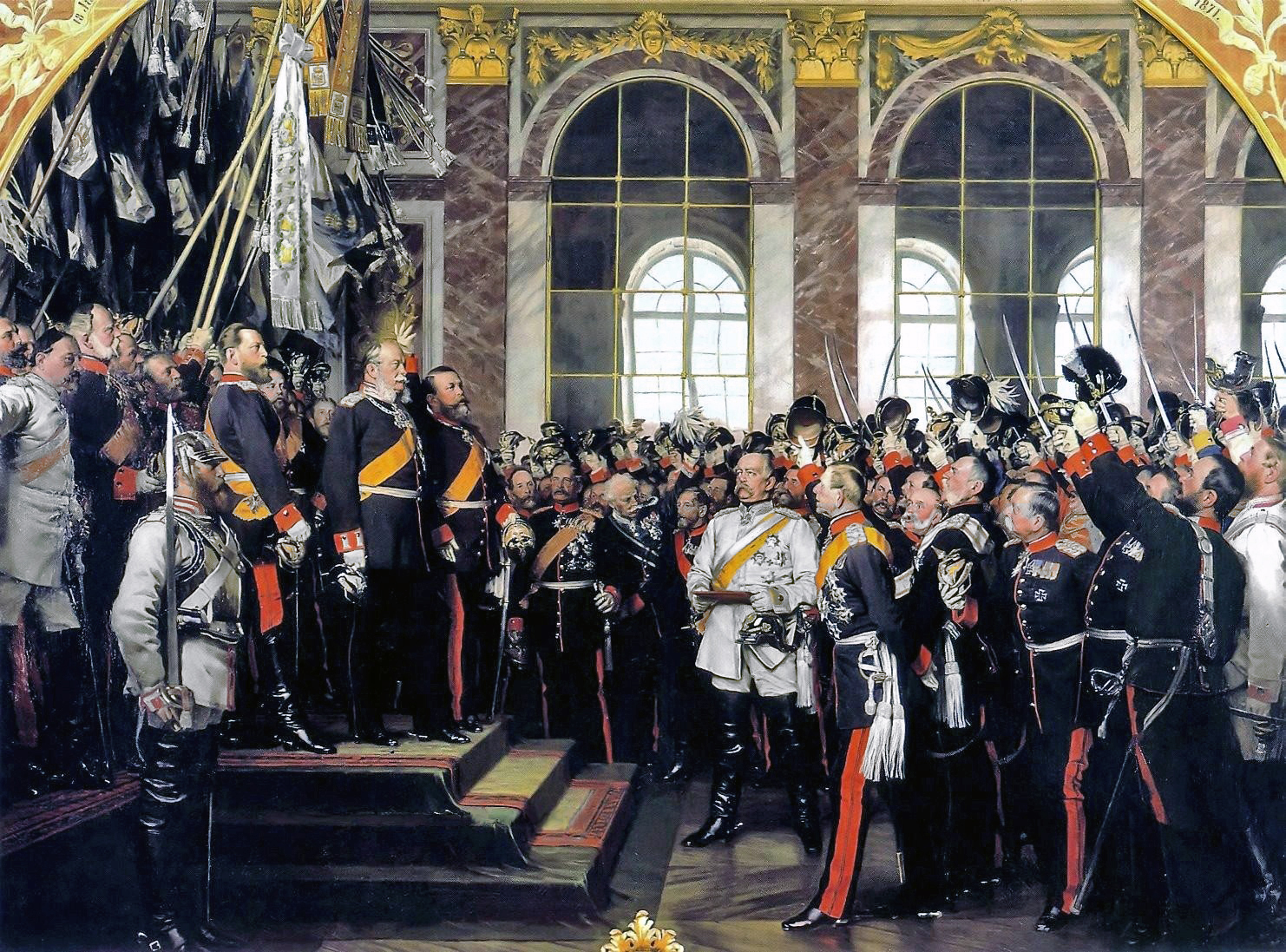
Proclamation de l'Empire allemand par Guillaume Ier (empereur allemand) le 18 janvier 1871 dans la galerie des glaces du château de Versailles. Au centre de la toile, Bismarck se détache grâce à son uniforme blanc. Tableau d'Anton von Werner, Friedrichsruh, Bismarck-Museum Friedrichsruh, 1885.

Pendant la guerre, le ministre-président s'immisce une nouvelle fois dans les décisions militaires. Cela conduit à de vifs conflits avec le commandement militaire, qui atteignent leur paroxysme quand la question est posée de savoir s'il faut assaillir ou assiéger Paris. Bismarck impose alors l'assaut de la capitale. Dans le Sud de l'Allemagne aussi la guerre a des effets : elle pousse dans leurs derniers retranchements les opposants à l'unification allemande. En effet, depuis la mi-octobre 1870, Bismarck négocie avec une délégation des États du Sud de l'Allemagne sur le sujet à Versailles. Les idées des nationalistes et des libéraux ont le soutien depuis le départ de l'alliance des princes allemands et des villes libres. Bismarck, quant à lui, esquive les pressions et argumente sur les avantages d'une telle fusion des États allemands. Dans l'ensemble, ce sont ses idées qui finissent par prévaloir.
En premier lieu, les grands-duchés de Bade et de Hesse-Darmstadt se retirent de la confédération d'Allemagne du Nord. Ensuite, le Wurtemberg et la Bavière lèvent leurs réserves, après que leurs droits sont garantis, et permettent ainsi la formation de l'État allemand. Bismarck rédige lui-même la Kaiserbrief, par laquelle Louis II de Bavière demande à Guillaume Ier d'accepter la couronne d'empereur d'Allemagne. Afin d'obtenir son accord, Bismarck offre à Louis II une indemnité puisée dans les fonds Welfs. Il lui faut cependant beaucoup d'effort pour faire accepter à Guillaume Ier le titre d'empereur, ce dernier craignant une perte de signification de son titre de roi de Prusse. Le 18 janvier 1871, dans la galerie des Glaces du château de Versailles, l'Empire allemand est proclamé. Quelques jours plus tard, le gouvernement français demande l'armistice. La guerre se termine le 10 mai 1871 par le traité de Francfort. Ce fait marque l'apogée de la carrière politique de Bismarck. Il est fait prince (Fürst) par Guillaume Ier qui lui offre de plus Sachsenwald, dans les environs de Hambourg. Il devient ainsi un des plus gros propriétaires terriens de l'Empire et un homme riche grâce à la bonne gestion de sa fortune par Gerson von Bleichröder. Il acquiert, à l'époque, un ancien hôtel dans le hameau de Friedrichsruh, qui se trouve dans Sachsenwald, et le fait reconstruire. À partir de 1871, Friedrichsruh devient sa résidence privée de prédilection,. Il fait voter la loi monétaire prussienne du 4 décembre 1871, première étape décisive vers l'adoption de l'étalon-or en Allemagne puis en Europe. Son cousin le comte Guido Henckel de Donnersmarck lui facilite le calcul et la négociation d'une indemnité guerre de six milliards de francs consécutive à la défaite française de 1870, car il a pour maîtresse La Païva, qui a une excellente connaissance des milieux fortunés parisiens.

## Chancelier impérial
Le nouvel Empire reprend la constitution de la confédération d'Allemagne du Nord. Bismarck, cumulant les postes de Chancelier impérial, de président du Bundesrat, de ministre-président et de ministre des Affaires étrangères de Prusse, reste l'homme politique le plus puissant du nouvel État. Il peut de plus se targuer d'être le fondateur de l'Empire. Guillaume Ier le sait très bien, et c'est pour cela que la volonté du chancelier prime en général sur celle de l'empereur. Ce dernier déclare d'ailleurs : « Ce n'est pas simple d'être empereur sous un tel chancelier. »

### Famille et style de vie
Même si la vie de Bismarck est complètement régie par sa passion pour la politique et par son amour du pouvoir, il aspire en même temps, et avec une égale intensité, à être libéré de cette charge. Déjà en 1872, il déclare : « Je n'ai plus de carburant, je suis à bout. » Il affiche, lors de ses années à la chancellerie, non seulement des signes d'usure psychique, mais également physique. C'est pourquoi, il doit se retirer de manière de plus en plus fréquente dans ses domaines à la campagne pour des périodes allant jusqu'à plusieurs mois. Il boit et mange avec excès, et grossit de manière continue ; ainsi, en 1879, il affiche 247 livres à la balance, soit un peu moins de 112 kg. Il souffre d'innombrables maladies, pour certaines chroniques, comme les rhumatismes, l'inflammation des veines, les problèmes de digestion, les hémorroïdes et, avant tout, des insomnies dues à l'excès de nourriture. En plus de son amour immodéré du tabac et de l'alcool, ses contemporains, telle la baronne Hildegard von Spitzemberg, relatent aussi sa consommation de morphine. C'est seulement dans les années 1880, que son nouveau médecin, Ernst Schweninger, réussit à le persuader de mener une vie plus saine,.
La famille joue un rôle majeur dans sa vie privée, mais dans ce domaine aussi il impose ses volontés. Quand, en 1881, son fils Herbert envisage d'épouser la princesse Elisabeth zu Carolath-Beuthen — divorcée, catholique et apparentée à de nombreux opposants de Bismarck, comme Marie von Schleinitz — il s'y oppose à la dernière minute, menaçant de le déshériter, puis de se suicider. Herbert cède, mais devient un homme aigri,.

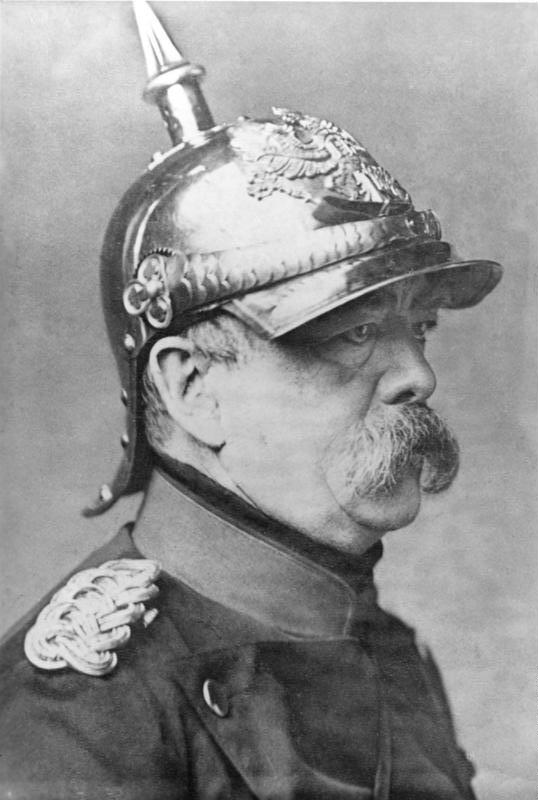
Otto von Bismarck en uniforme de cuirassier après son serment en 1880. À l'occasion, il apparaît ainsi vêtu en public et même au parlement.

### Politique extérieure
La formation du nouvel État allemand modifie fondamentalement les rapports de force en Europe, qui n'avaient pas évolué depuis le congrès de Vienne. En effet, Bismarck comprend avec le temps qu'afin de sortir du climat de méfiance générale de la part des autres États européens, l'Allemagne doit renoncer à toute nouvelle volonté d'expansion. Il assure, en 1874, dans ce sens, que l'État allemand est « saturé » : « Nous ne suivons plus une politique axée sur le pouvoir, mais sur la sécurité,. »
Le but principal de la politique extérieure de Bismarck reste cependant d'affaiblir la France. Pour cela, il essaie de maintenir de bonnes relations avec l'Autriche et la Russie, sans privilégier l'une des parties. La concrétisation de cette politique est l'Entente des trois empereurs de 1873. La crise Krieg-in-Sicht, que Bismarck a lui-même provoquée en 1875, montre par contre toutes les difficultés que rencontrerait l'Allemagne en cas de nouvelle guerre avec la France. Ainsi Bismarck comprend que ses tentatives d'imposer l'hégémonie de l'Allemagne au détriment de la France sont vouées à l'échec.
Même si Bismarck ne peut que constater le retour en puissance de la France, qui aurait vraisemblablement des soutiens en cas de guerre, guerre qu'il ne planifie d'ailleurs pas, la crise est riche en enseignement pour lui. Elle montre en effet que le rapprochement entre la France et la Russie est encore fragile. Bismarck veut absolument éviter cette alliance qui menacerait l'Allemagne de devoir combattre sur deux fronts en cas de guerre ; il passe le reste de son mandat à tout faire pour l'entraver. De plus, l'Angleterre a exprimé clairement qu'elle ne tolérerait pas un futur accroissement de la puissance allemande. Pour maintenir l'équilibre continental, la France et la Russie sont également prêtes à se liguer,.

#### Systèmes d'alliances bismarckiens

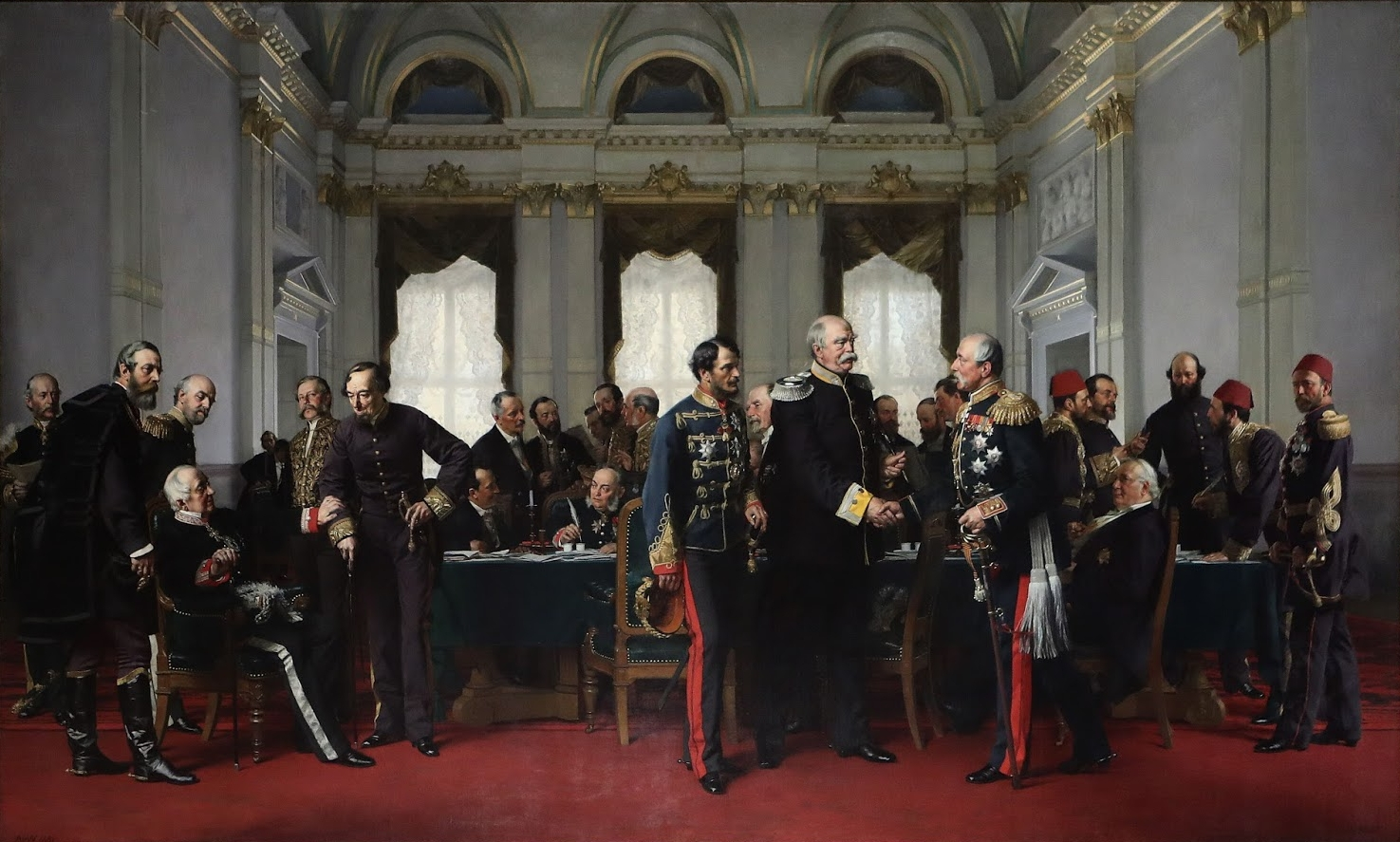
Congrès de Berlin, tableau d'Anton von Werner (debout au centre : Otto von Bismarck).

Bismarck conclut de la crise Krieg-in-Sicht, que seule une stratégie défensive est possible. À cause de sa position centrale en Europe, l'Allemagne a peur de se retrouver au milieu d'une guerre européenne d'envergure. Bismarck développe avec cette idée un nouveau concept, qui consiste à délocaliser les tensions entre les grandes puissances à la périphérie de l'Europe. Son premier cas d'application est la crise des Balkans qui dure de 1875 à 1878. Bismarck évite ainsi que le conflit ne devienne hors de contrôle. Il résume sa politique étrangère dans le Kissinger Diktat de 1877 : il veut créer « une situation politique générale, où toutes les puissances, à part la France, ont besoin de nous, et éviter autant que possible la formation d'une coalition contre nous. »
Lors du congrès de Berlin de 1878, qui a pour but de trouver une solution à la crise des Balkans, Bismarck se présente comme un « honnête médiateur » (ehrlicher Makler). Cela renforce son prestige à l'étranger, tout en montrant immédiatement ses limites. En effet, le tsar Alexandre II reproche à Bismarck son succès étriqué. Il crée, en plus, un rapprochement forcé entre l'Autriche et l'Allemagne, qui mène à une alliance défensive contre la Russie. Cette alliance entre les deux pays se renforce avec le temps et marque fortement la politique extérieure de l'Empire allemand pendant toute son existence. Bismarck présente cette alliance comme une union allemande opportune et comme « un rempart assurant durablement la paix, populaire auprès de tous les partis, à l'exception des nihilistes et des socialistes. »
Bismarck réussit par la suite le tour de force d'apaiser les tensions avec la Russie afin de former l'alliance des trois empereurs (Dreikaiserbündnis) en 1881, et qui empêche ainsi une entente franco-russe. Le système d'alliance est complété en 1882 par le (Dreibund) entre l'Allemagne, l'Autriche-Hongrie et l'Italie, et, en 1883, par le (Zweibund) avec la Roumanie,.

### L'épisode impérialiste

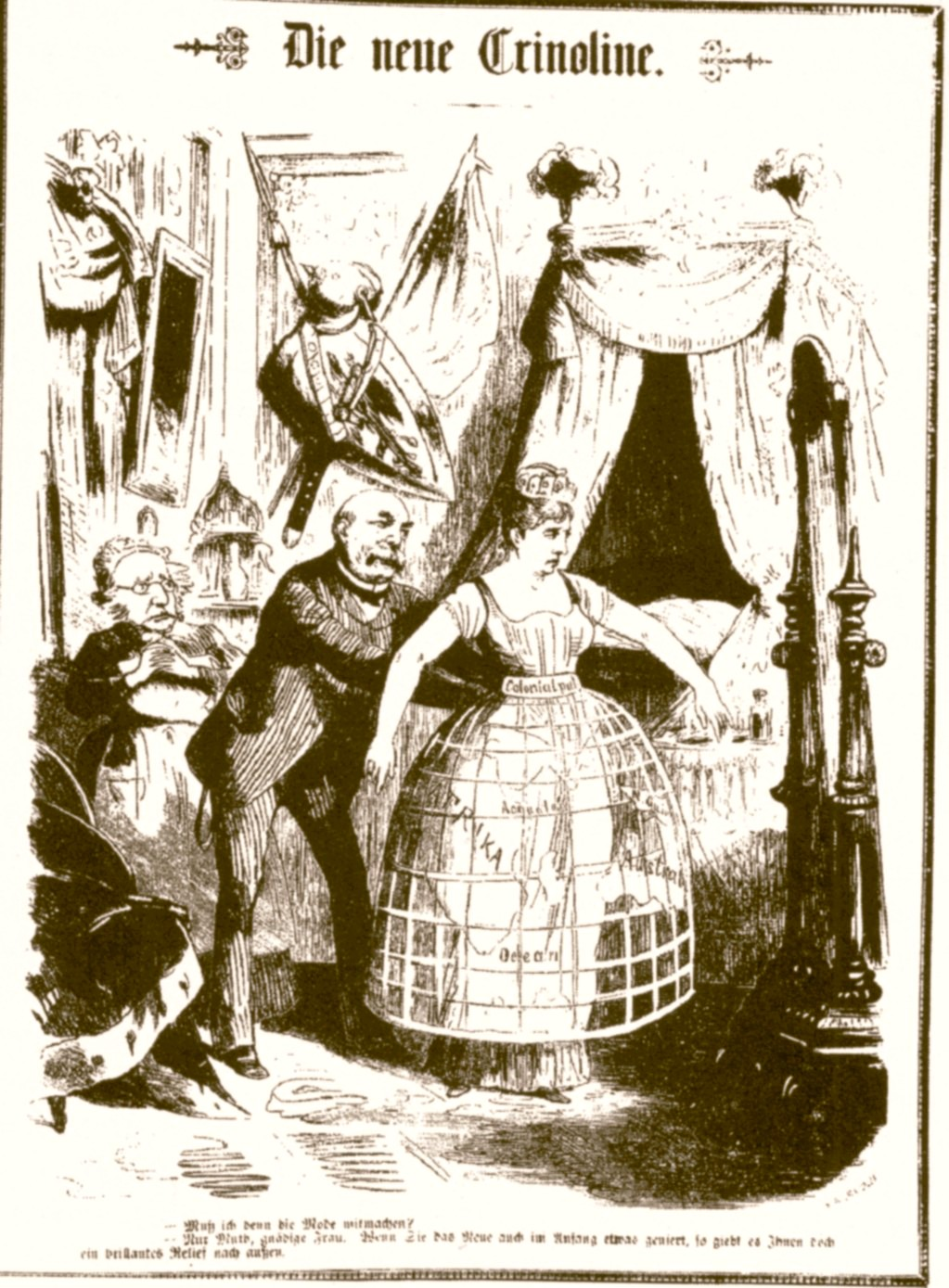
« La nouvelle crinoline. Bismarck taille à la Germania réticente des sous-vêtements coloniaux à la mode », gravure de Gustav Heil pour le journal satirique Berliner Wespen du 13 mars 1885.

Au milieu des années 1880, la sécurité de l'Allemagne sur le plan diplomatique semble, selon Bismarck, garantie. Le concept de « saturation » de l'État allemand, en ces temps d'impérialisme, est de plus en plus remis en question. Personnellement, Bismarck est opposé à l'expansion coloniale. En 1884, il organise la conférence de Berlin afin de régler le partage de l'Afrique entre les différentes puissances européennes et notamment le sort du Congo.
Un mouvement impérialiste se forme aussi en Allemagne, et fait pression pour la conquête de colonies. Plusieurs causes, intérieures et extérieures, la crise économique en plus de cette forte pression, vont faire changer Bismarck d'avis. Parmi elles, il y a le risque de succession de Guillaume Ier par le futur Frédéric III, prince libéral et anglophile. En effet, une politique colonialiste aurait inévitablement pour effet de dégrader les relations avec la Grande-Bretagne, mettant ainsi de la distance entre Frédéric et l'Angleterre. Devant le défenseur de la colonisation Eugen Wolf, le chancelier déclare en 1888 : « Votre carte de l'Afrique est effectivement très belle, mais ma carte de l'Afrique est, elle, située en Europe. La France est à gauche, la Russie à droite et nous nous trouvons au milieu. Ça c'est ma carte de l'Afrique. » Cependant, Bismarck a, sans le vouloir, démarré un processus impérialiste qui ne peut plus être arrêté avant la Première Guerre mondiale,.

### Crise du système d'alliance
Dans la seconde moitié des années 1880, le système créé par Bismarck est menacé. À partir de 1886, on assiste à une recrudescence du revanchisme en France. Le spectre d'une alliance franco-russe, synonyme de guerre sur deux fronts, réapparaît périodiquement. D'ailleurs, Bismarck fait enfler la crise, afin de soutenir sur le plan intérieur ses volontés de renforcement de l'armée. Pratiquement simultanément se déclenche une nouvelle crise dans les Balkans. Bismarck essaie d'apaiser les tensions entre les deux belligérants que sont l'Autriche et la Russie. Le Dreikaiserbündnis vole en éclats. L'alliance franco-russe a le vent en poupe en Russie alors que le protectionnisme allemand, mis en place avec les nouveaux tarifs douaniers de 1879, ne font qu'empirer la situation. En Allemagne, des personnalités diplomatiques et militaires influentes, telles Friedrich von Holstein, Bernhard von Moltke ou Alfred von Waldersee, plaident pour une guerre préventive contre la Russie. Bismarck est fermement opposé à de telles idées ; il pense en effet que la guerre est évitable. Il pense qu'un homme au pouvoir doit prendre ses décisions de manière pragmatique, c'est la realpolitik. Il refuse en effet de prendre des décisions pour des motifs idéologiques, et ne cède ni à la tentation nationaliste ni au darwinisme social.
Certes le système d'alliance de Bismarck n'est plus, mais cela ne l'empêche pas de désamorcer la crise. Dans les Balkans, il refuse de « tirer les marrons du feu » pour l'Autriche et l'Angleterre. Sans rompre avec la première, il réussit à éviter une guerre ouverte. En février 1887, Bismarck est ainsi l'instigateur de l'« entente de la Méditerranée » qui lie l'Italie, la Grande-Bretagne et la monarchie austro-hongroise, et qui a pour but d'endiguer l'expansion russe. Peu de temps après, Bismarck renouvelle le traité de réassurance qui allie la Russie à l'Allemagne.

## Politique intérieure

### Ère libérale etKulturkampf

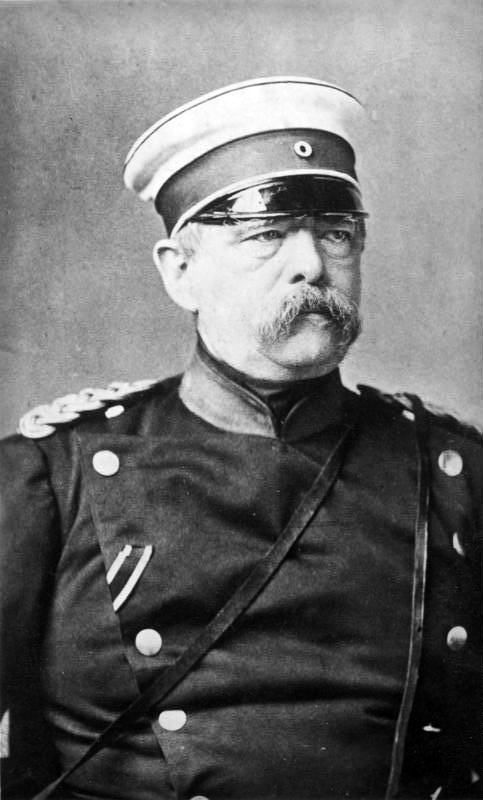
Bismarck aux environs de 1875.

À l'image de ce qui se pratique à l'époque de la Confédération germanique, la politique intérieure de l'Empire allemand est menée par Bismarck avec l'aide des conservateurs libres et des nationaux-libéraux. Leur influence est particulièrement visible dans les processus d'uniformisation, de réorganisation et de modernisation économique, sociale et de la justice que met en place le pays, mais également la Prusse. Bismarck ne se prémunit pas de la sorte d'un conflit avec les conservateurs. Quand la Herrenhaus prussienne refuse, en 1872, d'adopter une réforme concernant les ordres, Bismarck demande à Guillaume Ier de nommer des membres supplémentaires dans cette chambre afin de faire passer la loi. Cette manœuvre s'appelle un Pairsschub. La colère gronde dans les rangs conservateurs et Albrecht von Roon va même jusqu'à qualifier ces nominations de coup d'État. Cela conduit à la démission de Bismarck du poste de ministre-président de la Prusse, au profit de Roon. Mais ce dernier ne se révèle pas être à la hauteur de la fonction, et Bismarck reprend le poste rapidement.
Dans différents domaines, la coopération avec les libéraux atteint ses limites. Notamment, en 1873, une vive discorde apparaît à propos de l'organisation de l'armée. Bismarck veut que le parlement renonce à son pouvoir de contrôle sur le budget militaire, ce que les libéraux nationalistes ne peuvent accepter. En 1874, la proposition de compromis de Johannes von Miquel permet de trouver un terrain d'entente. Les orientations budgétaires en matière militaire sont désormais données pour sept ans (un septennat). Malgré ce succès relatif, Bismarck a dû montrer les limites de sa bonne volonté, même si cela lui donne les mains libres pour huit ans. À la même période, se renforce l'union du chancelier avec le parlement à l'encontre des militaires.

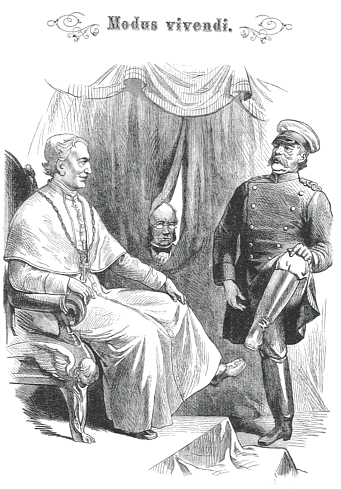
Caricature de Wilhelm Scholz à propos du Kulturkampf. Le pape Léon XIII et le chancelier se demandent réciproquement de se baiser les pieds « le Pontife : Ne faites donc pas de manière ! Bismarck : S'il vous plaît, de même ! » issue du Kladderadatsch, no 14/15 du 18 mars 1878.

Les nationalistes libéraux et Bismarck se liguent, malgré leur antagonisme, contre le nouveau parti catholique, le Parti centriste ou Zentrum. En effet, ce nouveau parti formé en 1870 a fait perdre de son influence au chancelier, et il est important pour lui de former un parti principalement conservateur pour le contrebalancer. Le Zentrum concilie à la fois ouvriers catholiques, dignitaires et Église. Bismarck craint particulièrement l'ultramontanisme. Le Zentrum devient après les élections de 1871 la seconde force politique au Reichstag, au détriment des libéraux nationalistes qui voient leur soutien diminuer auprès des bourgeois catholiques. Le Kulturkampf a certes d'abord des raisons politiques, mais également des raisons plus personnelles. Le chancelier voit, en effet, en Ludwig Windthorst, un des représentants du Zentrum, un ennemi personnel : « Il y a deux choses qui embellissent et préservent ma vie : ma femme et Windthorst. La première pour l'amour, le second pour la haine,. »
Bismarck présente les catholiques comme des ennemis de l'Empire, aussi afin de contrer les critiques dont il est l'objet. À partir de 1872, plusieurs lois d'exception sont votées contre les catholiques et celles-ci se durcissent de manière répétée. Les droits de l'Église sont réduits, ses revenus limités et son influence en Allemagne menacée par le moyen de lois impériales et prussiennes, comme le Kanzelparagraph ou la Brotkorbgesetz. On crée en même temps le mariage civil. Bismarck déclare : « Soyez sans craintes, nous n'allons pas à Canossa, ni physiquement, ni spirituellement. »
La première phase du Kulturkampf se termine en 1878, année de la mort de Pie IX. Son successeur, Léon XIII, manifeste son envie de trouver un arrangement dans cette crise et est prêt, comme le demande Bismarck, à évincer le Zentrum. Le Parti centriste considère une négociation directe du chancelier avec le Saint-Siège comme une humiliation qui amoindrit son prestige parmi les catholiques. Lors de ces négociations, Bismarck n'obtient pas tout ce qu'il a projeté : les catholiques et leur parti sont restés soudés, rassemblés par les attaques de l'État allemand. De plus, la presse catholique soutient son parti, qui gagne de nouveaux sièges au Reichstag. Une dernière raison est la rupture de Bismarck avec les libéraux nationalistes. Il réfléchit à la possibilité de former une coalition « bleue et noir » avec les centristes et les conservateurs.
Le Kulturkampf se termine en avril 1887 avec la seconde loi de la paix (Friedensgesetz), après une longue période d'apaisement entre les deux camps. Les conséquences de cette politique encore visible de nos jours sont le mariage civil et les écoles publiques. Pour la suite des événements politiques, il est important de noter que Windthorst n'est en aucun cas un ultramontain, ce qui ouvre à Bismarck de nouvelles options politiques,.

### Crise à la chancellerie et tournant politique
La collaboration avec les libéraux devient de plus en plus difficile. Avec le début de la Grande dépression, les propriétaires terriens puissants et les industriels se mettent à demander la hausse des barrières douanières. Bismarck espère que la crise économique va conduire à l'éclatement du Parti libéral. Même s'il ne s'exprime pas publiquement sur le sujet, il encourage la scission, qui finit par se produire. Ayant coécrit le programme du nouveau parti conservateur, Bismarck pense logiquement pouvoir s'en faire un allié. La démission le 25 avril 1876 de Rudolph von Delbrück de la chancellerie est un des prémices au conflit avec les libéraux qui se profile. Il personnifie, en effet, la collaboration avec les libéraux et le libéralisme économique au sein de son administration.
Les libéraux pensent que la vraisemblable succession au trône, anticipée, mettrait en difficulté Bismarck. On suppose que le futur Frédéric III mettrait en place un gouvernement libéral ayant pour modèle celui de la Grande-Bretagne dirigé par Gladstone. En 1877, Bismarck essaie de mettre hors course Albrecht von Stosch, le chef de la Marine, pressenti au poste de chancelier. À la suite de l'échec de cette tentative, Bismarck menace de démissionner et, dans le même temps, se retire dans son domaine de Varzin. Les tentatives de rapprochement avec les nationaux-libéraux, en leur offrant des concessions au niveau politique ou un poste de ministre pour Rudolf von Bennigsen, échouent également. Ils lui reprochent de vouloir circonscrire le pouvoir du parlement, et c'est pourquoi le chancelier se décide à rompre avec les nationaux-libéraux.
Les revendications des nationaux-libéraux, en faveur de la refonte de la constitution pour donner à l'Empire un régime plus parlementaire, représentent pour Bismarck une limite qu'il n'est pas prêt à franchir. En 1879, il déclare devant le Reichstag : « Une faction peut très bien soutenir le gouvernement et en retour y gagner en influence, mais lorsqu'une faction exige de gouverner le gouvernement, alors elle force ce dernier à réagir contre elle ». Face à un blocage politique, Bismarck se voit forcé de fuir en avant. Par son discours au Reichstag du 22 février 1878, il entame donc un virage politique important. En y esquissant l'objectif de créer un monopole d'État sur le tabac, il contredit les principes fondamentaux du libéralisme. Les libéraux les plus proches du gouvernement le comprennent comme un premier pas vers un changement radical de politique économique. Heinrich von Achenbach et Otto von Camphausen décident par conséquent de démissionner. Pour les remplacer, Bismarck nomme des hommes politiques qui ne sont réellement affiliés à aucun parti et ne possédant que peu de poids politique.

### Lois antisocialistes et protectionnisme

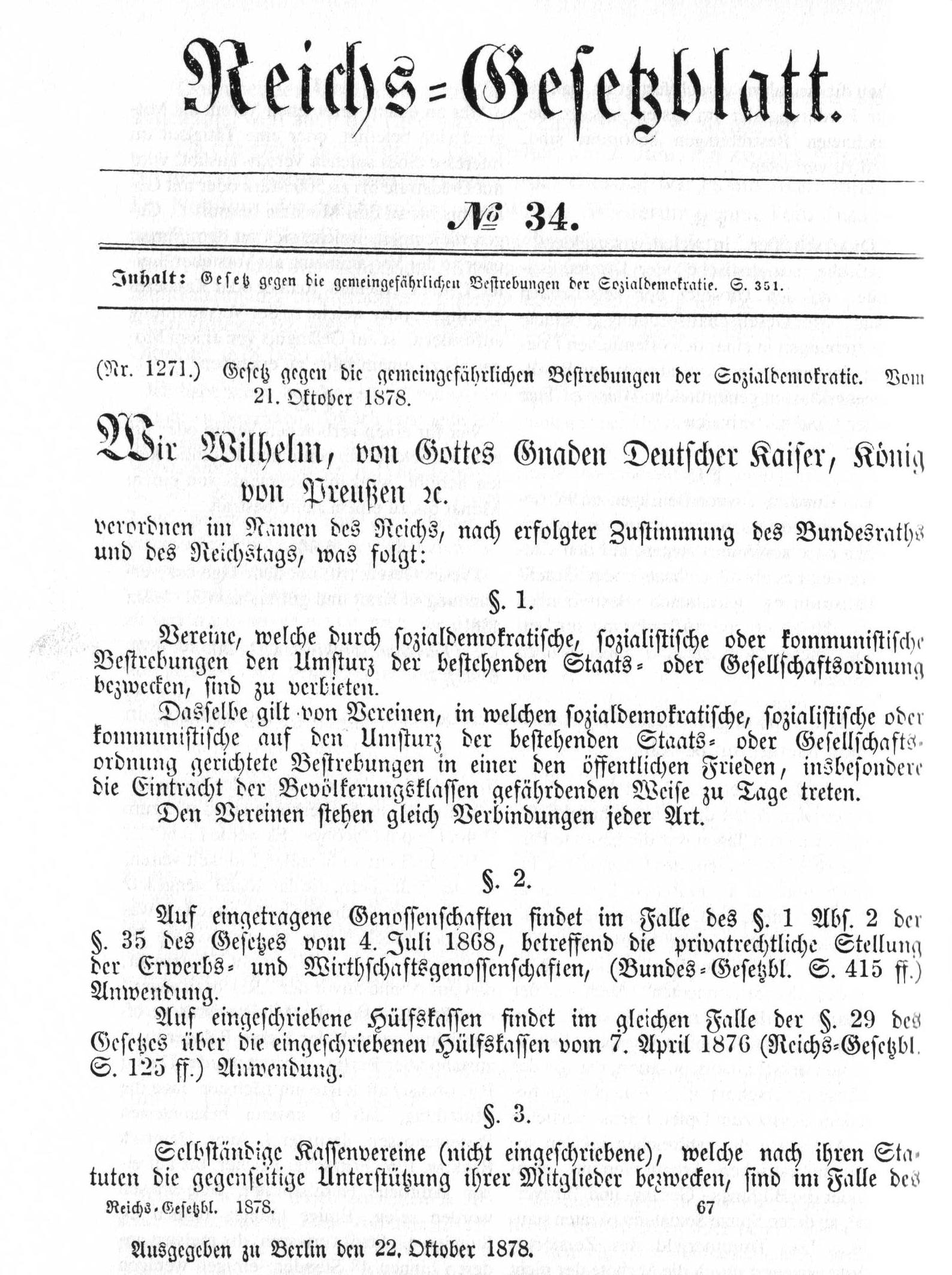
Texte de loi du 21 octobre 1878 intitulé « Loi contre les efforts collectifs dangereux de la social-démocratie ».

Depuis le discours au Reichstag d'August Bebel en 1871 en faveur de la Commune de Paris, Bismarck voit dans le socialisme une menace révolutionnaire. Il dessine sa politique future à travers deux points : « 1. Satisfaire les vœux de la classe ouvrière, 2. Enrayer l'agitation dangereuse pour l'État au moyen d'interdictions et de loi. » De son point de vue, les conséquences sociales de la Grande dépression augmentent le danger révolutionnaire. En 1878, il considère qu'il est opportun de lutter contre les partis travailleurs socialistes en faisant voter des lois antisocialistes. Il veut ainsi « mener une guerre d'anéantissement au moyen de la loi, qui toucherait les associations, les rassemblements, la presse socialistes ainsi que la liberté de circulation de leurs membres (par le moyen d'expulsion et d'internement). »
Le combat contre le socialisme a pour principaux effets une recrudescence des attentats contre Bismarck. Il met aussi en évidence un manque de soutien du parlement pour sa politique offensive. Le premier projet de loi antisocialiste est ainsi rejeté par une majorité écrasante du Reichstag. Toutefois, après un second attentat contre sa personne, Bismarck dissout le parlement. Il essaie de regagner le soutien des nationaux-libéraux et de ramener le gouvernement à droite. Les élections voient la victoire des conservateurs qui, avec leurs deux partis, sont plus nombreux que les nationaux-libéraux. Dans ce nouveau parlement, les nationaux-libéraux finissent par voter en faveur du projet de loi antisocialiste au prix de quelques concessions. Elles restent en application jusqu'en 1890, après avoir été prolongées plusieurs fois par le parlement. Cette loi d'exception interdit l'agitation socialiste sans pour autant toucher au droit des parlementaires socialistes. Ces lois manquent leur objectif et ont pour effet, au contraire, de consolider le milieu socialiste, en permettant aux théories marxistes de vraiment s'imposer,.
En 1878, dans le contexte de la Grande dépression, les grands propriétaires terriens et des industriels demandent avec de plus en plus d'insistance des barrières douanières plus élevées. Alors qu'une majorité se dégage au parlement en faveur de cette proposition, Bismarck se déclare favorable à une réforme de la fiscalité et de la politique douanière dans sa « lettre de Noël » (Weihnachtsbrief) du 15 décembre 1878. Il en espère une augmentation des recettes de l'État. Cette loi ne reçoit que peu de soutien des nationaux-libéraux, mais Bismarck peut s'appuyer sur les deux partis conservateurs et le centre pour la faire passer. Elle marque la fin de l'ère libérale, en Allemagne tout d'abord, puis en Europe : les autres pays, à l'exception de la Grande-Bretagne, suivant l'exemple allemand. Bismarck clame désormais que les pouvoirs publics sont garants de l'unité nationale et il crée donc un mouvement d'union constitué non seulement des deux partis conservateurs mais aussi du centre. Toutefois, cette union n'a pas la solidité de celle qu'elle a eu avec les nationaux-libéraux. Ceci explique que, dans les années qui suivent, beaucoup d'initiatives politiques de Bismarck se soldent par des échecs,. La transition du libre-échange au protectionnisme se fait graduellement lors des années suivantes. Dans sa biographie, Ernst Engelberg fait toutefois remarquer que l'Empire allemand n'a jamais été vraiment libéral. Bismarck espère ainsi saper le soutien politique à l'union « Seigle et Acier » (Roggen und Eisen) et, ce faisant, consolider les bases conservatrices de l'Empire et sa propre position au passage.

### Lois sociales et tentative de coup d'État

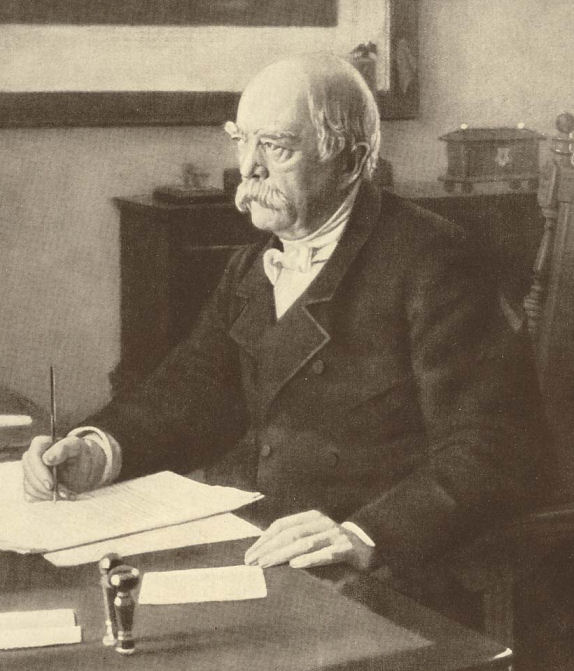
Otto von Bismarck dans son bureau en 1886.

Pour surmonter la situation difficile qu'il rencontre face au parlement, Bismarck essaie de réduire l'importance des partis politiques. Il choisit de centrer les débats autour de la politique sociale et économique, et, symbole de cette orientation, il occupe personnellement le poste de ministre du Commerce de 1880 à 1890. Afin d'avoir la mainmise sur la politique économique, il essaie, en vain et à cause de la résistance des partis, d'établir un conseil économique : le Volkswirtschaftsrat, constitué de membres des différentes corporations et afin de contourner le parlement. Le but principal de la politique sociale de Bismarck est de renforcer le lien des Allemands avec l'État, et ainsi d'isoler les partis de leurs bases électorales. Bismarck ne cache pas que cela préserve en même temps sa position. Au départ, seule une assurance couvrant les accidents est prévue, puis vient ensuite l'idée d'y ajouter une assurance maladie, une d'invalidité et un système de retraite. Ces dispositifs doivent être principalement contrôlés par l'État ; Bismarck parle même de « socialisme d'État ». Il veut « forger une mentalité conservatrice dans la masse des plus démunis, laquelle légitimera les retraites ».
Cette réforme rencontre une forte résistance, non pas à cause de son contenu, mais parce qu'elle sert avant tout les motifs personnels de Bismarck. Finalement, le parlement enlève toutes les mentions relatives au socialisme d'État de la proposition de loi sur l'assurance accident. Après une nouvelle dissolution du Reichstag, Bismarck espère convaincre en menant campagne sur le thème du « royaume social », et sur un ton antiparlementaire, espoir finalement déçu. Au contraire, ce sont les libéraux de gauche qui gagnent nettement cette élection. Bismarck pense alors un bref instant à démissionner, avant de se raviser et, même, de fomenter des plans de coup d'État. L'assurance accident, contrairement à ce qui était prévu originellement, n'est pas contrôlée par l'État, mais par les entreprises. En effet, dans un contexte d'idéologie corporatiste, elle est conçue comme un rassemblement dépassant les partis politiques. À rebours des objectifs initiaux de ce mécanisme, ce sont les représentants des partis de droite qui y gagnent. La caisse d'assurance maladie est, quant à elle, contrôlée de manière indépendante par les ouvriers. Au cours du temps, la plupart des caisses d'assurances maladie régionales finissent par être dominées par les sociaux-démocrates.

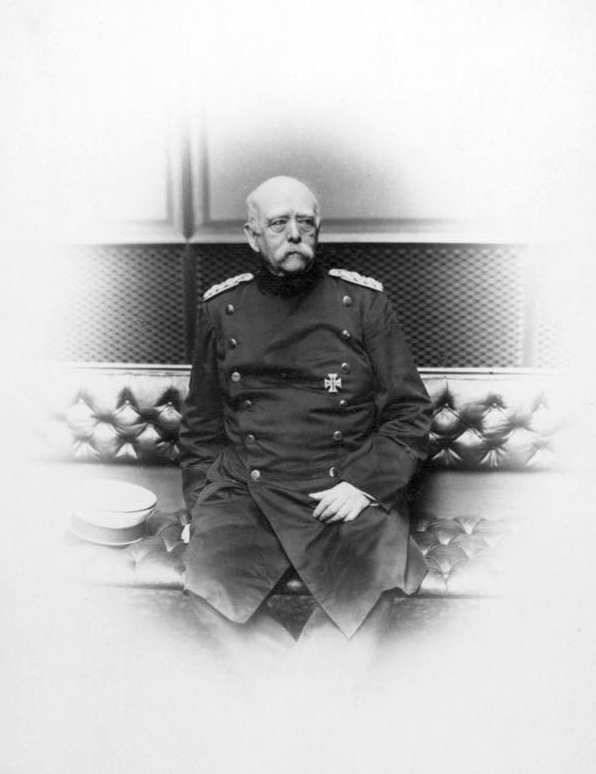
Bismarck au Reichstag en 1889.

Avec cette législation sociale, Bismarck pose les bases d'un système de sécurité sociale moderne, mais il n'atteint toutefois pas ses objectifs politiques. Ses tentatives de couper par la racine le socialisme allemand tournent court, tout comme l'ont fait auparavant ses tentatives d'affaiblir les partis au profit des pouvoirs publics. Cela démotive Bismarck de continuer dans cette voie. Il ne met en place l'assurance invalidité et retraite en 1889 que par sens du devoir, sans conviction,,.

### Protectionnisme, nationalisme et politique intérieure
Bismarck et son ministre de l'Intérieur, Robert von Puttkamer, réussissent à obtenir de l'administration prussienne un soutien absolu à la politique de leur gouvernement. Dans le Parti national-libéral, dirigé par Johannes Miquel, les partisans du protectionnisme et d'une ligne de conduite proche de celle de l'État s'imposent, ce qui profite à Bismarck. Ils se mettent en général au diapason avec la politique du chancelier. En 1885, Bismarck présente un projet de réforme de la politique douanière, résolument protectionniste, qui propose, entre autres, de réduire massivement les importations, afin, principalement, de servir les intérêts des électeurs conservateurs. Dans le but de profiter du sentiment nationaliste, Bismarck renforce la politique antipolonaise dans les provinces de l'Est de la Prusse. Il intensifie donc la germanisation avec la mise en place, à partir de 1885, d'une politique d'expulsion des Polonais et une loi sur la colonisation en 1886. Il profite du sentiment revanchard français pour justifier une campagne de presse de grande envergure afin de discréditer, en les faisant passer pour des traîtres, tous les opposants à sa politique militaire. Après la dissolution du Reichstag, l'agitation nationaliste s'amplifie encore.
Les élections de février 1887 marquent la victoire des partis soutenant le gouvernement et appelés « partis du cartel », à savoir : les conservateurs et les nationaux-libéraux, qui obtiennent ensemble la majorité absolue. Après dix ans d'attente, Bismarck obtient enfin une majorité absolue dans les deux chambres parlementaires. Il est donc libre d'imposer sa politique militaire et de favoriser sa clientèle électorale conservatrice. À cause de cette nouvelle annonçant une toute-puissance de Bismarck, l'ascension au trône de Frédéric III en mars 1888 n'a pour lui presque plus aucune importance. Quand le nouvel empereur, déjà malade, refuse de donner son accord à l'allongement de la période de la législature et aux lois antisocialistes, Bismarck réprimande l'impératrice en déclarant que « le monarque n'a pas vocation à légiférer. »

### «Le capitaine descend du navire»

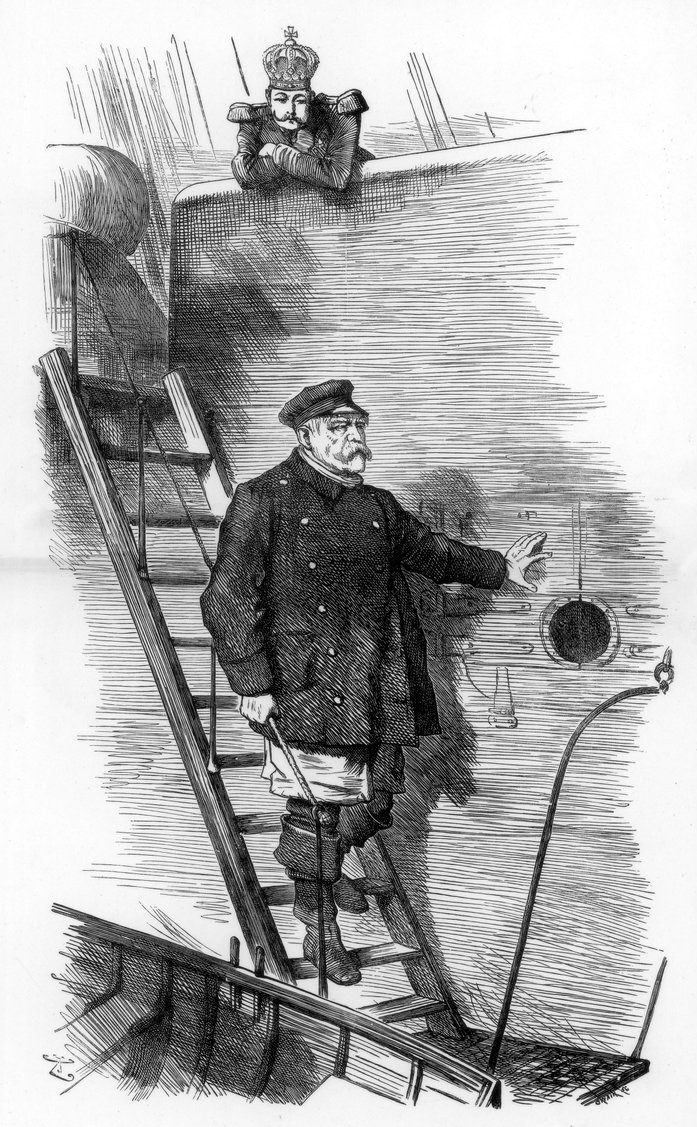
Dropping the Pilot.
Caricaturé en pilote, Bismarck quitte le navire sous la surveillance de Guillaume II (empereur allemand).
Illustration de Sir John Tenniel parue dans Punch, 29 mars 1890.

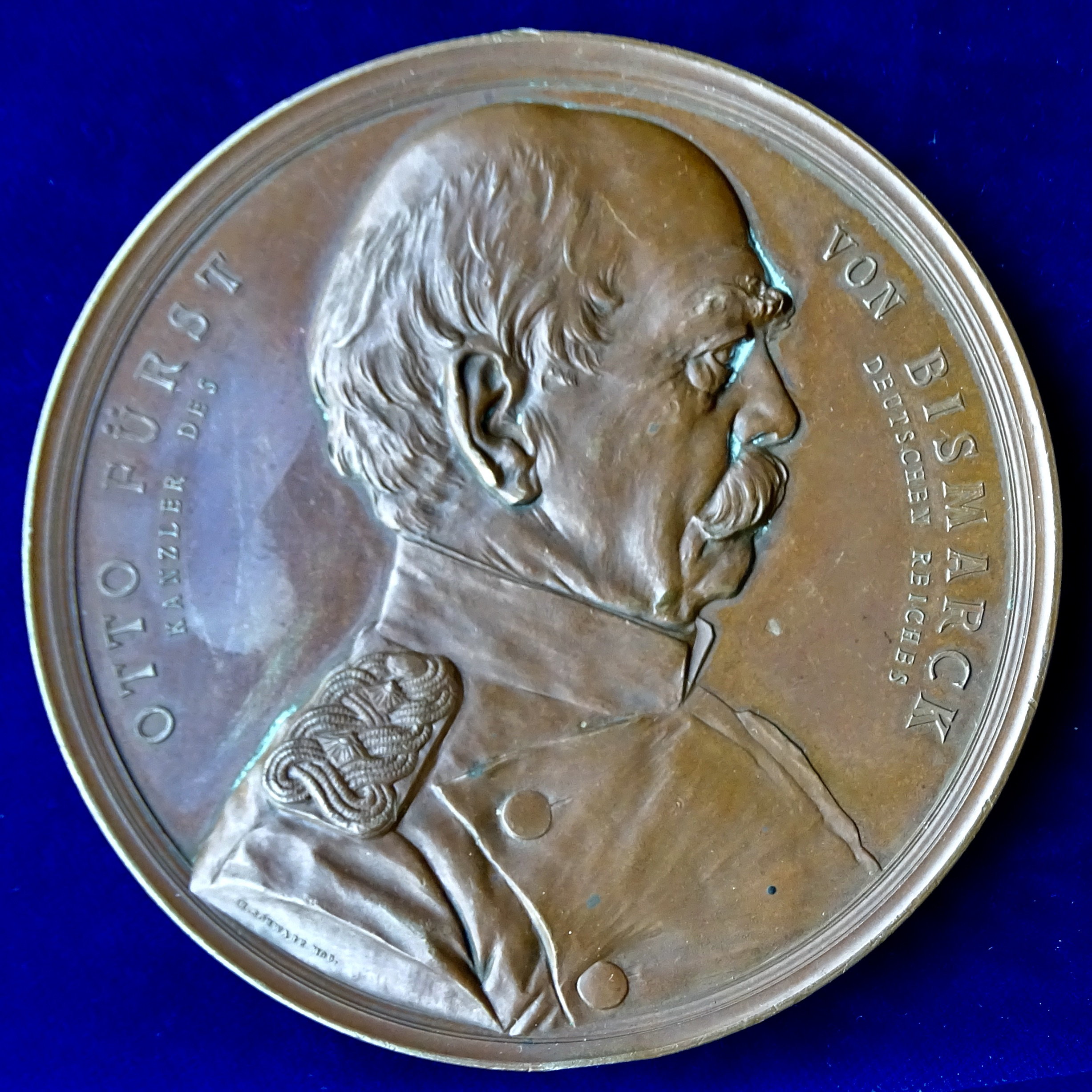
Médaille 1890 la dernière année du Chancelier de fer à Berlin

Même si Bismarck fait tout pour écarter tout potentiel rival susceptible de prendre sa place, à la fin des années 1880 apparaissent les premiers signes que sa domination politique arrive à son terme. L'opinion publique demande de plus en plus une politique extérieure plus ambitieuse, ce qui rend impopulaire le chancelier, qui demeure trop uniquement soucieux de préserver ses acquis. Après le court règne de Frédéric III, Guillaume II accède au trône. Ce dernier a une personnalité très différente de celle de Bismarck, ce qui est source de conflits entre les deux hommes. Bismarck considère que le nouveau souverain est immature et peu préparé à assumer ses responsabilités. Il est selon lui « soupe au lait, ne peut se taire, est à l'écoute des flatteurs et pourrait mener l'Allemagne à la guerre sans le vouloir ni même s'en rendre compte. » Pour Guillaume II, Bismarck est un homme du passé qui exprime clairement sa volonté de prendre personnellement la politique à son propre compte : « Je laisse au vieux six mois pour reprendre haleine, ensuite je gouvernerai moi-même. » Les jours de Bismarck à la chancellerie sont donc comptés bien qu’il ne s’en rende pas compte. Il aurait voulu, a-t-on dit, que son fils lui succède : vrai ou faux, le bruit arrive aux oreilles de l’empereur qui confie au prince Chlodwig de Hohenlohe au cours d’une chasse : « Il s’agit de la question suivante : dynastie Hohenzollern ou dynastie Bismarck ».
Bismarck voit dans ce contexte de dégradation de la situation politique intérieure une occasion de convaincre l'empereur de son caractère indispensable. Il dépose alors une nouvelle loi antisocialiste, à la fois plus sévère et à durée illimitée, tout en sachant sûrement que cela ferait voler en éclats la coalition au pouvoir. En effet, les national-libéraux ne peuvent soutenir cette proposition. Guillaume II, qui ne veut pas commencer son règne par un conflit de cette sorte, s'oppose aux plans du chancelier. Lors de la séance du conseil de la couronne (Kronrat) du 24 janvier 1890, le débat entre les deux hommes s'envenime. Lors des mois qui suivent, Bismarck, désespéré, tente de conserver son poste en faisant valoir son rôle dans l'unification de l'Empire mais aussi en tentant de créer une collaboration étroite entre le Zentrum et les conservateurs. Le 15 mars 1890, l'empereur Guillaume II retire officiellement son soutien au chancelier, à cause de leurs conflits répétés. Le chef du Grand État-Major général allemand Alfred von Waldersee, rival de Bismarck, a également joué un rôle dans cette décision. Le limogeage de Bismarck date officiellement du 18 mars 1890. L'opinion publique est en majorité soulagée par son départ. Theodor Fontane écrit : « C'est un bonheur, que nous en soyons débarrassé. Il n'était plus à proprement parler qu'un gouverneur de la routine, faisait ce qu'il voulait et demandait toujours plus de dévotion à son égard. Sa grandeur est derrière lui. » L'empereur lui choisit pour successeur un novice en politique en la personne du général Leo von Caprivi.

## Après son départ

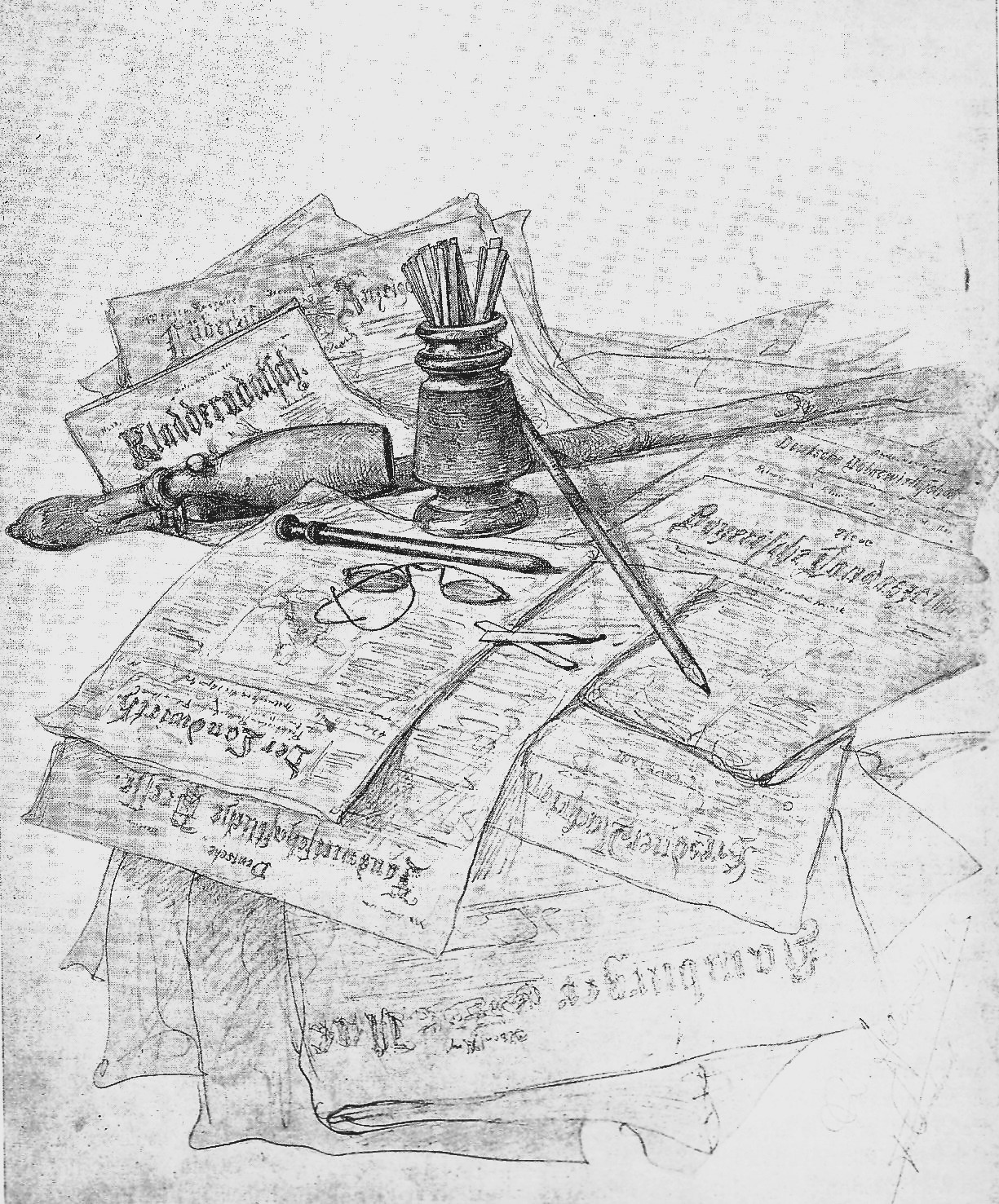
Table de lecture du prince v. Bismarck par Christian Wilhelm Aller (1892).

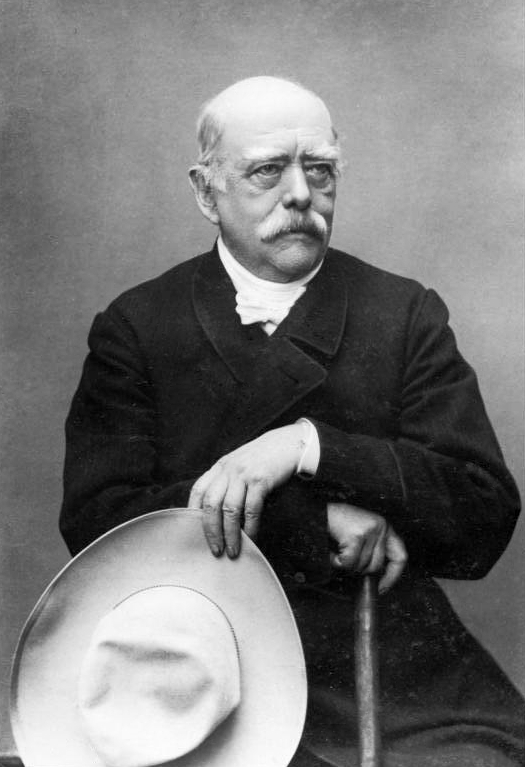
Otto von Bismarck en 1890.

Bismarck retourne à Friedrichsruh plein d'amertume ; il ne renonce pourtant pas définitivement à la politique : « on ne peut pas me demander, après avoir fait quarante ans de politique, que, soudainement, je ne m'y intéresse plus du tout. » Seulement quelques jours après son départ, Bismarck annonce vouloir rédiger ses mémoires. Il y est aidé par Lothar Bucher, sans qui le travail n'aurait sûrement jamais été terminé. Pourtant, Bucher ne se plaint pas seulement du rapide désintérêt de Bismarck pour la rédaction de ses mémoires, mais également de la manière dont l'ancien chancelier tente volontairement de déformer la réalité : « En rien il ne veut être mêlé à tout ce qui a échoué, par contre il veut recevoir seul tout le mérite de ses succès. » Après la mort de Bucher, Bismarck retouche encore le manuscrit, mais le travail demeure inachevé. Les deux premiers tomes paraissent en 1898 et ils ont un grand succès. Le troisième tome sort en 1921.
Bismarck essaie de façonner sa future image historique. En même temps, il ne renonce pas à intervenir dans la vie politique. Peu après son retrait, il s'exprime de manière active dans la presse politique. Les Hamburger Nachrichten (de) relatent en particulier ses déclarations. Bismarck critique ardemment son successeur, ce qui lui permet de s'attaquer indirectement à la personnalité de l'empereur. Lors de l'été 1891, Bismarck est élu au Reichstag pour la circonscription du Nord de Hanovre, sur l'initiative du jeune Diederich Hahn. Guillaume II croit au retour du nouveau chancelier en politique mais ce dernier ne met jamais les pieds dans sa circonscription, et il n'utilise pas ses pouvoirs. En 1893, il démissionne au profit de Diederich Hahn. Comme la presse politique l'a pressenti, Bismarck retrouve les grâces de l'opinion publique, surtout après que l'empereur a commencé à l'attaquer publiquement. De même, le nouveau chancelier Caprivi perd énormément en prestige lorsqu’il tente d'empêcher une rencontre entre l'empereur d'Autriche François-Joseph et Bismarck. Le voyage à Vienne tourne au triomphe pour l'ancien chancelier, qui déclare ne plus avoir de compte à rendre au gouvernement allemand actuel : « Tous les ponts sont rompus » annonce-t-il.
Par la suite, Guillaume II s'efforce de faire des gestes de réconciliation pour améliorer sa popularité. Plusieurs rencontres avec Bismarck, en 1894, ont des effets positifs, sans que cela apporte une réelle détente dans leurs relations. Par ailleurs, le crédit de Bismarck au Reichstag est si faible, que les membres de ce dernier ne parviennent pas à trouver un accord afin d'envoyer un télégramme souhaitant un bon anniversaire à l'ancien chancelier, à l'occasion de ses 80 ans. En 1896, Bismarck focalise toute l'attention de la presse allemande et internationale en rendant public le traité de réassurance, accord diplomatique secret jusqu'alors. La mort de sa femme en 1894 marque profondément Bismarck. À partir de 1896, son état de santé se dégrade nettement et il doit se déplacer en chaise roulante. Il cache à l'opinion publique et même à sa famille qu'il est touché par la gangrène et d'autres infirmités.
Otto von Bismarck meurt des suites de ces infirmités le 30 juillet 1898. Il repose aux côtés de sa femme, dans un mausolée érigé à Friedrichsruh.

## Critiques

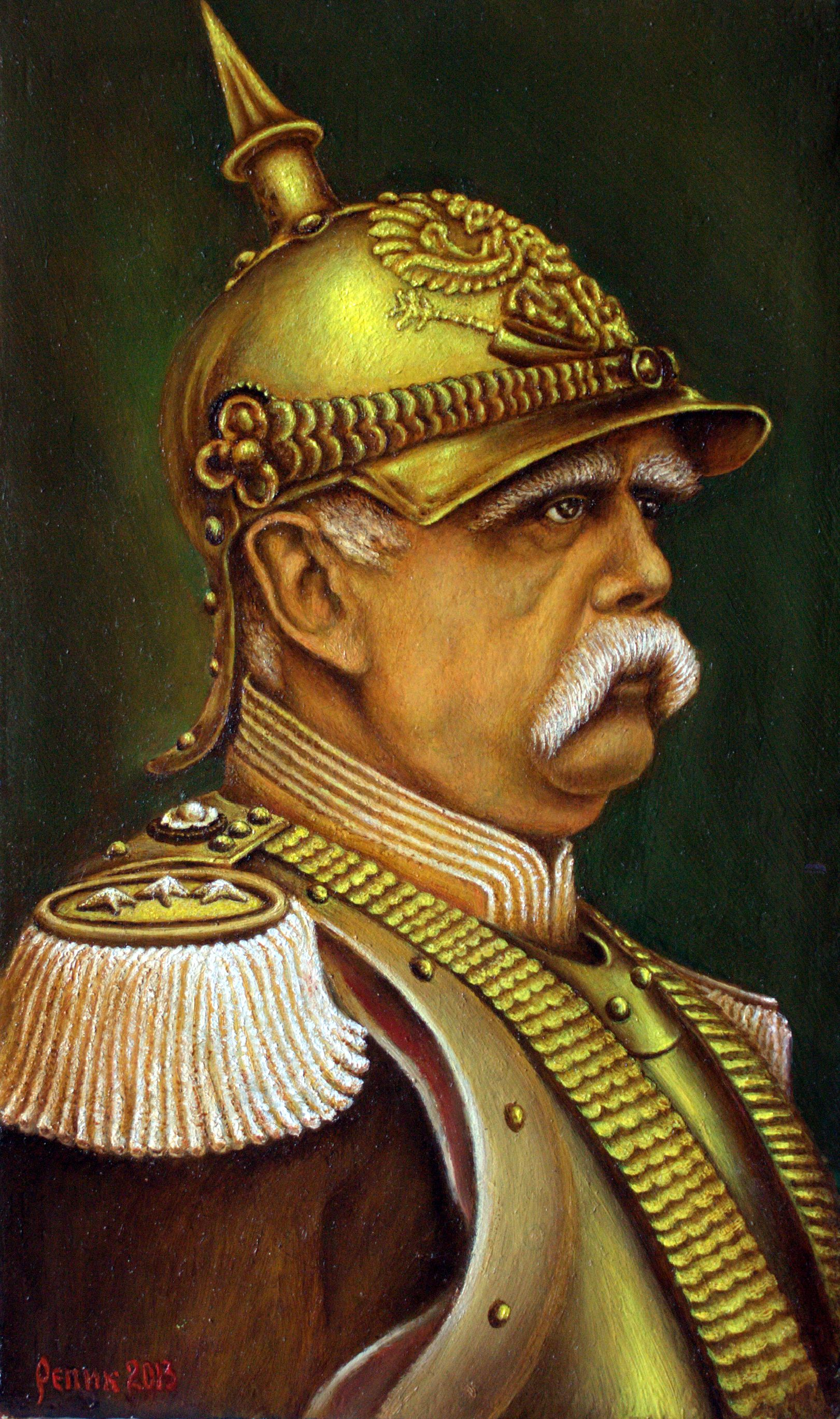
Portrait d'Otto von Bismarck par N. Repik.

A posteriori, de nombreuses critiques se sont élevées contre la politique et les méthodes de Bismarck. L'organisation de l'Empire allemand fondée sur le triumvirat armée, gouvernement et roi crée un État dans l'État et ne reconnaît ni le peuple, ni le parlement,. Il méprise ce dernier et ne s'adapte jamais à son contrôle sur l'exécutif,. De plus, le volontarisme de l'État central allemand, avec notamment la politique d'intégration agressive du chancelier, a conduit progressivement à ce que s'opère un certain glissement du nationalisme allemand. Si celui-ci se définit au départ par l'appartenance à une communauté culturelle et sociale, il tend au moment du départ du chancelier à se confondre avec un nationalisme de l'Empire, tendance qui se révèle encore plus nettement dans l'Allemagne de Guillaume II qui mène la politique du nouveau cours. Le futur Frédéric III, alors Kronprinz, prophétise déjà à ce sujet en 1870 :

« Comme il sera difficile à l'avenir de combattre l'aveugle adoration de la force et des succès à l'extérieur ! Comme il sera difficile d'éclairer et de guider de nouveau l'ambition et l'émulation vers des buts nobles et sains! »

On peut également lui reprocher l'annexion de l'Alsace-Lorraine qui est une véritable bombe à retardement au milieu de l'Europe et qui empêche une réconciliation entre la France et l'Allemagne,. Avec sa politique protectionniste et colonialiste, il aurait par ailleurs entraîné l'Allemagne dans une logique d'impérialisme qui aurait mené à la Première Guerre mondiale.
Il aurait également utilisé la politique extérieure avant tout à des fins intérieures : les guerres contre le Danemark, l'Autriche et la France avaient principalement pour but l'unité allemande. Cette stratégie reprise par la politique de prestige de Guillaume II détourne l'attention des besoins de réformes intérieures et de modernisations importantes dont a besoin l'Empire.
Par ailleurs, son machiavélisme et son cynisme peuvent atteindre des sommets. Si cela est parfois en lien avec la raison d'État comme lors de la dépêche d'Ems, qui est clairement un faux, dans d'autres cas, cela s'avère plutôt de la pure cruauté. Ainsi, pendant la guerre franco-allemande, il refuse une trêve pour permettre aux Français d'enterrer leurs morts, il impose le bombardement de Paris et propose des mesures contre la population civile telle que l'affamement et contre les Français en général avec la torture. "Il y a en lui une combinaison de goinfre, de goujat et de sanguinaire cafard", écrira de lui Léon Bloy dans son recueil Sueur de sang consacré à la guerre de 1870 (Bismarck chez Louis XIV).
Son machiavélisme lui sera reproché par les royalistes français qui l'accusèrent d'avoir œuvré à l'établissement de la république en France pour lui nuire. Bismarck écrit en effet dans ses Pensées et Souvenirs : « Par le rétablissement d'une monarchie catholique en France, la tentation pour celle-ci de prendre sa revanche, de concert avec l'Autriche, se voyait sur le point d'être satisfaite. C'est pour cette raison que je considérais comme contraire aux intérêts de l'Allemagne et de la paix d'aider à la restauration de la royauté en France : j'entrai dans une lutte avec les partisans de cette idée ». Aux yeux de Bismarck, le régime républicain empêche de mener une politique à long terme, affaiblit la puissance militaire du pays qui l'adopte et l'isole diplomatiquement. Bismarck fut accusé d'avoir soudoyé des Français pour installer la république comme il l'avait fait au Parlement bavarois en 1869 pour imposer l'alliance avec la Prusse ; il chargea son agent en France Guido Henckel von Donnersmarck d'amadouer les élites françaises et de les orienter vers la république,.

## Postérité

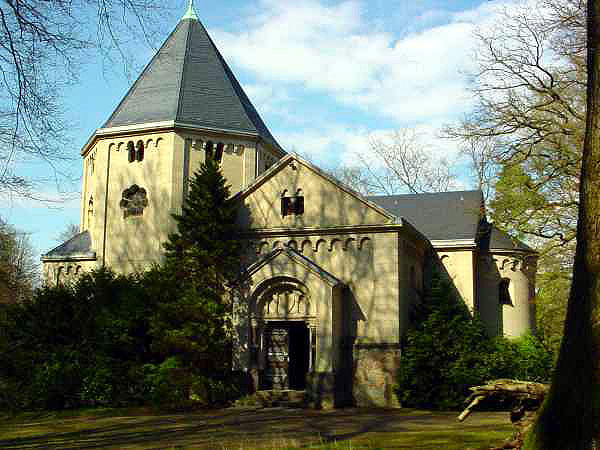
Le mausolée de Bismarck à Friedrichsruh.

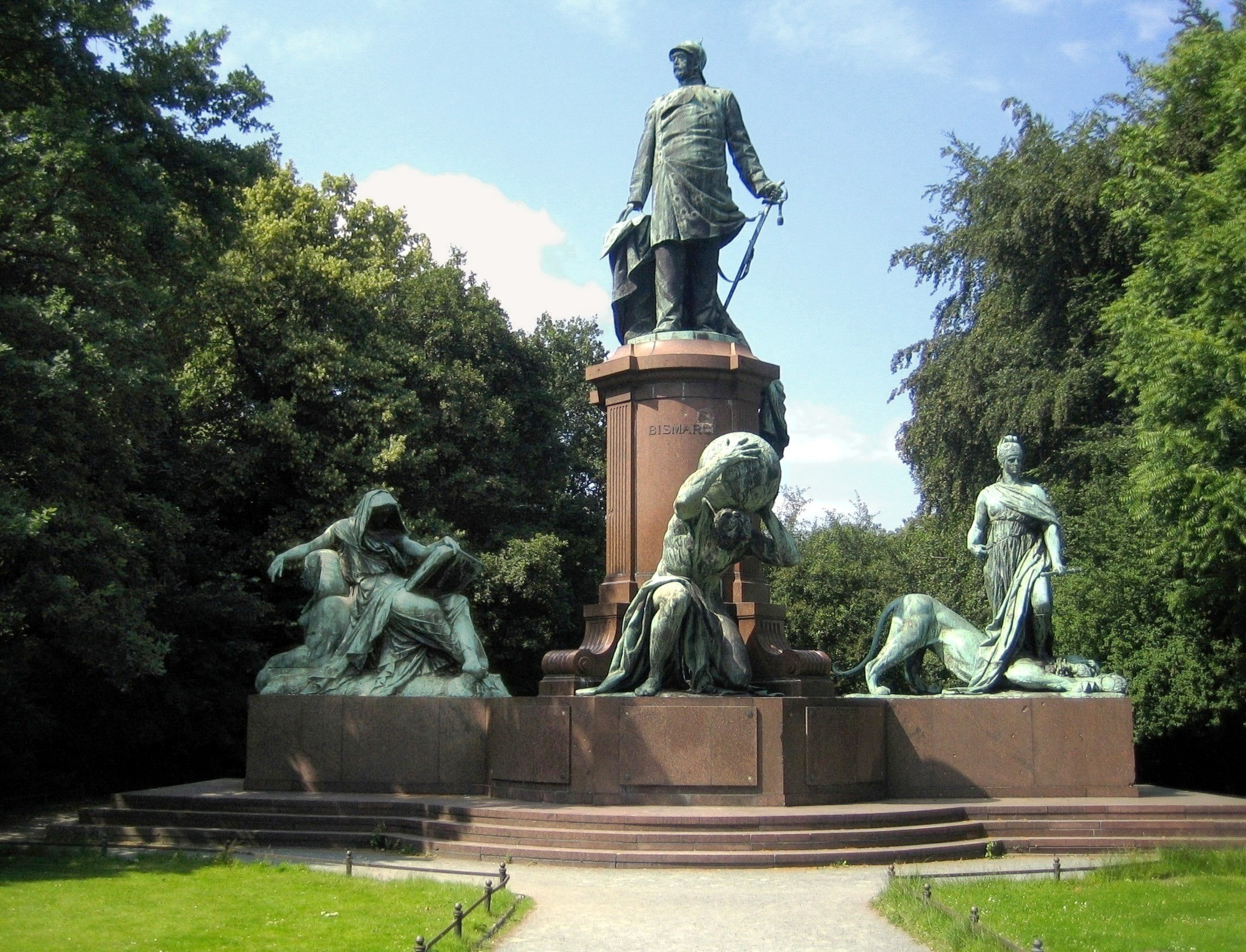
Mémorial national Bismarck à Berlin.

En Allemagne, et surtout après son départ du poste de chancelier, se développe un véritable culte pour Bismarck, qui se renforce encore avec sa mort. Il est fait citoyen d'honneur par de nombreuses villes, par exemple, en 1895, par toutes les villes de Bade. Son buste se trouve au Walhalla, le panthéon allemand. De nombreuses rues portent son nom. Des entreprises industrielles portent également son nom comme la mine Graf Bismarck, qui se trouve dans le quartier du même nom à Gelsenkirchen. Il donne son patronyme au colorant Bismarckbraun et à une espèce de palmier, le Bismarckia. Une préparation à base de hareng porte aussi son nom.
Bismarck est l'éponyme de plusieurs navires de guerre : le SMS Bismarck de 1877, le SMS Fürst Bismarck en 1897, ainsi que tous les navires de classe Bismarck durant la Seconde Guerre mondiale. 
Le groupe de metal suédois Sabaton, dans son titre Bismarck, rend hommage au célèbre cuirassé de l’Allemagne nazie et à son naufrage.
Les anciennes colonies allemandes, en Afrique ou dans l'océan Pacifique comportent de nombreux lieux se référant au chancelier allemand tels : l'archipel Bismarck, les monts Bismarck, le glacier Perito Moreno auparavant nommé « Bismarcksee » en allemand, la mer de Bismarck. Aux États-Unis, plusieurs villes portent son nom, comme la capitale du Dakota du Nord fondée en 1872.

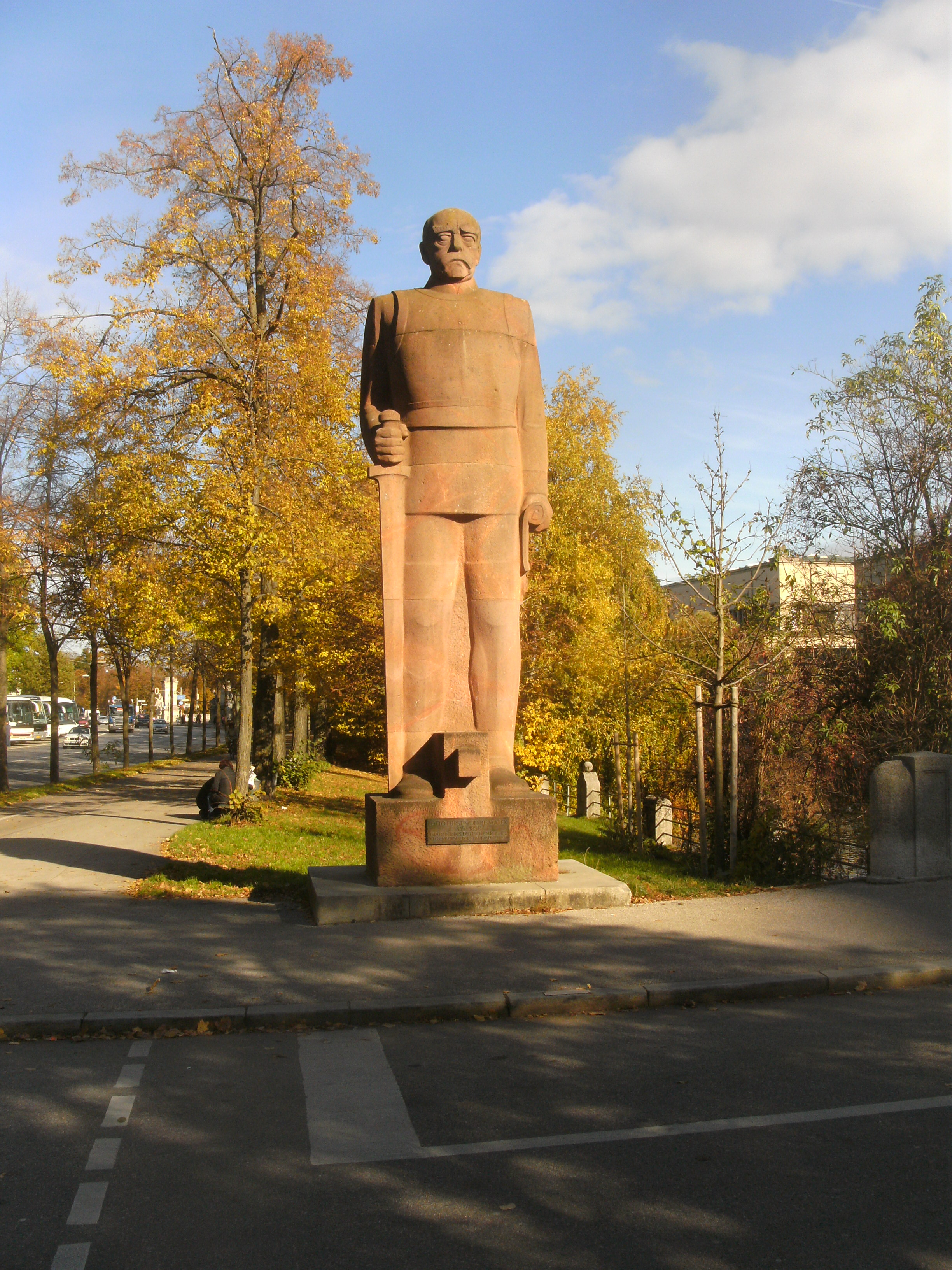
Statue de 1931 réalisée par Fritz Behn, à Munich.

Dans de nombreuses grandes villes d'Allemagne des mémoriaux ont été érigés en son honneur. Le premier monument est érigé de son vivant à Bad Kissingen dans le quartier de Hausen, en 1877, Bismarck ayant fait plusieurs cures dans cette ville. Le plus important, le monument national de Bismarck, est érigé en 1901 à Berlin par Begas. Des tours sont également érigées dans les campagnes pour l'honorer. La Première Guerre mondiale interrompt la construction d'un gigantesque mémorial national à Bingerbrück. La plupart des statues y représentent Bismarck en uniforme. Ce type de représentation met plus l'accent sur l'état d'esprit qui régnait lors du règne de Guillaume II que sur la personnalité de Bismarck à proprement parler. En effet sa politique extérieure visait à partir de 1871 à établir un équilibre européen et n'avait plus de fins guerrières.
Dans l'art, et à côté des peintures historiques (comme celles de Franz von Lenbach ou de Christian Wilhelm Allers) mettant en scène l'unification de l'Empire allemand, on trouve également de nombreux poèmes patriotiques à la gloire du chancelier. Depuis 1927 un musée Bismarck, construit par sa famille, existe à Friedrichsruh. À cause de la Seconde Guerre mondiale, il a dû être quitter le château, aujourd'hui détruit au profit de l'ancienne maison de campagne. Il contient, en plus du mobilier d'époque, de nombreux documents ainsi que la peinture d'Anton von Werner représentant la proclamation de l'unité allemande. Au même endroit, se trouve également le mausolée où gisent Otto von Bismarck et sa femme. 
Dans l'ancienne gare de Friedrichsruh se trouve la fondation Otto-von-Bismarck (de), qui tient une exposition permanente en l'honneur de l'ancien chancelier. Son but principal est la promotion d'une vision critique sur les écrits de Bismarck. À Göttingen, il est possible de visiter le logement étudiant de Bismarck, transformé en petit musée et dénommé Bismarckhäuschen. Le musée Bismarck de Schönhausen se trouve, quant à lui, dans la maison natale du chancelier ; le musée a existé avant 1948 puis a rouvert ses portes en 1998 avec le soutien financier du Land de Saxe-Anhalt. La même année, ouvre le musée Bismarck de Bad Kissingen, où le chancelier a réalisé, entre 1874 et 1893, pas moins de quinze cures. Le 1er novembre 2004, un autre musée en l'honneur de Bismarck a ouvert à Jever.
Plusieurs films ont décrit la vie d'Otto von Bismarck (cf. Filmographie).

## Historiographie

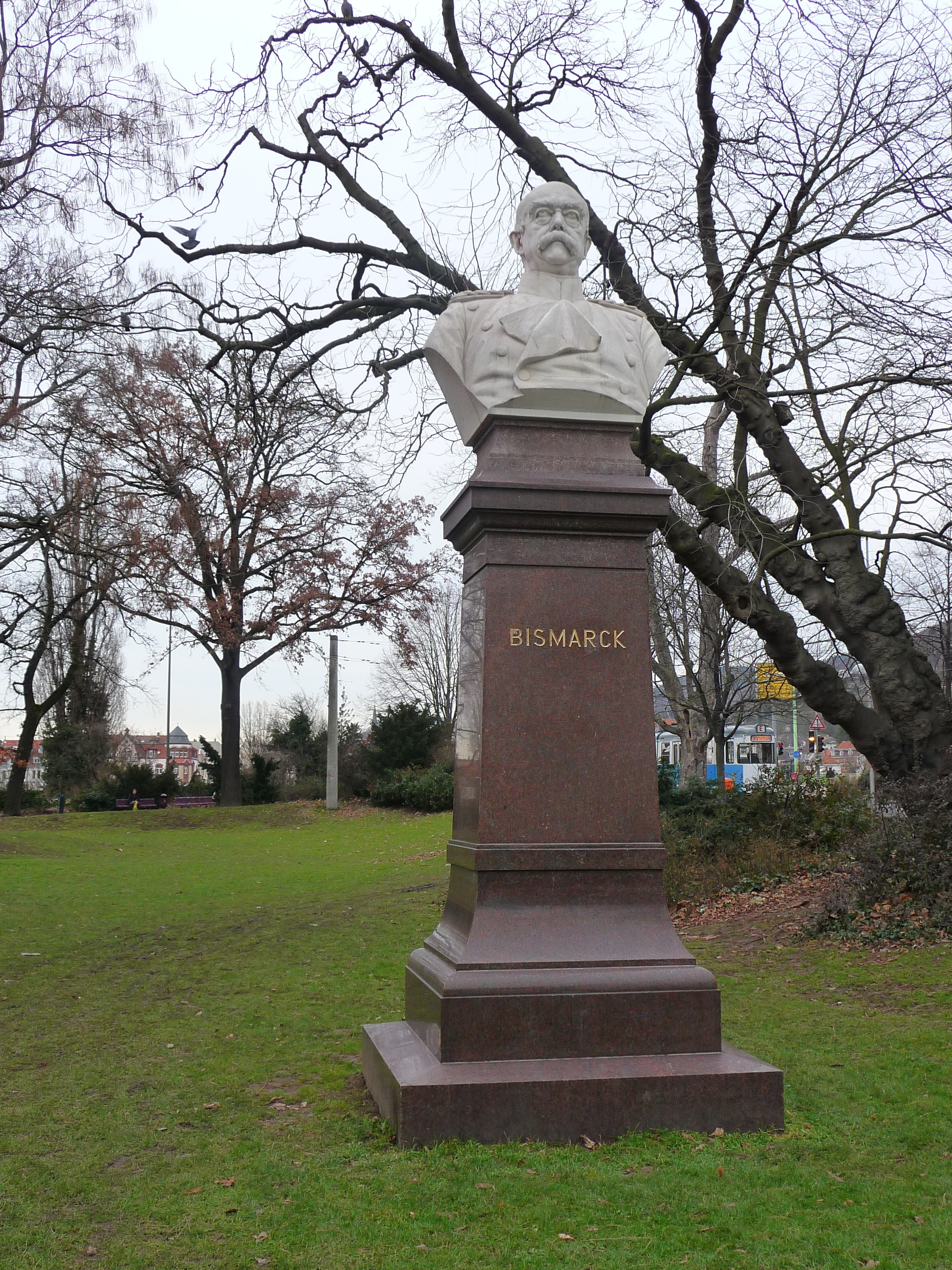
Buste de Bismarck à Heidelberg, œuvre d'Adolf von Donndorf (1875).

Depuis plus de 150 ans, la personnalité et les actions de Bismarck font l'objet de nombreuses polémiques et interprétations souvent contradictoires. Le chancelier inspire et influence fortement le monde littéraire germanique, les opinions politiques et religieuses, au moins jusqu'au lendemain de la Seconde Guerre mondiale. L'historienne Karina Urbach explique en 1998 que : « Sa vie a été enseignée à au moins six générations d'Allemands, et on peut affirmer en toute honnêteté que toutes les deux générations une nouvelle version de Bismarck est apparue. Aucune autre figure politique allemande n'a été autant utilisée et détournée à des fins politiques ».

### Durant l'Empire allemand
Bismarck est déjà de son vivant sujet à controverses. Dès les premières études biographiques à son sujet, dont certaines comportent plusieurs tomes, la complexité et l'opacité de sa personnalité sont mises en avant. Le sociologue Max Weber voit de manière critique le rôle qu'a joué le chancelier dans le processus d'unification de l'Allemagne : « parce que l'unification allemande ne doit pas seulement être une œuvre visible depuis l'étranger, mais doit aussi être une unification interne à la nation, or chacun sait que ce dernier objectif n'est pas atteint. Avec les moyens mis en place par Bismarck, il ne pouvait être atteint. » Theodor Fontane réalise durant les dernières années de sa vie un portrait dans lequel il compare le chancelier à Albrecht von Wallenstein. Il juge que Bismarck se démarque fortement de ses contemporains : « C'est la personne la plus intéressante imaginable, je n'en connais de plus intéressante, mais ce penchant constant à tromper les autres, cette ruse dans son état le plus abouti, m'est particulièrement repoussante, et si je veux m'élever, me grandir, il faut que je me tourne vers d'autres héros. »

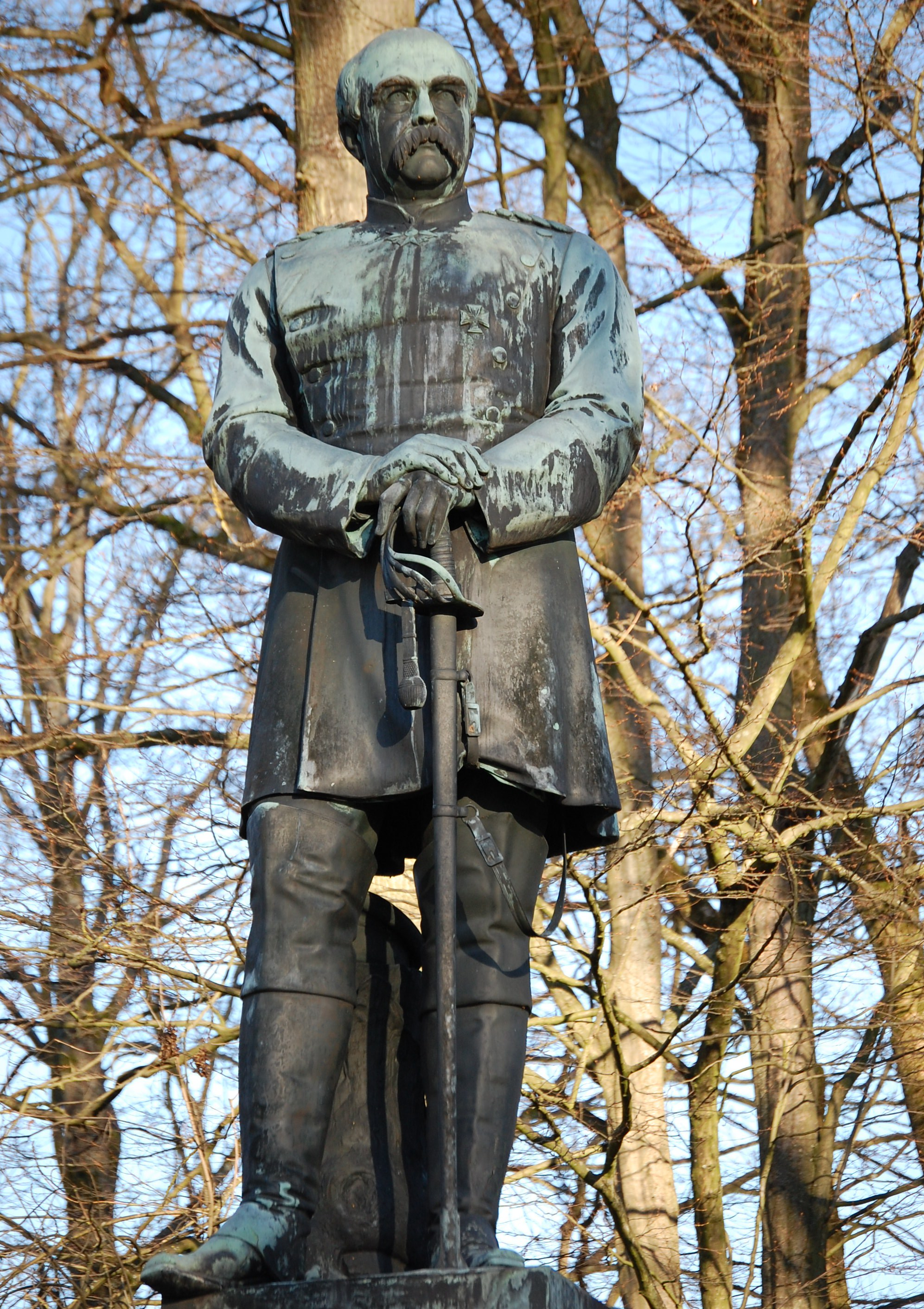
Mémorial Bismarck de Bad Kissingen de Heinrich Manger, sculpté en 1877.

Par ailleurs, les mémoires personnelles de Bismarck sont une source quasi inépuisable de citations à la gloire du chancelier. Au cours des décennies, elles constituent les fondements de l'image de Bismarck pour tous les Allemands, en particulier les nationalistes. À la même époque, se durcissent les critiques à son encontre. De son vivant, le chancelier utilise son influence personnelle pour façonner l'image qu'il veut laisser dans l'histoire. Ainsi, il n'hésite pas à réguler l'accès à certains documents pour les historiens et à y effectuer des corrections manuscrites. Après sa mort, son fils Herbert continue les efforts de son père dans ce sens et veille à l'image paternelle pour la postérité.
À cause du contexte historique, notamment l'unification de l'Allemagne, les historiens sont pour la plupart en admiration devant le chancelier et cela les conduit vraisemblablement à idéaliser sa personne. Heinrich von Treitschke, par exemple, passe d'ennemi politique à grand admirateur du chancelier ; il considère l'unification comme un coup d'éclat dans l'histoire allemande. Treitschke et d'autres historiens sont fascinés par la capacité du chancelier à réformer, à effectuer la révolution par le haut, à changer l'ordre établi. Le biographe Erich Marcks écrit en 1906 : « Je confesse facilement mon admiration : cet être était si grand, en soit si imposant, pour son peuple, si significatif dans tous les domaines, que tout ce qui l'entoure a valeur historique ». Cependant, Marcks, tout comme d'autres historiens de l'époque comme Heinrich von Sybel, considère le rôle de Bismarck comme secondaire en comparaison avec celui des Hohenzollern. D'ailleurs, dans les manuels scolaires ce n'est pas le chancelier mais bien Guillaume Ier qui est décrit comme étant le fondateur de l'Empire allemand.
Un pas décisif pour l'extrême mise en avant de Bismarck est accompli lors de la Première Guerre mondiale. En 1915, année du centenaire de la naissance de l'ancien chancelier, ont lieu des commémorations à des fins de propagandes, et ce de manière parfaitement assumée par le pouvoir en place. Dans un grand mouvement de patriotisme, les historiens rappellent le devoir des soldats allemands de défendre la Grande Allemagne, réunie par Bismarck, contre les autres puissances européennes, se gardant bien au passage d'évoquer le fait que le chancelier n'a cessé sa vie durant de mettre en garde contre les dangers que représente une telle guerre. Les spécialistes de Bismarck tels Erich Marcks, Max Lenz ou Horst Kohl décrivent plutôt Bismarck comme un guide spirituel dans le domaine de l'effort de guerre.

### Durant la république de Weimar et leIIIeReich

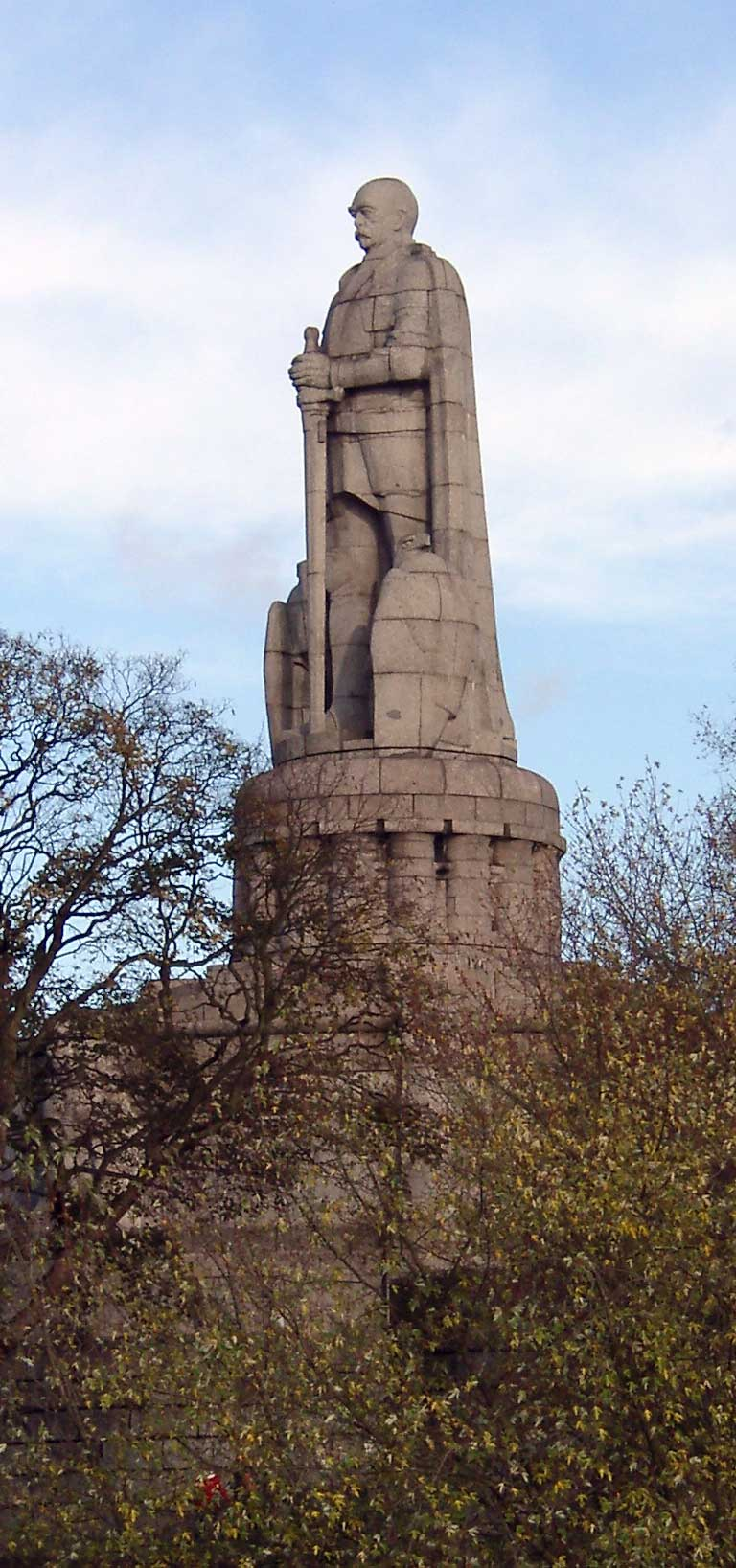
Mémorial Bismarck de Hambourg. Très haute statue de Bismarck en pierre, tenant une épée dans les mains.

La défaite allemande lors de la Première Guerre mondiale et le passage à la république de Weimar n'ont que peu d'influence sur l'image nationaliste de Bismarck ; en effet, les historiens de référence de l'époque restent profondément fidèles à la monarchie. Dans ce contexte d'humiliation et de chaos pour l'Allemagne, Bismarck représente la figure de proue de ce vers quoi il faut s'orienter. Il représente le génie qui doit permettre de surmonter la « honte de Versailles ». S'il y a quelques critiques sur son rôle historique, elles portent sur la solution petite-allemande, et pas sur l'unification nationale, qui s'est faite par la guerre et par le haut. Le traditionalisme empêche à l'époque la parution de biographies plus nuancées à son sujet. La mise en libre accès de nouveaux documents dans les années 1920 permet de nouvelles études, notamment sur son habileté diplomatique. Dans une étude prémonitoire, Otto Jöhlinger analyse le premier, en 1921, l'antisémitisme de l'ancien chancelier. L'historien y affirme que ses déclarations auraient été prononcées principalement au sein de cercles réactionnaires, son propre comportement envers les juifs étant avant tout guidé par le pragmatisme. La biographie sur Bismarck la plus populaire de l'époque est celle de l'écrivain Emil Ludwig datant de 1926 ; elle propose en particulier une étude psychologique critique du chancelier, dans laquelle ce dernier est décrit comme un héros faustien dans le drame de l'histoire du XIXe siècle.
Avec l'accession au pouvoir du Parti nazi, l'accent est mis sur la continuité historique existante entre Bismarck et Adolf Hitler, l'État national-socialiste étant l'aboutissement du mouvement d'unification allemande et même s'il n'est pas en accord avec la solution petite-allemande. Erich Marcks, qui est un auteur reconnu, soutient cette vision idéalisée de l'histoire. En Grande-Bretagne également, durant la Seconde Guerre mondiale, Bismarck est de plus en plus décrit comme le précurseur d'Hitler, comme le point de départ historique d'une histoire allemande à part. Pendant la guerre, les références à l'ancien chancelier se raréfient dans les discours du Parti nazi, car ses mises en garde répétées contre une guerre avec la Russie ne sont plus, à partir de 1941, jugées opportunes. Il est alors perçu comme une source d'inspiration par certains membres de la résistance conservatrice.
En 1944 paraît Bismarck der Mann und des Staatsmann d'Arnold Oskar Meyer, dans lequel sont interprétées les visions de Bismarck sur le peuple et la nation allemande. Cette œuvre est l'une des dernières à encenser le chancelier dans la tradition de l'Empire allemand. Même si les interprétations politiques de Meyer sont convaincantes, la défaite du IIIe Reich et le partage de l'Allemagne rendent très difficile la défense de la place de Bismarck en tant que héros de l'unification. Bismarck a en effet une influence majeure sur le cours de l'histoire, influence qui a conduit également à la déroute de l'Allemagne,.
Depuis la Grande-Bretagne où il s'est exilé, le juriste Erich Eyck publie une biographie très critique sur le chancelier, en trois volumes. Il reproche à Bismarck ses méthodes machiavéliques et son manque de respect envers le droit, condamne son cynisme envers la démocratie, les valeurs libérales et humanistes, et l'accuse d'être responsable de l'échec de la démocratie en Allemagne. Selon lui, le système d'alliance bismarckien est certes construit de manière habile, mais il est totalement artificiel et est condamné par avance à l'échec,. Pourtant, Eyck ne nie pas avoir une certaine admiration pour Bismarck : « Personne, d'où qu'il vienne, ne peut ne pas reconnaître qu'il était la figure centrale et dominante de son époque, qui, grâce à son incroyable puissance et une énergie tyrannique, a montré la voie. Personne ne peut lui retirer sa fascinante force d'attraction, pour le meilleur et pour le pire, elle lui était tout à fait remarquable. »

### De l'après-guerre aux années 1990

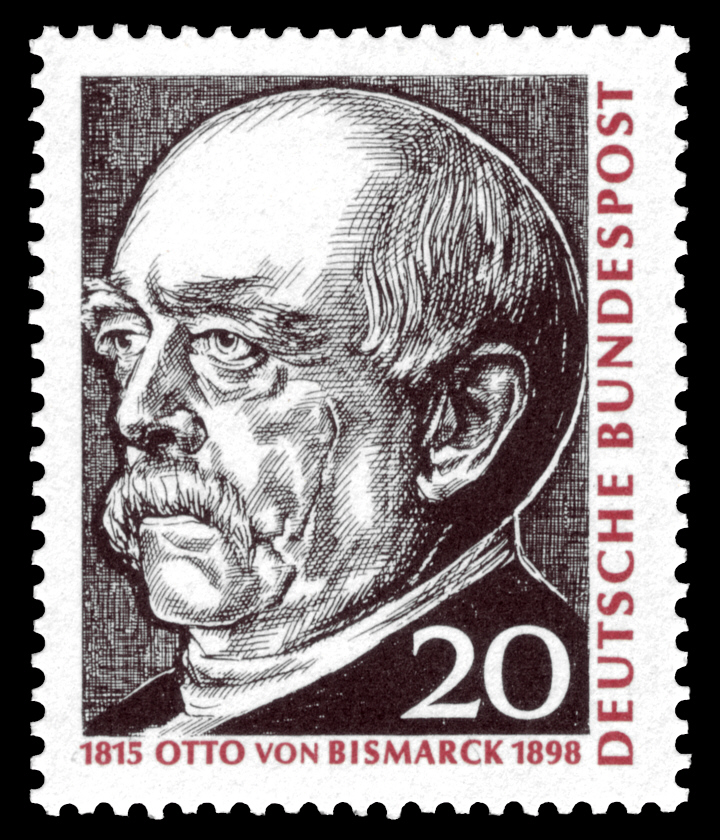
Timbre allemand de 1965 pour le de la naissance de Bismarck.

Après la guerre, certains historiens influents, comme Hans Rothfels ou Theodor Schieder, persistent dans leurs jugements globalement positifs, même différents, de Bismarck. La biographie de Eyck, qui paraît dans les années 1950, suscite beaucoup de réactions en Allemagne. Gerhard Ritter accuse dans une lettre Eyck de n'avoir fait que rassembler un tas de clichés antigermaniques. À l'inverse, en 1946, en pleine crise allemande, Friedrich Meinecke, auparavant fervent admirateur de Bismarck, déclare que le traumatisme de l'échec de l'État national allemand empêche pour une longue période de fêter Bismarck.
En 1955, l'auteur britannique Alan J.P. Taylor publie une biographie de Bismarck fortement controversée, qui est orientée sur la psychologie du chancelier. Il essaie d'y expliquer la très complexe personnalité de Bismarck par un combat intérieur entre son héritage, paternel et maternel. Il met en contraste l'instinct politique de Bismarck qui lutte pour établir une paix durable en Europe avec la politique extérieure agressive du temps de Guillaume II. La première biographie allemande de Bismarck, qui paraît après la guerre, est celle de Wilhelm Mommsen, qui se différencie principalement de celles antérieures, par sa tentative d'adopter un point de vue objectif. Mommsen loue l'adaptabilité politique du chancelier, tout en pensant que ses erreurs en matière de politique intérieure ne doivent pas masquer les conquêtes et progrès qu'a permis cet homme d'État.
Dans les années 1960 et 1970, les biographies des « grands hommes » perdent du terrain dans les rangs des historiens ouest-allemands. Les sujets d'études se déplacent de la personnalité et des actions de Bismarck vers les structures politiques, culturelles et sociales dans lesquelles elles ont pris place, ces structures étant elles-mêmes influencées en retour par le chancelier et ses actions. Faisant partie de l'école de Bielefeld, Hans-Ulrich Wehler, entre autres, étudie les campagnes de Bismarck contre les prétendus ennemis d'État (à savoir les socialistes, les jésuites, etc.). Ces méthodes dites d'« intégration négative » qui consistent à attiser la peur dans la population, ont permis de lier les différents milieux sociaux à l'Empire allemand. Dans ce cadre, Bismarck a ainsi réussi, dès 1878, à rapprocher deux groupes très influents, en l'occurrence les grands propriétaires (junkers) et les industriels, dans une sorte d'alliance « contre le progrès ». En 1973, Wehler qualifie le système de commandement de Bismarck de « dictature bonapartiste », par son usage du charisme, du plébiscite et de la tradition. Par la suite, Wehler tente d'interpréter le « commandement par le charisme » de Bismarck à travers les concepts de Max Weber.
À la fin des années 1970, on assiste au retour des études biographiques et à un recul de l'histoire sociale. Depuis lors, paraissent régulièrement des biographies de Bismarck, qui, pour la plupart, tentent soit de diaboliser soit de glorifier l'œuvre du premier chancelier. Elles essayent majoritairement de faire une synthèse entre son immense puissance d'un côté et le fait qu'il était fortement contraint par les structures politiques de son temps d'un autre. Fritz Stern prend en 1978 un cheminement original en écrivant la double-biographie de Bismarck et de son banquier Gerson von Bleichröder. Lothar Gall reprend le concept créé par Ludwig Bamberger et Henry Kissinger de « révolutionnaire blanc ». Bismarck serait un monarchiste convaincu, qui voulait conserver les structures traditionnelles, mais qui a complètement bouleversé l'ordre établi et a été un grand modernisateur. Sur la fin, il ne pouvait plus contrôler les forces qu'il avait lui-même déchaînées et ne pouvait plus que de s'efforcer de freiner les tendances modernisatrices,.
L'historien américain Otto Pflanze fait publier entre 1963 et 1990 une biographie en plusieurs volumes du chancelier allemand, et qui se différencie en se concentrant surtout sur la personnalité de Bismarck, analysée par les méthodes psychanalytiques, plutôt que sur ses actions. Pflanze critique Bismarck pour avoir écrit la constitution allemande en ayant à l'esprit avant tout des calculs politiques, avec des objectifs immédiats, plutôt qu'au long terme. Il lui retire le mérite d'avoir voulu réunir la nation allemande sous un même drapeau, idée à laquelle il n'a adhéré que tardivement, car, au départ, il ne voulait réaliser l'unification qu'afin d'accroître l'influence prussienne dans le concert des puissances européennes,.
L'historien est-allemand Ernst Engelberg publie en 1985 une biographie sur Bismarck, qui étonne fortement l'opinion publique d'Allemagne de l'Ouest. En effet, elle est particulièrement positive, et, mise à part la persécution faite aux socialistes, elle est très peu critique envers l'ancien chancelier. Engelberg perçoit, comme d'autres historiens est-allemand, la période accompagnant l'unification allemande, comme une phase de progrès, qui a permis une ralliement des classes ouvrières à la nation. Il ne voit d'ailleurs pas le chancelier comme un aventurier, mais comme un homme politique aux actions réfléchies et dont le caractère ne doit pas tant lui être imputé qu'à ses racines sociales de la petite noblesse allemande. Ce ne serait pas lui le responsable de la Première Guerre mondiale, mais ses successeurs.

## Dans les arts et la culture

### Iconographie

#### Peinture
Une multitude de toiles, de peintures et de tableaux vont dépeindre Bismarck sous l'angle d'un homme d'état fort, toujours vêtu de son uniforme de cuirassier ou celui d'officier prussien avec décorations à l'image du père fondateur de l'Allemagne.

#### Caricatures
Otto Von Bismarck a fait l'objet durant son vivant de plusieurs caricatures dans la presse souvent de ses ennemis politiques. En 1890, John Grand-Carter rédige ainsi Bismarck en caricatures, avec 140 reproductions de caricatures allemandes, autrichiennes, françaises, italiennes, anglaises, suisses, américaines.

### Filmographie
Otto von Bismarck a été représenté à l'écran plusieurs fois.

#### Cinéma
- 1914 : Bismarck de Richard Schott, Gustav Trautschold (de) et William Wauer avec Franz Ludwig (de).
- 1918 :
  - To Hell with the Kaiser ! de George Irving avec Henry Carvill.
  - Ferdinand Lassalle de Rudolf Meinert avec Herr Braun.
- 1922 : Ludwig II (en) de Otto Kreisler (de) avec Josef Schreiber.
- 1925 : Bismarck (en) de Ernst Wendt avec Franz Ludwig.
- 1927 : Bismarck 1862-1898 (de) de Kurt Blachy (de) avec Franz Ludwig.
- 1936 : Spy of Napoleon de Maurice Elvey avec Lyn Harding.
- 1939 : La Lutte héroïque de Hans Steinhoff avec Friedrich Otto Fischer.
- 1940 : Bismarck de Wolfgang Liebeneiner avec Paul Hartmann.
- 1941 :
  - Le Premier Ministre de Thorold Dickinson avec Lyn Harding.
  - Carl Peters de Herbert Selpin avec Friedrich Otto Fischer.
- 1942 : L'Abdication de Wolfgang Liebeneiner avec Emil Jannings.
- 1945 : Les Amours de Salomé de Charles Lamont avec Kurt Katch (de).
- 1955 : Louis II de Bavière de Helmut Käutner avec Friedrich Domin (de).
- 1956 :
  - File Clerk de William Berke avec Frederic Tozere.
  - Die dramatische Geschichte des Hauses Zeiss de Wolfgang Schleif avec Heinz Kievenow.
- 1963 : The Invincible Mr. Disraeli de George Schaefer avec Peter von Zerneck.
- 1970 : Friedrich III… « gestorben als Kaiser » de Rudolf Nussgruber avec Helmuth Hinzelmann.
- 1971 :
  - Preußen über alles… - Bismarcks deutsche Einigung de Rudolf Jugert avec Heinz Klevenow.
  - Es braust ein Ruf wie Donnerhall. Ur-Opas dufter Krieg 70/71 de Jürgen Neven-du-Mont et Fritz Umgelter avec Karl-Heinz von Hassel.
- 1972 :
  - Ludwig, requiem pour un roi vierge de Hans-Jürgen Syberberg avec Peter Przygodda.
  - Ferdinand Lasalle de Helmuth Ashley avec Wolfram Schaerf (de).
- 1975 : Le Froussard héroïque de Richard Lester avec Oliver Reed.
- 1976 : Die Emser Depesche de Ralph J. Boettner (de) avec Fritz Bartholdt (de).
- 1978 : Disraeli (en) de Claude Whatham avec Brewster Mason (en).
- 1987 : Bebel und Bismarck de Wolf-Dieter Panse (de) avec Wolfgang Dehler (de).
- 1990 : Bismarck (de) de Tom Toelle (de) avec Uwe Ochsenknecht.
- 2008 : Bismarck und das Deutsche Reich (de) de Olaf Götz avec Vlad Rădescu (en).
- 2012 : Ludwig II de Marie Noëlle et Peter Sehr avec Bernd Birkhahn (de).

#### Télévision
- 1974 : La Chute des aigles de John Elliot avec Curd Jürgens.
- 1975 : Edward the King de John Gorrie avec Brewster Mason (en).
- 1977 : Rossel et la Commune de Paris de Serge Moati avec Jean-Claude Bouillot.
- 1981 : Emile Waldteufel, le roi de la valse du Second Empire de André Teisseire avec Patrick Burgel.
- 2000 : Die Geschichte Mitteldeutschlands de André Meier avec Philip-Sebastian Breuneval.
- 2004 : Otto von Bismarck – Der Junker aus der Altmark d’André Meier avec Tim Ehlert (jeune), Andreas Leupold (âgé) et Philipp Sebastian Breuneval (enfant).
- 2009 : Sissi : Naissance d'une impératrice de Xaver Schwarzenberger avec Dieter Kirchlechner (de).
- 2011 : Berlin 1885, la ruée sur l'Afrique de Joël Calmettes avec Jacques Spiesser.
- 2012 : Reichsgründung/Die nervöse Großmacht (de) de Bernd Fischerauer (de) avec Torsten Münchow (de).
- 2014 :
  - Bismarck: le dernier combat de Wilfried Hauke (de) avec Peter Striebeck (de).
  - 1864 de Ole Bornedal avec Rainer Bock.
- 2021 : 1871 - Grand Jeu impérial à Versailles de Christian Twente avec Thomas Thieme.

### Jeux vidéo
- Bismarck est le dirigeant de l'Allemagne dans Civilization V sorti en 2010[w 39].

### En français
- Serge Berstein, Histoire de l'unification Allemande, Paris, Flammarion, 2003.
- Otto von Bismarck, Mémoires, Paris, Éditions Perrin, 2021, 634 p. (ISBN 978-2-262-08760-9).
- Jean-Paul Bled, Bismarck : De la Prusse à l'Allemagne, Alvik Éditions, 2005, 332 p. (ISBN 2914833423 et 978-2914833424).
- Jean-Paul Bled, Bismarck, Paris, Perrin, coll. « Collection Tempus » (no 514), 2013, 355 p. (ISBN 2262042748, OCLC 862823011).
- Maurice Ezran, Bismarck, démon ou génie ?, L'Harmattan, 1994 (ISBN 978-2738424297).
- Lothar Gall (trad. Jeanne-Marie Gaillard-Paquet), Bismarck, Fayard, 1984.
- Alexandre de Hohenlohe, Souvenirs, Paris, Payot, 1928.
- Sebastian Haffner et Wolfgang Venohr, Profils prussiens, Gallimard, coll. « La suite des temps », 1983.
- Sebastian Haffner : de Bismarck à Hitler. Une histoire du reich allemand, 1991, Éd. de la Découverte,  (ISBN 2707120197)
- Henry Vallotton, Bismarck et Hitler, Lausanne, L'Âge d'Homme, 2002 (lire en ligne).

### En allemand
- (de) Rudolf Augstein: Otto von Bismarck. Hain, Frankfurt am Main 1990,  (ISBN 3-445-06012-6).
- (de) Otto Becker et Alexander Scharff (de), Bismarcks Ringen um Deutschlands Gestaltung, Heidelberg, Quelle & Meyer, 1958.
- (de) Otto von Bismarck, Gedanken und Erinnerungen, t. I, Herbig Verlag, 2004 (ISBN 978-3776612073).
- (de) Otto von Bismarck, Gedanken und Erinnerungen III, Herbig Verlag.
- (de) Hans Blum, Bismarck und seine Zeit. Eine Biographie für das deutsche Volk, Munich, Beck, 1894–1899.
- (de) Christopher Clark, Preußen. Aufstieg und Niedergang 1600–1947, Stuttgart, Deutsche Verlags-Anstalt, 2007 (ISBN 3-421-05392-8).
- (de) Ernst Engelberg, Bismarck. Urpreuße und Reichsgründer, Berlin, Siedler, 1985 (ISBN 3-88680-121-7).
- (de) Ernst Engelberg, Bismarck. Das Reich in der Mitte Europas, Berlin, Siedler, 1990 (ISBN 3-88680-385-6).
- (de) Michael Epkenhans, Ulrich Lappenküper (de), Andreas von Seggern (de): Otto von Bismarck. Aufbruch in die Moderne. Bucher, München 2015,  (ISBN 978-3-7658-1962-9).
- (de) Philipp zu Eulenburg, Die Tragödie Herbert Bismarcks, Berlin, Aus fünfzig Jahren, 1923.
- (de) Erich Eyck, Bismarck. Leben und Werk, Erlenbach-Zürich, Rentsch, 1941–1944.
- (de) Siegfried Fischer-Fabian, Herrliche Zeiten. Die Deutschen und ihr Kaiserreich, Vienne, Tosa, 2006 (ISBN 3-85003-023-7).
- (de) Theodor Fontane, Kahlebutz und Krautentochter. Märkische Porträts, Berlin, Aufbau Taschenbuch Verlag, 2007 (ISBN 978-3-7466-5245-0), « Der Zivil-Wallenstein ».
- (de) Ewald Frie, Das Deutsche Kaiserreich, Darmstadt, Wissenschaftliche Buchgesellschaft, 2004 (ISBN 3-534-14725-1).
- (de) Lothar Gall, Bismarck. Der weiße Revolutionär, Berlin, Ullstein, 2002 (ISBN 3-548-26515-4).
- (de) Sebastian Haffner: Otto von Bismarck. In: Ders., Wolfgang Venohr (de): Preußische Profile. 2. Auflage der Neuausgabe, Econ-Ullstein-List, Berlin 2001,  (ISBN 3-548-26586-3), S. 141–161.
- (de) Ludwig Ernst Hahn, Fürst von Bismarck. Sein politisches Leben und Wirken, Berlin, Hertz, 1878–1891.
- (de) Bernd Heidenreich, Frank-Lothar Kroll (Hrsg.): Bismarck und die Deutschen. Berliner Wissenschaftsverlag, Berlin 2005,  (ISBN 3-8305-0939-1).
- (de) Franz Herre, Bismarck. Der preußische Deutsche, Cologne, Kiepenheuer und Witsch, 1991 (ISBN 978-3860479148).
- (de) George Hesekiel, Das Buch vom Grafen Bismarck, Bielefeld, Velhagen & Klasing, 1869.
- (de) Andreas Hillgruber: Otto von Bismarck. Gründer der europäischen Großmacht Deutsches Reich (= Persönlichkeit und Geschichte. Biographische Reihe. Band 101/102). Musterschmidt, Zürich u. a. 1978,  (ISBN 3-7881-0101-6).
- (de) Hermann Jahnke (de), Fürst Bismarck, sein Leben und Wirken, Berlin, Kittel, 1890.
- (de) Otto Jöhlinger, Bismarck und die Juden. Unter Benutzung unveröffentlichter Quellen, Berlin, D. Reimer, 1921.
- (de) Eberhard Kolb, Bismarck, Munich, C.H. Beck Wissen, 2009 (ISBN 3-406-56276-0, lire en ligne).
- (de) Horst Kohl, Mit Bismarck daheim und im Felde. Kernworte aus seinen Briefen und Reden, Berlin-Lichterfelde, Runge, 1915.
- (de) Hans-Christof Kraus: Bismarck. Größe – Grenzen – Leistungen. Klett-Cotta, Stuttgart 2015,  (ISBN 978-3-608-94861-5).
- (de) Christian von Krockow: Bismarck. Eine Biographie. Deutsche Verlagsanstalt, Stuttgart 1997,  (ISBN 3-421-05080-5).
- (de) Ulrich Lappenküper, Ulf Morgenstern (Hrsg.): Überzeugungen, Wandlungen und Zuschreibungen. Das Staatsverständnis Otto von Bismarcks. (= Staatsverständnisse. Band 130). Nomos, Baden-Baden 2019,  (ISBN 978-3-8487-4915-7).
- (de) Max Lenz et Erich Marcks, Das Bismarckjahr. Ein Würdigung Bismarcks und seiner Politik in Einzelschilderungen., Hambourg, Broschek, 1915.
- (de) Wilfried Loth, Das Kaiserreich. Obrigkeitsstaat und politische Mobilisierung, Munich, Taschenbuch-Verlag, 1996 (ISBN 3-423-04505-1).
- (de) Erich Marcks, Bismarck. Eine Biographie, 1815–1851, Stuttgart, Dt. Verlag Anst., 1940.
- (de) Erich Marcks, Vom Erbe Bismarcks. Eine Kriegsrede, Leipzig, Quelle & Meyer, 1916.
- (de) Adolf Matthias, Bismarck. Sein Leben und sein Werk, Munich, Beck, 1915.
- (de) Alfred Milatz (de), Otto von Bismarck. Ausgewählte Werke, t. 7, Darmstadt, Wissenschaftliche Buchgesellschaft, 1981.
- (de) Wilhelm Mommsen, Bismarck. Ein politisches Lebensbild, Munich, Bruckmann, 1959.
- (de) Rudolf Morsey, « Bismarck und das Zentrum », dans Bismarck und die Parteien, Munich, Paderborn, 2001 (présentation en ligne).
- (de) Thomas Nipperdey, Deutsche Geschichte 1800–1866 : Bürgerwelt und starker Staat, Munich, C.H. Beck, 1983 (ISBN 978-3406093548).
- (de) Thomas Nipperdey, Deutsche Geschichte 1866–1918 : Machtstaat vor der Demokratie, Munich, C.H. Beck, 1995 (ISBN 3-406-34801-7).
- (de) Christoph Nonn, Bismarck : Ein Preuße und sein Jahrhundert, Munich, C.H. Beck, 2015 (ISBN 978-3-406-67589-8).
- (de) Rolf Parr (de): „Zwei Seelen wohnen, ach! in meiner Brust“. Strukturen und Funktionen der Mythisierung Bismarcks (1860–1918). Fink, München 1992,  (ISBN 3-7705-2727-5).
- (de) Otto Pflanze: Bismarck. Bd. 1: Der Reichsgründer. Bd. 2: Der Reichskanzler. Beck, München 1997–1998,  (ISBN 3-406-42725-1) und,  (ISBN 3-406-42726-X).
- (de) Ludwig Reiners, Bismarcks Aufstieg 1815-64, Munich, C.H. Beck, 1956.
- (de) Volker Ullrich, Die nervöse Großmacht. Aufstieg und Untergang des deutschen Kaiserreichs, Francfort sur le Main, Fischer Taschenbuch Verlag, 2006 (ISBN 978-3-596-11694-2).
- (de) Rainer F. Schmidt (de): Bismarck. Realpolitik und Revolution. Eine Biographie. Kohlhammer, Stuttgart u. a. 2004,  (ISBN 3-17-017407-X).
- (de) Sieglinde Seele (de): Lexikon der Bismarck-Denkmäler – Türme, Standbilder, Büsten, Gedenksteine und andere Ehrungen – Eine Bestandsaufnahme in Wort und Bild, Michael Imhof Verlag, Petersberg 2005, 480 Seiten,  (ISBN 3-86568-019-4).
- (de) Volker Ullrich, Otto von Bismarck, Reinbek bei Hambourg, Rowohlt, 1998 (ISBN 3-499-50602-5).
- (de) Alfred Vagts, Diederich Hahn - Ein Politikerleben dans le Jahrbuch der Männer vom Morgenstern, t. 46, Bremerhaven, 1965, p. 161.
- (de) Rudolf Vierhaus, Das Tagebuch der Baronin Spitzemberg. Aufzeichnungen aus der Hofgesellschaft des Hohenzollernreiches., Göttingen, Vandenhoeck & Ruprecht, 1989 (ISBN 978-3525358115).
- (de) Hans-Ulrich Wehler, Das deutsche Kaiserreich, Göttingen, Vandenhoek & Ruprecht, 1988 (première édition 1973) (ISBN 3-525-33542-3).
- (de) Hans-Ulrich Wehler, Deutsche Gesellschaftsgeschichte, Munich, Beck, 1995 (ISBN 3-406-32263-8), « Von der 'Deutschen Doppelrevolution' bis zum Beginn des Ersten Weltkrieges. 1849–1914 », p. 849.
- (de) Hans-Ulriche Wehler, Deutsche Gesellschaftsgeschichte : Von der Reformära bis zur industriellen und politischen, deutschen Doppelrevolution, 1815–1845/49, t. 2, Munich, Beck, 1987.
- (de) Hans-Ulrich Wehler, Bismarck und der Imperialismus, Suhrkamp, 1985 (ISBN 3-518-57689-5).
- (de) Johannes Willms: Bismarck – Dämon der Deutschen. Anmerkungen zu einer Legende. Kindler, München 1997,  (ISBN 3-463-40296-3).
- (de) Heinrich Winkler, Der lange Weg nach Westen. Deutsche Geschichte : vom Ende des Alten Reiches bis zum Untergang der Weimarer Republik, t. 1, Bonn, Bundeszentrale für politische Bildung, 2002 (ISBN 3-89331-463-6).

### En anglais
- (en) Otto Pflanze, Bismarck and the Development of Germany, Princeton, Princeton University Press, 1963–1990.
- (en) Fritz Stern, Gold and Iron. Bismarck, Bleichröder, and the building of the German Empire, New York, Knopf, 1977 (lire en ligne).
- (en) Alan J.P. Taylor, Bismarck. The Man and the Statesman, London, H. Hamilton, 1955.
- (en) Karina Urbach, « Between Saviour and Villain. 100 Years of Bismarck Biographies », The Historical Journal, no 41,‎ 4 décembre 1998 (lire en ligne, consulté le 8 décembre 2013).